# Lausanne
Cet article concerne la ville de Lausanne. Pour le bateau à vapeur du même nom, voir Lausanne (bateau à vapeur).
Pour les articles ayant des titres homophones, voir Lauzanne et Lozanne.
Lausanne (/lɔ.zan/) est une ville suisse située sur la rive nord du Léman. Capitale du canton de Vaud, elle est également capitale olympique et chef-lieu du district de Lausanne. Elle est la quatrième ville du pays en nombre d'habitants après Zurich, Genève et Bâle. La commune de Lausanne compte 144 160 habitants au 31 décembre 2023, et l'agglomération lausannoise compte 438 438 habitants au 31 décembre 2021. En 2012, elle concentre 50 % de la population et 60 % des emplois du canton de Vaud.
La ville de Lausanne dispose dans le district de l'Ouest lausannois d'un campus regroupant l'Université de Lausanne (UNIL) et l'École polytechnique fédérale de Lausanne (EPFL), qui compte quelque 26 000 étudiants,. L'agglomération héberge également des hautes écoles prestigieuses comme l'École hôtelière de Lausanne (EHL), l'École cantonale d'art de Lausanne (ECAL) et l'International Institute for Management Development (IMD).
Lausanne se distingue par le grand nombre d'institutions internationales liées au sport qu'elle accueille. Dans la ville se trouve depuis 1915 le siège du Comité international olympique (CIO), et d'une cinquantaine de fédérations et organisations sportives internationales et nationales  dont la Fédération internationale de gymnastique (FIG) ainsi que le Tribunal arbitral du sport (TAS), le bureau européen de l'Agence mondiale antidopage (AMA) et la Maison du sport international (MSI). La ville porte le titre officiel de « Capitale olympique » depuis 1993 et a organisé les Jeux olympiques d'hiver de la jeunesse en 2020.
Le Tribunal fédéral (TF), l'autorité judiciaire suprême de la Confédération suisse, est établi à Lausanne.

## Géographie

### Localisation

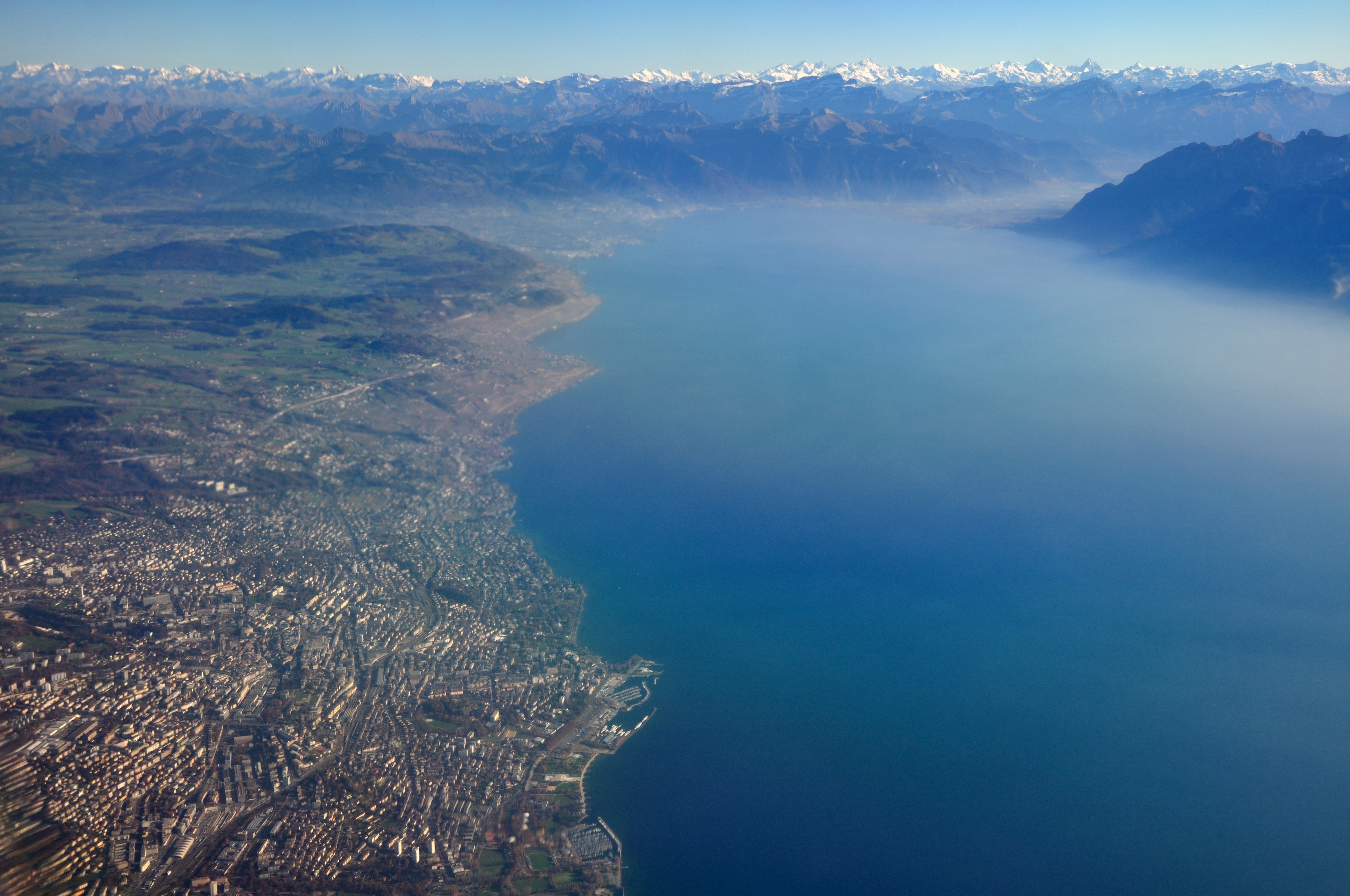
La région lausannoise et le Léman.

Lausanne se situe en plein cœur de la Suisse romande. Son territoire est un site en pente qui descend depuis les collines du Plateau suisse jusqu'à la rive nord du Léman. La ville s'étend sur un dénivelé de plus de 500 mètres, du port d'Ouchy (374 m) au Chalet-à-Gobet (873 m), en passant par le centre-ville (495 m), l'aéroport de Lausanne-Blécherette (600 m) et le bois de Sauvabelin (640 m).
Le centre de la ville est bâti sur trois collines : la Cité, le Bourg et Saint-Laurent, reliées entre elles principalement par le Grand-Pont et le pont Bessières. Cette morphologie s'explique par la présence de plusieurs cours d'eau ayant façonné les vallées et les collines du centre-ville. En effet, 16 rivières coulent sur le territoire de Lausanne. Les plus connues sont le Flon, la Louve et la Vuachère.
La commune de Lausanne couvre une superficie totale de 41,38 km2. Lors du relevé de 2013-2018, les surfaces d'habitations et d'infrastructures représentaient 45,9 % de sa superficie, les surfaces agricoles 15,0 %, les surfaces boisées 38,8 % et les surfaces improductives 0,2 %. Sa partie la plus urbanisée s'étend de l'est de la Vuachère à l'ouest de la Chamberonne, remontant du bord du Léman au sud jusqu'à la limite du nord d'Épalinges. Elle comprend notamment le centre-ville, la gare CFF, la plupart des lieux de décision et de culture, mais également de nombreux quartiers résidentiels.
De cette principale zone urbanisée s'étendant vers le nord-est, à partir du quartier de Praz-Séchaud, une étroite bande longeant les communes d'Épalinges et de Savigny jusqu'au pied du Jorat. Là se trouve le col du Chalet-à-Gobet (873 m) où passe la route H1 Lausanne-Berne. Le plus haut point de la commune de Lausanne, également le plus haut du Jorat, culmine à 935 m au lieu-dit montagne du Château.
En outre, la commune de Lausanne possède une exclave dans le secteur de Vernand, entre les communes de Cheseaux et de Romanel. Elle est délimitée au nord et à l'ouest par la vallée de la Mèbre (un affluent de la Chamberonne) et comprend notamment le Bois et la zone industrielle de Vernand. L'exclave de Vernand et surtout le prolongement au nord-est, très boisés, sont appelés les zones foraines et constituent près de la moitié de la surface de la commune avec une superficie de 19,235 km2.
Quant à l'agglomération lausannoise, elle s'étend à l'est vers Pully et Lutry, à l'ouest jusqu'à Morges en passant par Renens, Chavannes-près-Renens, Écublens, Préverenges, Saint-Sulpice, Prilly, Crissier et Bussigny, et au nord vers Épalinges.

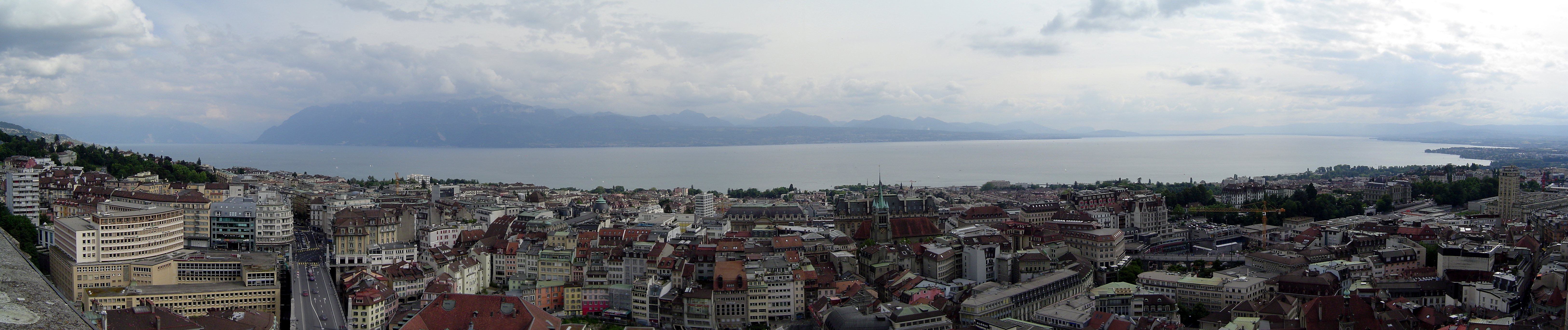
Vue de la ville, du Léman et de la Haute-Savoie, depuis la cathédrale.

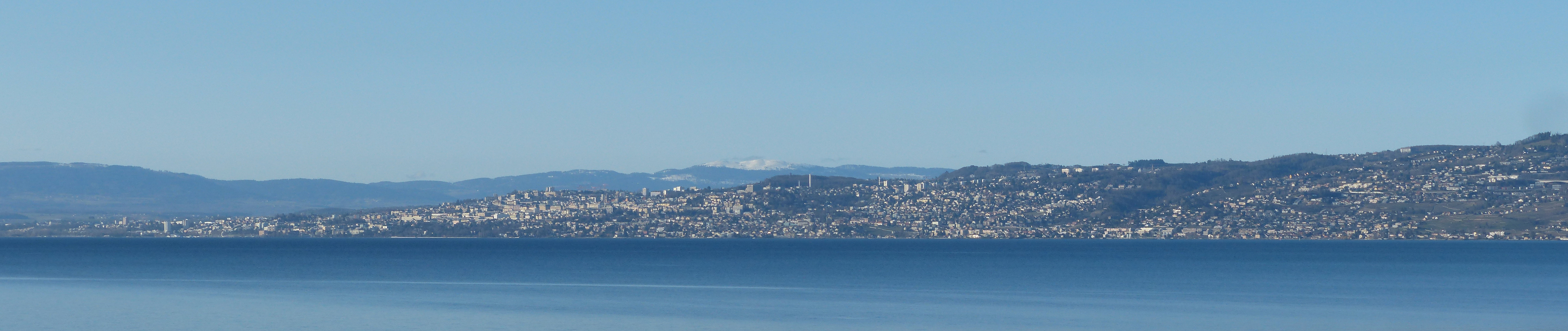
Vue de Lausanne depuis Meillerie, en Haute-Savoie.

### Climat
La ville de Lausanne se situe dans une région au climat océanique tempéré chaud sans saison sèche avec des étés tempérés (Cfb selon la classification de Köppen). Le territoire de la commune étant en pente, ce climat est naturellement plus doux au bord du lac (altitude : 375 m) qu’au sommet des collines (max. 900 m). La station de référence pour la ville de Lausanne se trouve dans la commune voisine de Pully à 456 mètres d’altitude, ce qui correspond pratiquement à la hauteur du centre-ville. Au mois de juillet, la température oscille en moyenne entre 15 °C la nuit et 24 °C l’après-midi, avec un ensoleillement maximal et des orages, et entre -0,4 et 3,5 °C au mois de janvier, avec peu de soleil dû au phénomène de brouillard de vallée. Les précipitations sont réparties tout au long de l'année, parfois sous forme de neige entre le mois de décembre et le mois de mars avec 21,5 jours de neige gisante par an.
La bise est un vent froid et sec venu du nord-est, fréquent en hiver. Il provoque alors une chute de température, un ciel dégagé et une impression de froid accentuée par les rafales de vent. L'importante masse d'eau du lac Léman et la pente nord-sud face au soleil ont un effet sur le climat, qui est plus doux que dans les régions avoisinantes. Entre 2001 et 2012, la température la plus basse mesurée durant l'année à Pully a été de −13,0 °C (2012), la plus élevée de +37,1 °C (2003) et la plus forte rafale a approché les 100 km/h (2003).

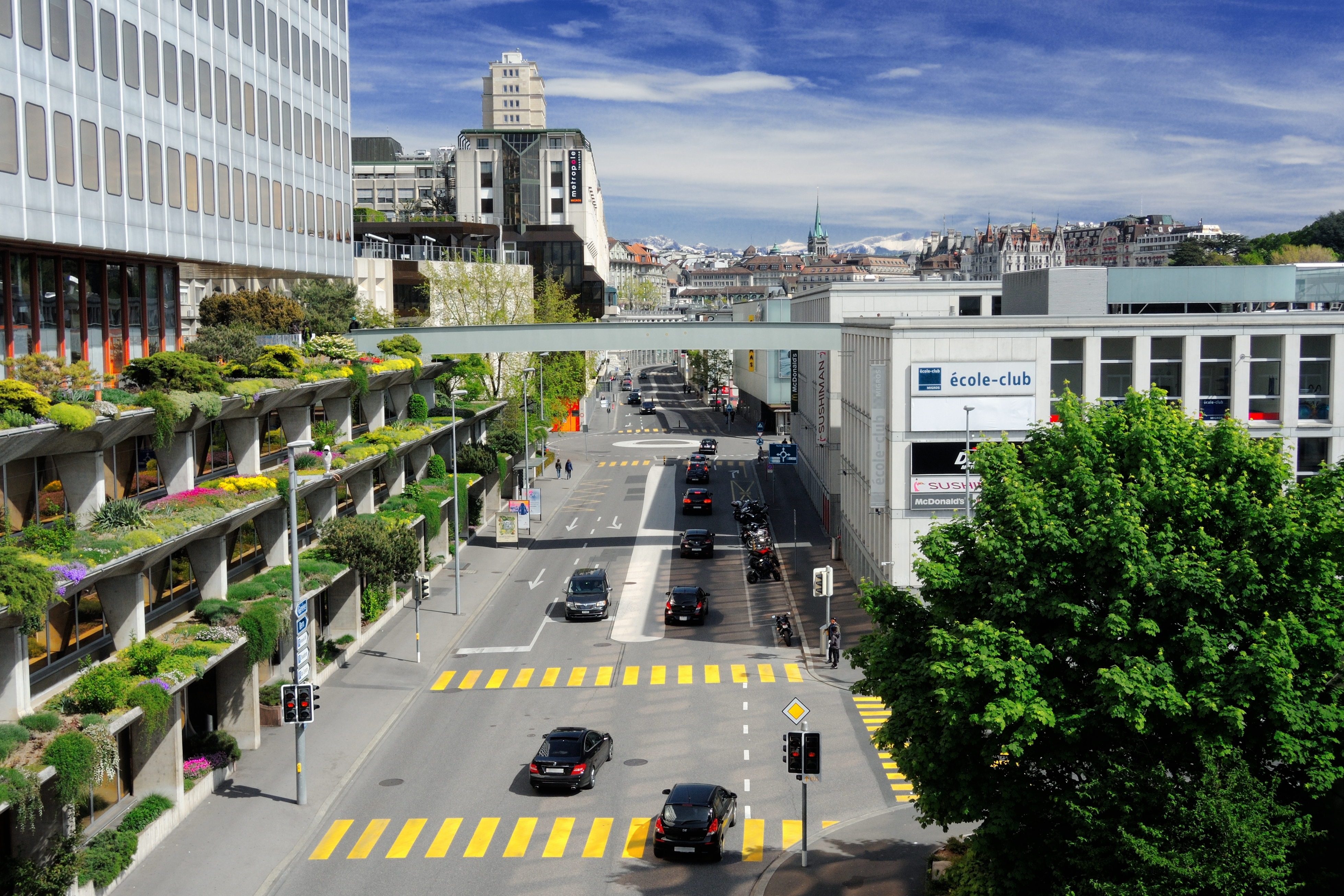
Printemps
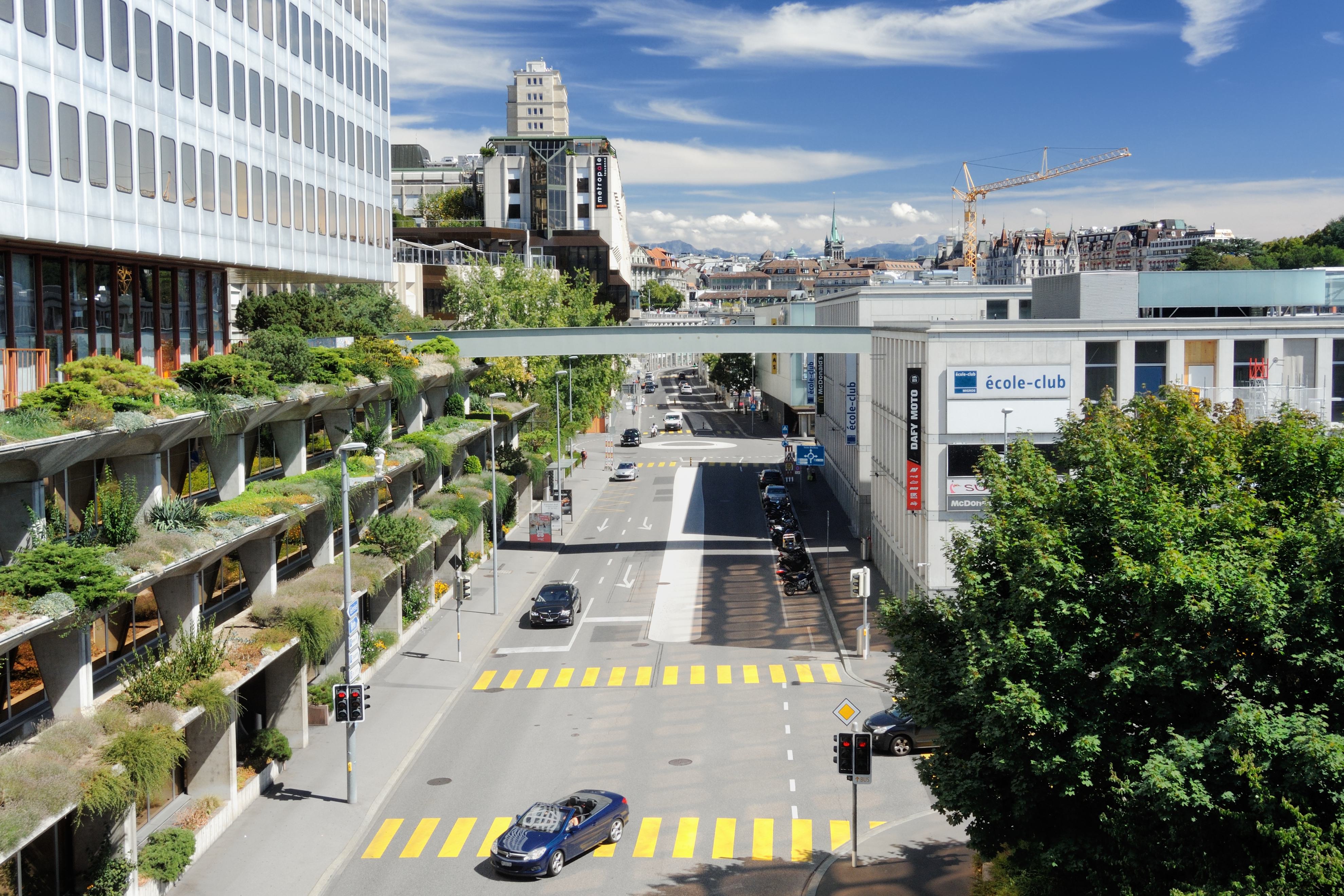
Été
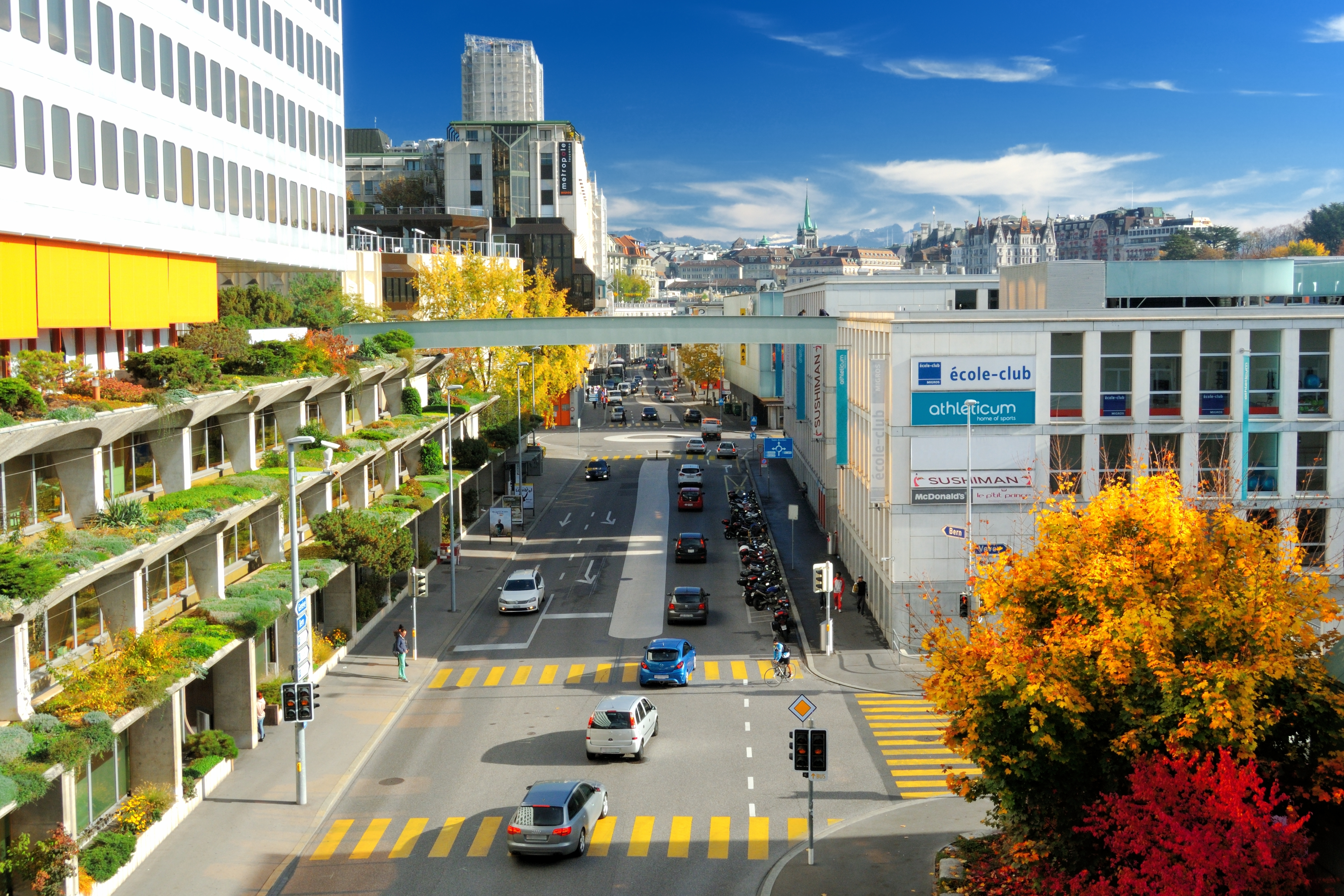
Automne
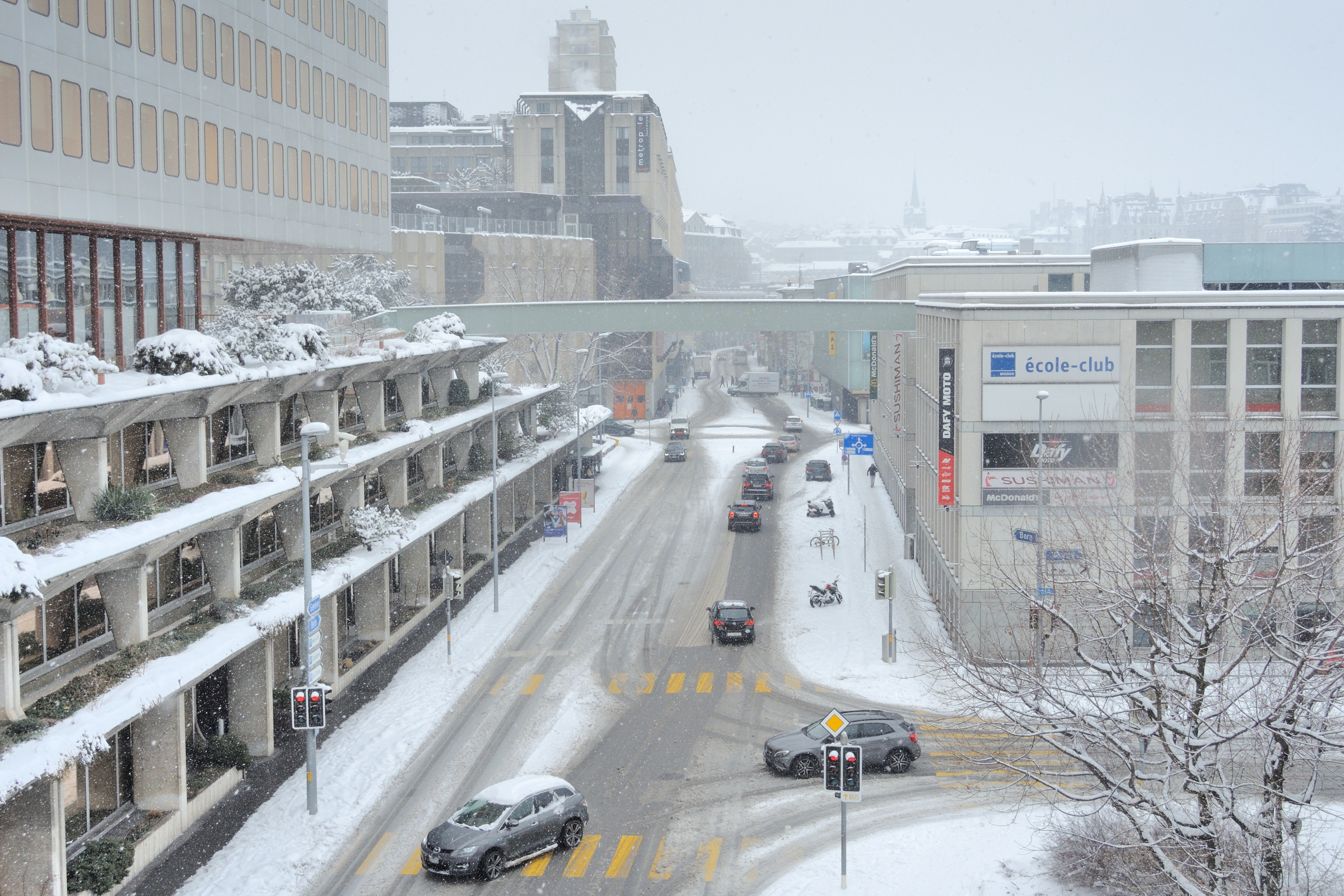
Hiver

| Mois                                              | jan. | fév. | mars | avril | mai  | juin | jui. | août | sep. | oct. | nov. | déc. | année |
| ------------------------------------------------- | ---- | ---- | ---- | ----- | ---- | ---- | ---- | ---- | ---- | ---- | ---- | ---- | ----- |
| Température minimale moyenne (°C)                 | 0,7  | 0,8  | 3,7  | 6,8   | 10,7 | 14,3 | 16,2 | 16,2 | 12,7 | 9,1  | 4,5  | 1,7  | 8,1   |
| Température moyenne (°C)                          | 2,7  | 3,3  | 7    | 10,6  | 14,6 | 18,4 | 20,5 | 20,1 | 16   | 11,7 | 6,7  | 3,5  | 11,3  |
| Température maximale moyenne (°C)                 | 4,7  | 5,9  | 10,5 | 14,6  | 18,9 | 22,8 | 25   | 24,5 | 19,8 | 14,6 | 8,9  | 5,4  | 14,6  |
| Nombre de jours avec gel                          | 12,2 | 9,5  | 3,9  | 0,2   | 0    | 0    | 0    | 0    | 0    | 0,2  | 2,6  | 9    | 37,6  |
| Nombre de jours avec température maximale ≤ 0 °C  | 3,4  | 2,1  | 0,1  | 0     | 0    | 0    | 0    | 0    | 0    | 0    | 0,3  | 1,9  | 7,9   |
| Nombre de jours avec température maximale ≥ 25 °C | 0    | 0    | 0    | 0,8   | 4,5  | 13,7 | 20,7 | 18,4 | 5,5  | 0,2  | 0    | 0    | 47    |
| Nombre de jours avec température maximale ≥ 30 °C | 0    | 0    | 0    | 0     | 0,4  | 1,3  | 3,2  | 2,3  | 0,1  | 0    | 0    | 0    | 6,9   |
| Ensoleillement (h)                                | 77   | 109  | 169  | 193   | 213  | 240  | 259  | 241  | 188  | 132  | 79   | 58   | 1 957 |
| Précipitations (mm)                               | 75   | 64   | 72   | 84    | 113  | 107  | 103  | 110  | 98   | 111  | 99   | 98   | 1 132 |
| Nombre de jours avec précipitations               | 10,1 | 8,8  | 10,2 | 9,8   | 12,1 | 10,4 | 9    | 9,5  | 8,8  | 10,1 | 10,2 | 10,7 | 119,7 |
| Humidité relative (%)                             | 78   | 73   | 68   | 64    | 67   | 66   | 64   | 67   | 73   | 78   | 79   | 79   | 71    |

| Diagramme climatique                                  |          |           |           |             |             |           |             |            |            |          |          |
| J                                                     | F        | M         | A         | M           | J           | J         | A           | S          | O          | N        | D        |
| 4,70,775                                              | 5,90,864 | 10,53,772 | 14,66,884 | 18,910,7113 | 22,814,3107 | 2516,2103 | 24,516,2110 | 19,812,798 | 14,69,1111 | 8,94,599 | 5,41,798 |
| Moyennes : • Temp. maxi et mini °C • Précipitation mm |          |           |           |             |             |           |             |            |            |          |          |

### Géologie et science des sols

#### Pollution des sols aux dioxines et furanes
Au printemps 2021, des analyses révèlent une pollution des sols de certaines zones de la région lausannoise aux dioxines et furanes. Des analyses complémentaires sont ordonnées par les autorités cantonales et rendues publiques en octobre. Elles montrent que la pollution est plus importante que ce qui avait été envisagé quelques mois plus tôt. Les zones de Sauvabelin et du centre-ville (la Cité et la place de la Riponne) sont parmi les plus concernées,.
Les experts estiment que cette pollution est la conséquence des rejets de l'incinérateur du Vallon, exploité entre 1958 et 2005,.
Sur le plan sanitaire, les autorités vaudoises et lausannoises rappellent que l'usine d'incinération n'est plus en activité. Rapidement après l'annonce de la pollution, des restrictions à la consommation de certains produits alimentaires sont décidées (notamment les produits maraîchers et les volailles - poules - issus des zones les plus contaminées). Il est également demandé aux parents d'éviter que les enfants jouent avec la terre de ces espaces,.
Par la suite, plusieurs études sont mandatées pour évaluer les risques sanitaires et définir un plan d'assainissement de ces zones,,. Au niveau fédéral, la question de la pollution des sols aux dioxines et des mesures d'assainissement est discutée, le cas de Lausanne étant le premier de cette ampleur en Suisse,,.

### Mobilité
Lausanne a adopté une politique visant à diminuer le trafic routier en ville. Elle a inauguré en 2008 le premier métro automatisé en Suisse,Le M2,adopté plusieurs projets d’extension et d’amélioration du réseau de transports publics et favorise la mobilité douce.[réf. nécessaire]

#### Piéton
Le 30 juillet 1962, la rue Saint-François et la partie inférieure de la rue de Bourg, jusqu'à la rue du Lion-d'or, soit 240 mètres, deviennent piétonnes. Il s'agit de la première zone piétonnière de Suisse,. C'est l'ingénieur en transport Olivier Keller qui a proposé de fermer ces rues à la circulation automobile.
Le 13 octobre 1991, ce sont les rues Haldimand, Mauborget et Neuve qui sont fermées au trafic automobile. La rue Haldimand devient piétonne, alors que les rues Mauborget et Neuve permettent le trafic des bus des TL. Dans un premier temps, les autorités du canton de Vaud ont refusé la fermeture de la rue Haldimand, mais l'ont autorisée à titre provisoire pour le remplacement des canalisations souterraines. En 1991, la rue Haldimand était empruntée quotidiennement par 11 000 voitures privées et 750 convois des TL.

#### Vélo
Le trafic cycliste augmente régulièrement en dépit des pentes de la ville. Entre 2014 et 2017, il a augmenté de 33%. Le réseau de pistes cyclables est progressivement développé. Une carte vélo propose des itinéraires pour les déplacements dans l'agglomération lausannoise.[réf. nécessaire]

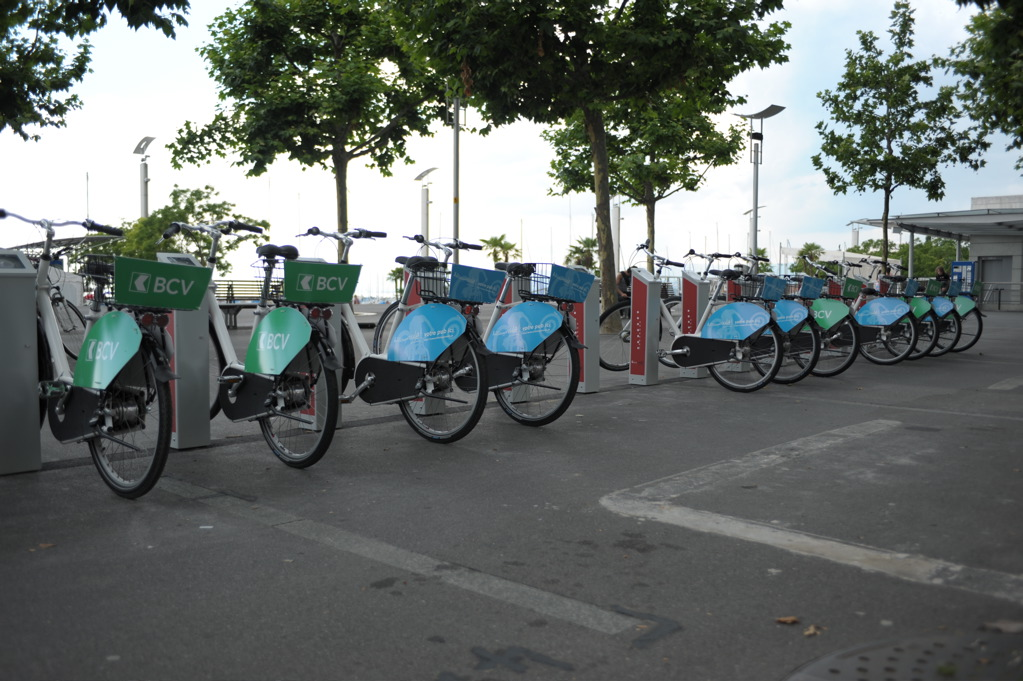
La station de vélos en libre-service de Velopass à Ouchy.

Lausanne est la première ville de Suisse à avoir un système de vélos en libre-service : Velopass, qui fusionnera en 2013 avec PubliBike, complémentaire au système de prêt de vélos « Lausanne Roule », et offre une subvention à l'achat d'un scooter électrique ou d'un vélo électrique,.
La gare de Lausanne est le départ de la route cycliste nationale appelée Route Mittelland 5 qui conduit à Romanshorn, à 370 km de Lausanne ainsi que des routes régionales Nord Vaudois-Jura 22, Le Jorat-Trois Lacs-Emme 44, Tour du Léman 46 et Route du Cœur 99. La Route du Rhône 1 longe le lac au sud de la ville.
Une voie verte est projetée dans l'agglomération lausannoise entre Lutry et Saint-Prex le long des voies de chemins de fer d'une longueur d'environ 25 kilomètres. La Tranchée du Languedoc (300 mètres) à Lausanne a été inauguré en 2018. À l’horizon 2022 une seconde étape entre le quartier de Malley et Pully devrait voir le jour.

#### Bus et métro

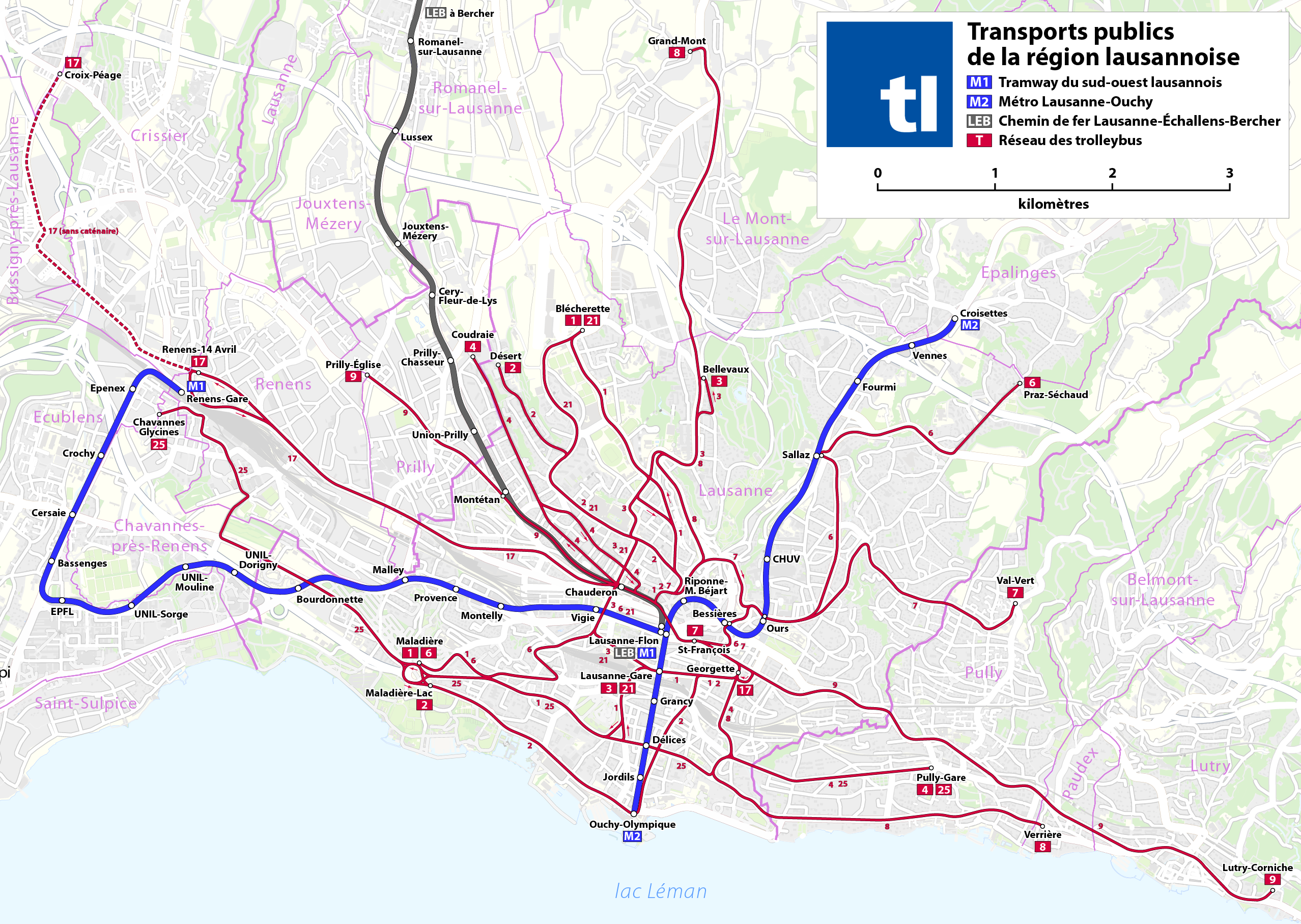
Plan des transports urbains de Lausanne.

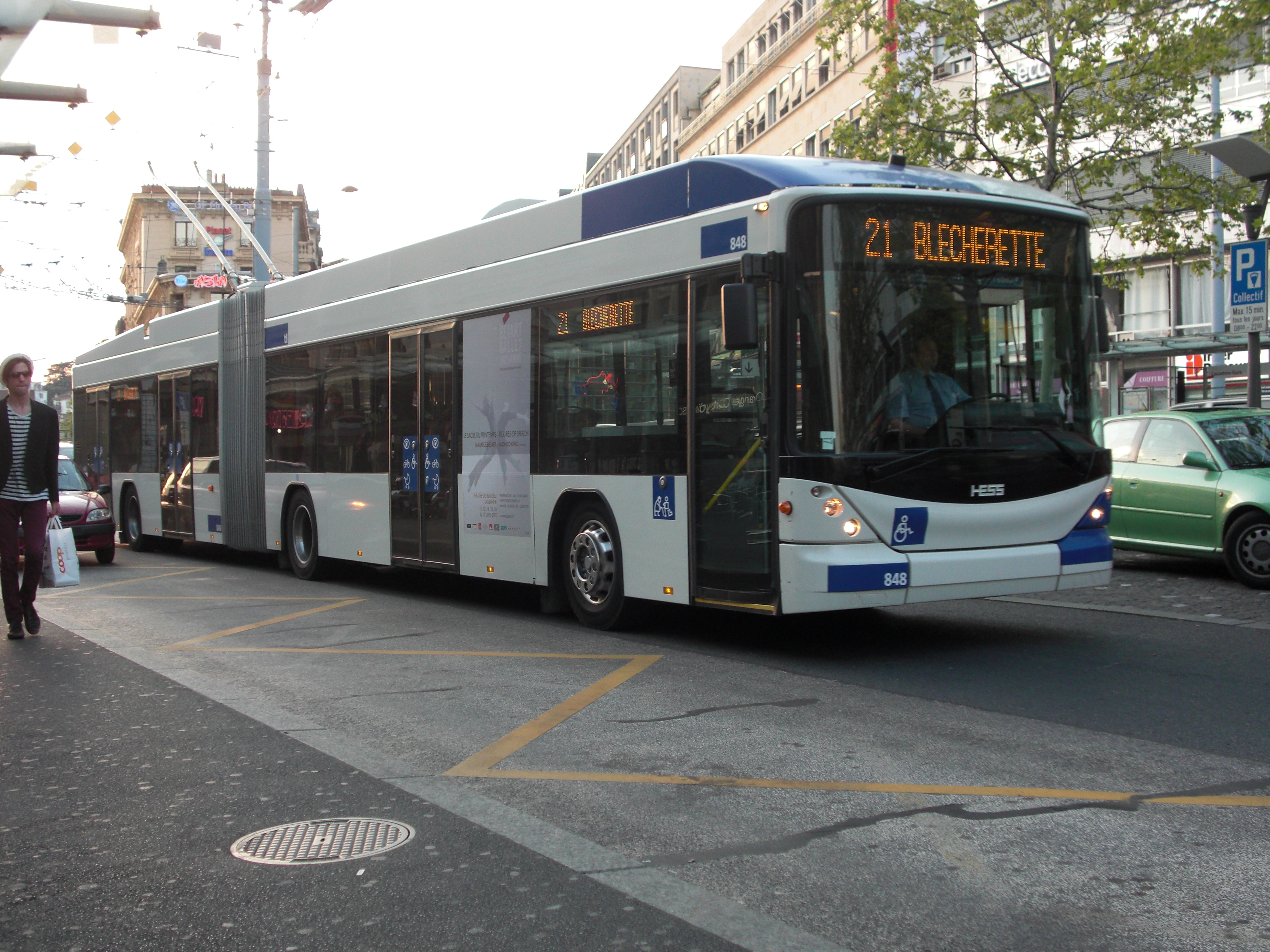
Trolleybus Hess Swisstrolley 3 des TL.

Les Transports publics de la région lausannoise (TL) exploitent le réseau de transport en commun à Lausanne. Ce réseau, l'un des plus denses d'Europe, est composé de 35 lignes de trolleybus et d'autobus, et deux lignes de métro.
Le parc des TL est composée d'autobus, de trolleybus et de métros dont l'électricité fournie est certifiée d'origine hydraulique. Lausanne met ainsi en avant l'aspect écologique de son réseau de transport en commun. Tandis que les trolleybus couvrent les quartiers denses de la ville et les zones importantes de transit, les autobus de taille moyenne et petite assurent les liaisons entre la périphérie de l’agglomération lausannoise et la ville.
Un réseau de six lignes de bus de nuit, les bus pyjama, relaie le réseau de jour les vendredi et samedi soir, permettant de répondre à une demande accrue en raison de la vie nocturne à Lausanne. Ces lignes relient toutes le centre-ville à la périphérie.

Lausanne possède deux lignes de métro, faisant d'elle la plus petite ville au monde à bénéficier d'un tel système. La ligne M1, anciennement appelée TSOL relie la gare de Lausanne-Flon à la gare de Renens via l'Université de Lausanne et l'EPFL sur un tracé majoritairement à l'air libre. La ligne M2 traverse la ville du sud au nord-est, depuis Ouchy jusqu'à Épalinges via la gare de Lausanne et la gare de Lausanne-Flon, au centre-ville. La partie sud de son tracé a remplacé le métro Lausanne-Ouchy, ancienne ligne à crémaillère aussi surnommée « La Ficelle ». En outre, le M2 possède deux caractéristiques uniques en son genre : c'est le premier métro automatique de Suisse, et c'est aussi le métro automatique sur pneus ayant la plus forte déclivité moyenne au monde, de 57 ‰,. La construction d’une troisième ligne de métro, M3, est prévue d’ici 2030. Elle reliera la gare au quartier de la Blécherette et au nouveau stade de la Tuilière.

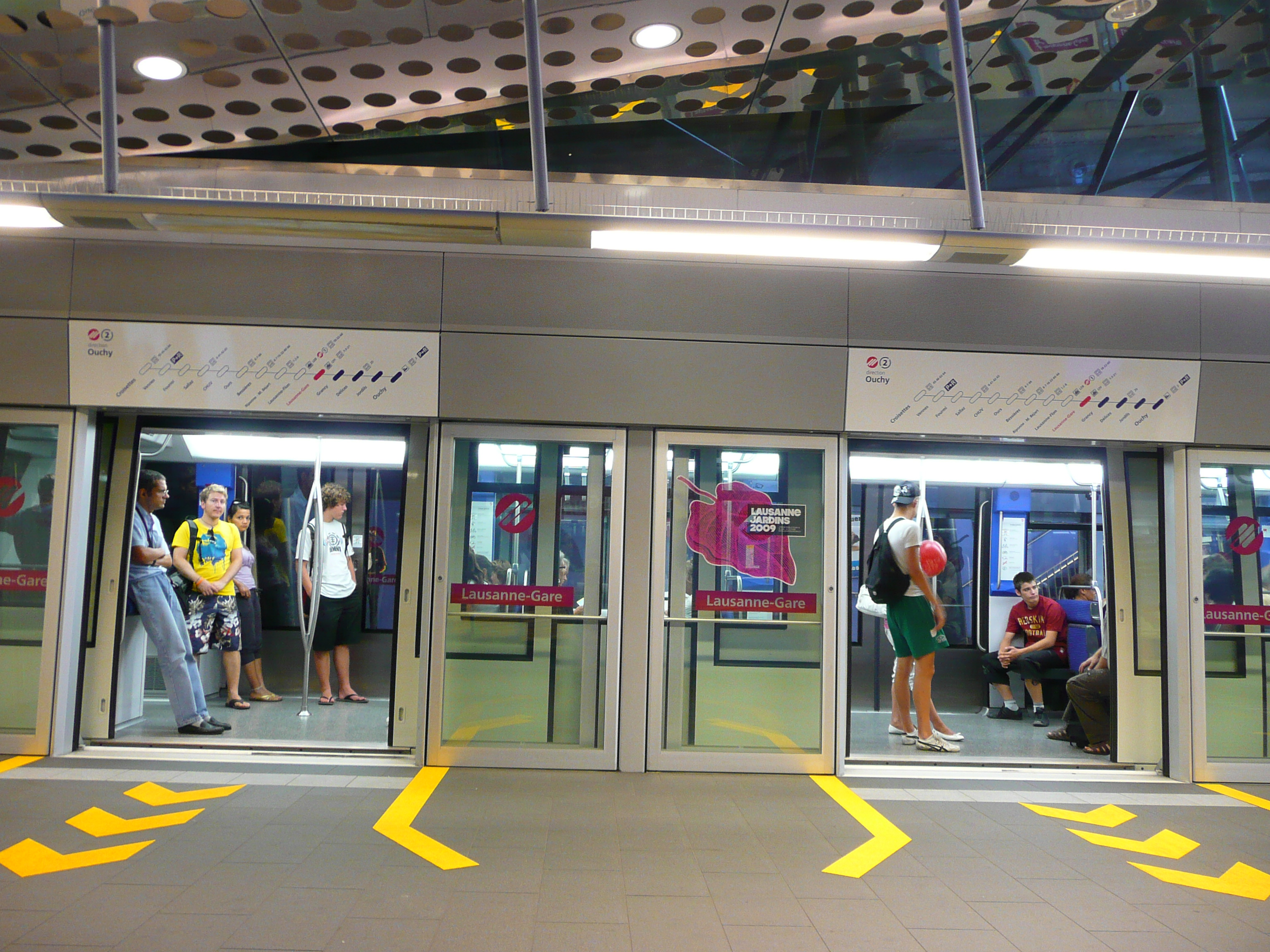
Station du métro M2 de la gare centrale de Lausanne. Il s'agit de l'unique station en pente de la ville, dans le but de rappeler la topographie de la cité lémanique.

Vers 2030, un premier tramway lausannois, le T1, sera mis en service entre le quartier du Flon et le centre de Renens. Par ailleurs, des bus « à haut niveau de service » (BHNS) vont être introduits sur tout le réseau lausannois.
Le train Lausanne-Échallens-Bercher (LEB) est une ligne de train régional dont le terminus se trouve dans le terminal souterrain du métro à la station du Flon. Bien que cette ligne n'appartienne pas aux TL, ceux-ci en ont pris la gestion opérationnelle et le personnel en décembre 2013.

#### Rail

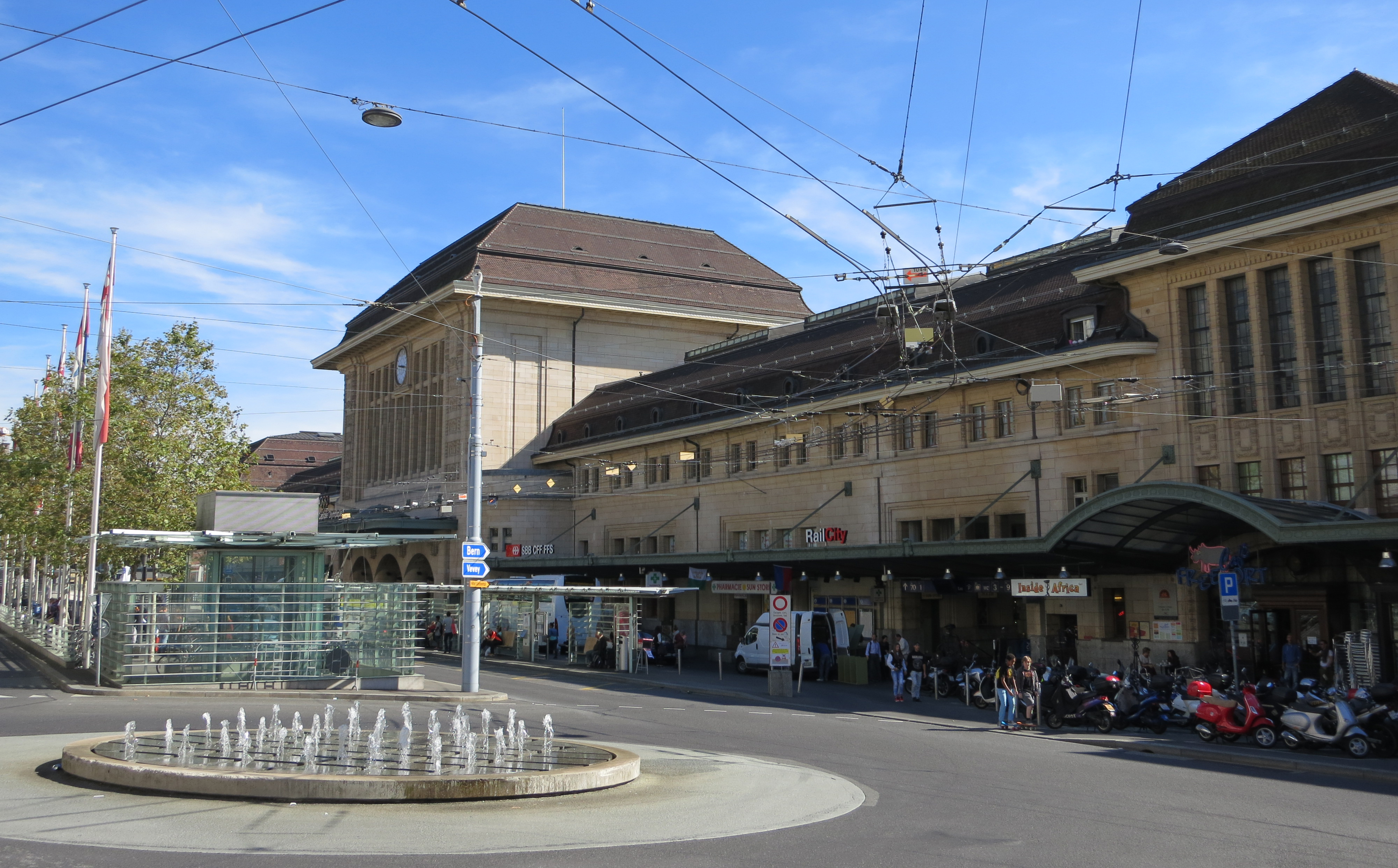
La gare CFF de Lausanne.

Lausanne est reliée au chemin de fer depuis 1856, avec la ligne de train Lausanne-Yverdon-les-Bains. Suivront les liaisons ferroviaires avec Genève (en 1858), Saint-Maurice (en 1860), Fribourg-Berne (en 1862), Paris (en 1875), Brigue (en 1878), Milan (en 1906).
À l'ouverture du tunnel du Simplon, en 1906, Lausanne devient l'un des nœud ferroviaire le plus important de Suisse romande, au carrefour entre les lignes de Genève, d'Yverdon, de Berne et du Valais. À cette occasion, le site de Mornex est abandonné et la construction de l'actuelle gare CFF au sud de la ville est lancée. La nouvelle gare, bien plus grande, sera achevée en 1916.
Aujourd'hui, la gare de Lausanne voit passer 27 millions de voyageurs chaque année. En plus des liaisons nationales et internationales avec la France et l'Italie, la gare de Lausanne est le centre du Réseau express régional vaudois qui dessert l'agglomération lausannoise et le reste du canton de Vaud. En complément à la gare centrale de Lausanne, la gare de Prilly-Malley, située à cheval sur les communes de Lausanne et de Prilly, reçoit aussi plusieurs lignes du RER vaudois.
Des travaux importants sont prévus ces prochaines années en vue d’élargir la gare de Lausanne et la doter de quais allongés. Elle pourra ainsi accueillir 200'000 usagers par jour en 2030 et permettre de doubler la fréquentation sur l'axe Lausanne-Genève. La place de la gare et son sous-sol seront également rénovés.
La gare de Lausanne-Sébeillon est destinée aux marchandises et la gare de Lausanne-Triage sur la commune de Denges à l'ouest de Lausanne sert au triage des trains.

#### Automobile
Comme beaucoup d’autres villes, Lausanne connaît des bouchons aux heures de pointe. Cependant les comptages effectués chaque année sur quelques avenues relèvent une lente réduction du trafic automobile. Le domaine public compte 22 000 places de stationnement.[réf. nécessaire]
L'autoroute A1, quant à elle, est inaugurée en 1964 avec le trajet Lausanne–Genève ; elle est également la première autoroute de Suisse. Depuis l'échangeur d'Écublens (17), l'A1a permet d'accéder au sud-ouest de Lausanne avec les sorties de Lausanne–Malley (2) et de Lausanne–Maladière (3). Depuis l'A1, les sorties de Morges–Est (16) et Lausanne–Crissier (18) offrent également accès à l'ouest lausannois. À l'échangeur de Villars–Ste-Croix (19) l'autoroute A9 (Vallorbe–Lausanne–Vevey–Martigny–Brigue) se sépare de l'A1, les sorties de Lausanne-Blécherette (9) et de Lausanne–Vennes (10) sont situées au nord de Lausanne. La sortie de Belmont (11) et la sortie de Lutry reliée à l'A9 par l'échangeur de La Croix (12) desservent l'est de l'agglomération lausannoise.
Lausanne est traversée par les routes principales H1 (Genève–Lausanne–Berne–Zurich–Saint-Gall) et H9 (Vallorbe–Lausanne–Vevey–Simplon). La route principale 5 (Lausanne–Neuchâtel–Soleure–Aarau–Koblenz) débute au centre ville.

#### Navigation

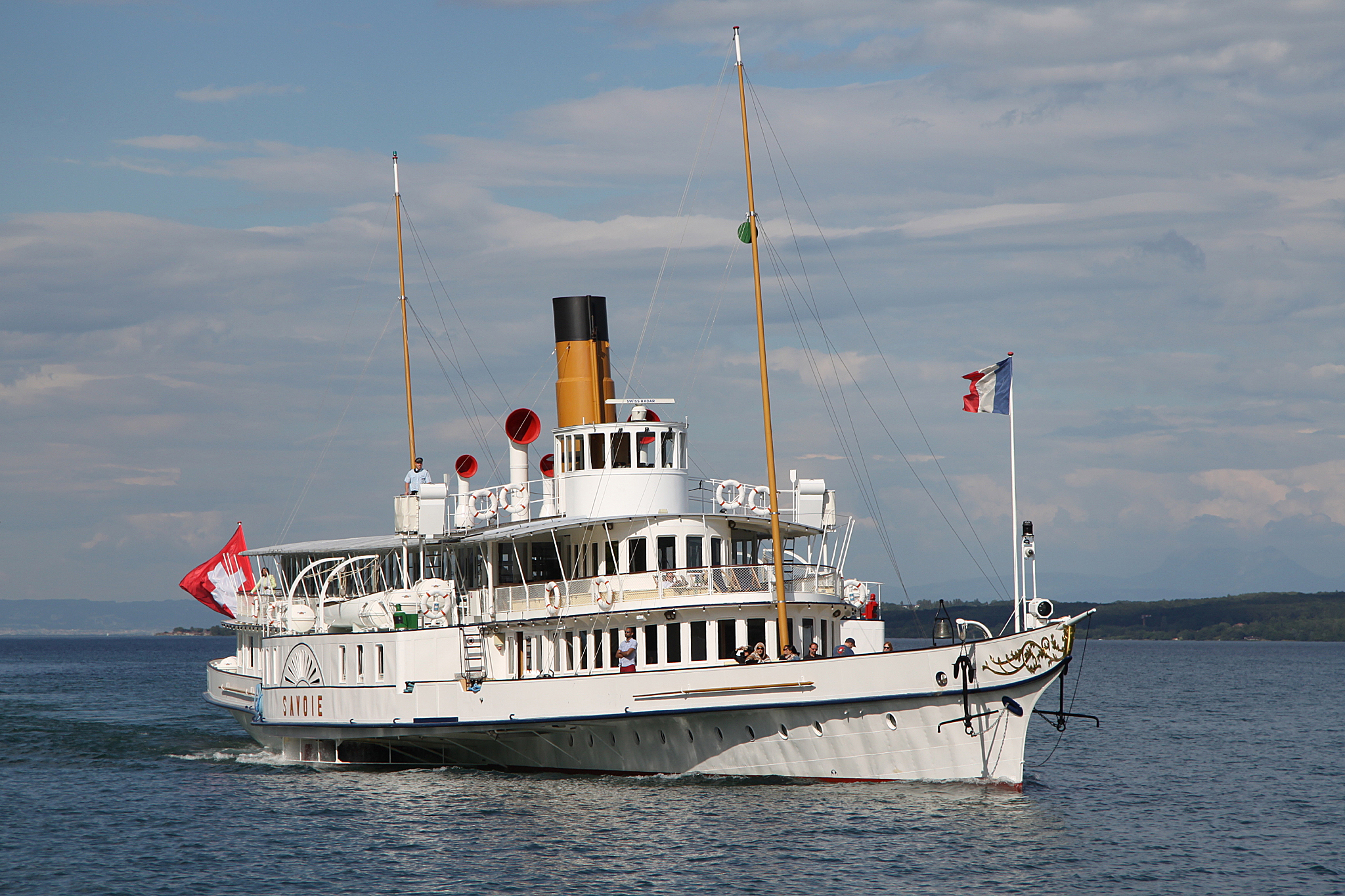
Le Savoie en 2015, bateau à vapeur et à roues à aubes, classé monument historique.

La Compagnie générale de navigation sur le lac Léman (CGN), dont le siège est à Lausanne, est une société de transport par bateau et de croisière sur le lac Léman. Elle possède notamment une flotte de huit bateaux Belle Époque à vapeur et roues à aubes. La compagnie assure diverses lignes de bateau au départ de Lausanne, Morges, Saint-Sulpice et Pully, en direction d'Évian-les-Bains, Thonon-les-Bains, Vevey et Genève.
La CGN exploite trois lignes transfrontalières entre la Suisse et la France. La ligne N1 entre Lausanne et Évian-les-Bains, la ligne N2 entre Lausanne et Thonon-les-Bains et la ligne N3 entre Nyon et Yvoire. Les deux lignes au départ de Lausanne ont cumulé 470 000 passagers pendulaires en 2017 faisant de cette compagnie un acteur important dans le domaine des transports publics entre Lausanne et la France voisine.

#### Aviation

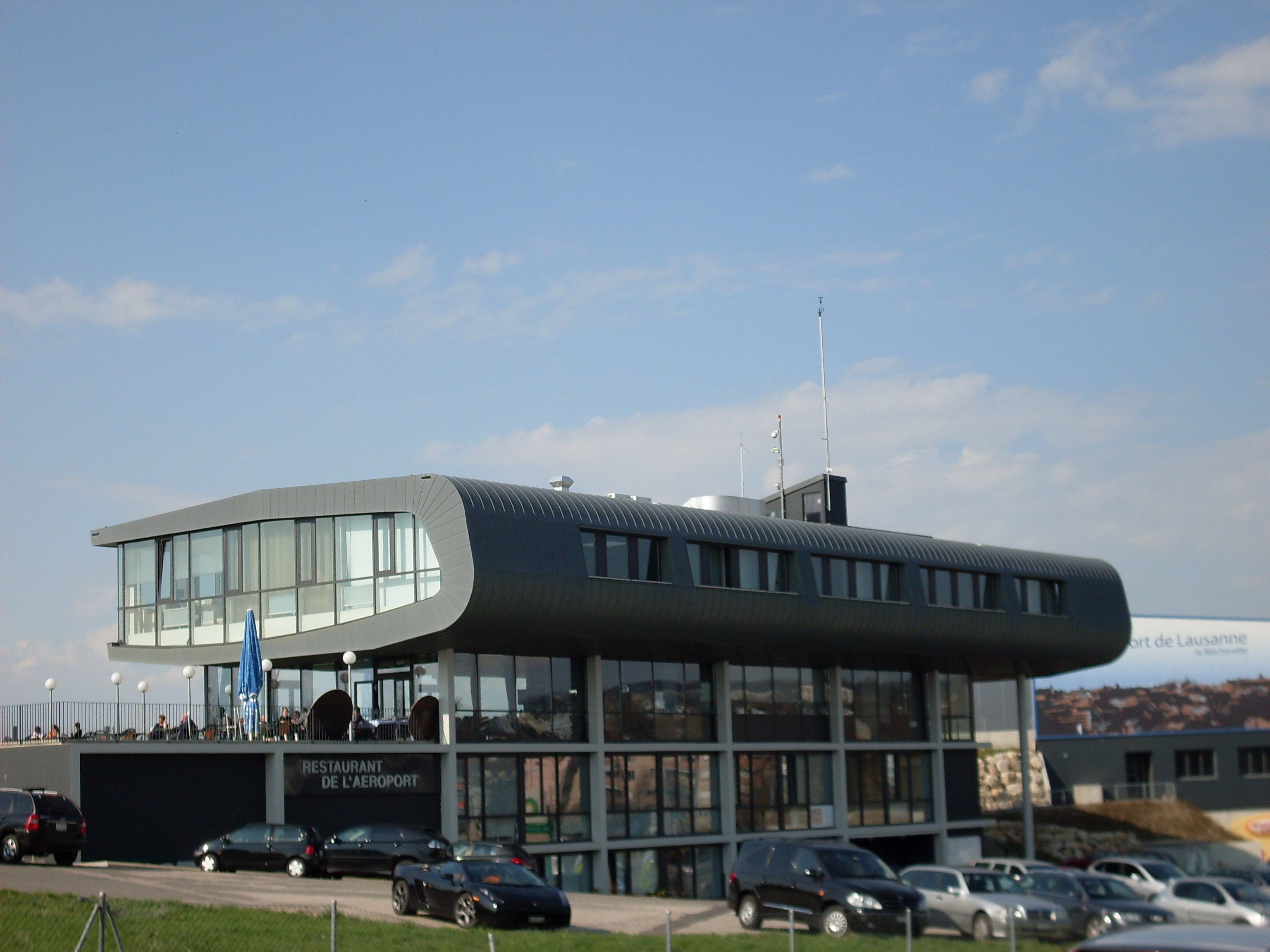
Le bâtiment principal de l'aéroport avec la tour, la douane et le restaurant.

L'aéroport de Lausanne-Blécherette, au nord de la ville, est ouvert au trafic aérien depuis 1910. Il est réservé au trafic privé et depuis mi-février 2014, une compagnie nommée Seven Aviation a été fondée sans capital de départ, pour des vols reliant Lausanne à Paris et Londres. Cette compagnie, qui a eu le soutien de Berne, a détourné la loi qui dispose que les avions n'ayant qu'un seul moteur ne sont pas autorisés à desservir des vols commerciaux.
L'aéroport est situé à une altitude de 622 mètres et dispose d'une piste de 875 mètres en asphalte. Il enregistre plus de 35 000 mouvements par années dont 10% de vols commerciaux.
Lausanne est l'une des bases d'hélicoptère de la Garde aérienne suisse de sauvetage (REGA) à l'aéroport de Lausanne-Blécherette, afin d'assurer le sauvetage et le transport de personnes hospitalisées, généralement au Centre hospitalier universitaire vaudois (CHUV).

## Urbanisme
L'urbanisme de Lausanne est marqué par une topographie tourmentée, caractérisée par la présence de plusieurs collines que séparent deux profonds ravins creusés par les cours d'eau de la Louve et du Flon. Les difficultés résultant de cette disposition ont longtemps constitué un obstacle au trafic. Lausanne était en effet un carrefour important où se croisaient des axes internationaux vers l'Italie, la France et l'Allemagne, et les lourds chars, attelés parfois de quatre, six, ou même huit chevaux, devaient se faufiler entre des rues étroites, tortueuses et à fortes pentes. Par exemple, en venant d’Italie ou du Valais pour se rendre en France, on entrait à Lausanne par la rue Etraz, puis il fallait emprunter les pavés glissants de la rue de Bourg, la forte pente de la rue Saint-François, franchir le Flon sur un pont étroit pour prendre la rue tortueuse du Grand-Saint-Jean afin de monter à Saint-Laurent et ressortir par la rue de l’Ale.
Un progrès majeur a été établi au XIXe siècle avec la réalisation, dans les années 1836-1850, de la « traversée de Lausanne » selon le projet général de l'ingénieur Adrien Pichard. Ce projet comprend la réalisation d'un boulevard annulaire autour de la vieille cité médiévale, et franchit les obstacles principaux par un grand pont au-dessus du ravin du Flon, et un tunnel au travers de l'éperon rocheux de la Barre.
Dans les années 1870, la construction de la gare du Flon avec la création du funiculaire Lausanne-Ouchy et l'amenée à Lausanne des eaux du lac de Bret, a permis le comblement partiel de la vallée du Flon en enterrant la première rangée d'arches du grand pont, et le développement d'un quartier industriel sur la plateforme ainsi conquise. Se sont ensuite développés différents quartiers périphériques, notamment ceux de la gare et de Georgette, dont le nom évoque un ancien cours d'eau (du patois vaudois Jarjataz, petite gorge).

### Morphologie urbaine

#### Agglomération

Plan des communes de l’agglomération lausannoise en 2012. En foncé, les communes faisant aussi partie du projet d'agglomération Lausanne-Morges (PALM). En orange, Lausanne.

Lausanne est la ville-centre de l'agglomération lausannoise. Celle-ci s'étend sur les communes alentour de Lausanne en formant un triangle bordé au sud par le Léman. Lausanne est la commune la plus grande et la plus peuplée de son agglomération, abritant plus d'un tiers de sa population.
Avec 438 438 habitants répartis sur 63 communes au 31 décembre 2021,, l'agglomération lausannoise est quant à elle la quatrième de Suisse. Elle abrite d'ailleurs plus de la moitié de la population et des emplois du Canton de Vaud.
En outre, l'agglomération lausannoise ne doit pas être confondue avec le district de Lausanne, qui est simplement une subdivision administrative du Canton de Vaud.
En tant que ville-centre de son agglomération, Lausanne représente un pôle culturel et économique pour toute la région. Mais l'agglomération, telle que définie par l'office fédéral de la statistique, n'est qu'un objet statistique et n'est incarnée par aucune institution. Face à la nécessité de penser une politique urbaine régionale, et en l'absence de fusion de communes périphériques avec la ville-centre, les autorités des communes de Lausanne et de ses alentours se sont réunis sous différents organismes ayant chacun un objectif bien précis.
Le plus petit d'entre eux mais l'un des plus anciens est Lausanne Région, créé en 1990 et regroupant Lausanne et 28 communes proches. Travaillant sur demande des communes, Lausanne Région coordonne des groupes de travail qui réfléchissent et élaborent des stratégies liées à différents domaines comme le territoire, la mobilité ou la formation.
À une échelle supérieure, le PALM, Projet d'Agglomération Lausanne-Morges, est sans doute le plus médiatisé. Soutenu financièrement par la Confédération suisse, le PALM regroupe 26 communes signataires. Ses quatre objectifs sont : l’amélioration qualitative du système des transports, une urbanisation clairvoyante, la préservation de l’environnement et l’amélioration de la sécurité du trafic. On lui doit notamment le projet Métamorphose et l'implantation prochaine des lignes de BHNS et de tram à Lausanne.
Les communes ne sont pas les seules à se rassembler sous des entités régionales. En effet, en 2011, les Cantons de Vaud et de Genève ont signé un accord portant sur le développement et la promotion de la Métropole Lémanique, qui regroupe les agglomérations genevoise et lausannoise. La Métropole Lémanique représente un des pôles économique et de formation les plus importants d'Europe. Les objectifs de la Métropole Lémanique portent sur quatre axes prioritaires : la mobilité, l’accueil des fédérations sportives et organisations internationales, la promotion du pôle d’excellence dans le domaine de la santé ainsi que la formation et la recherche.

#### Quartiers

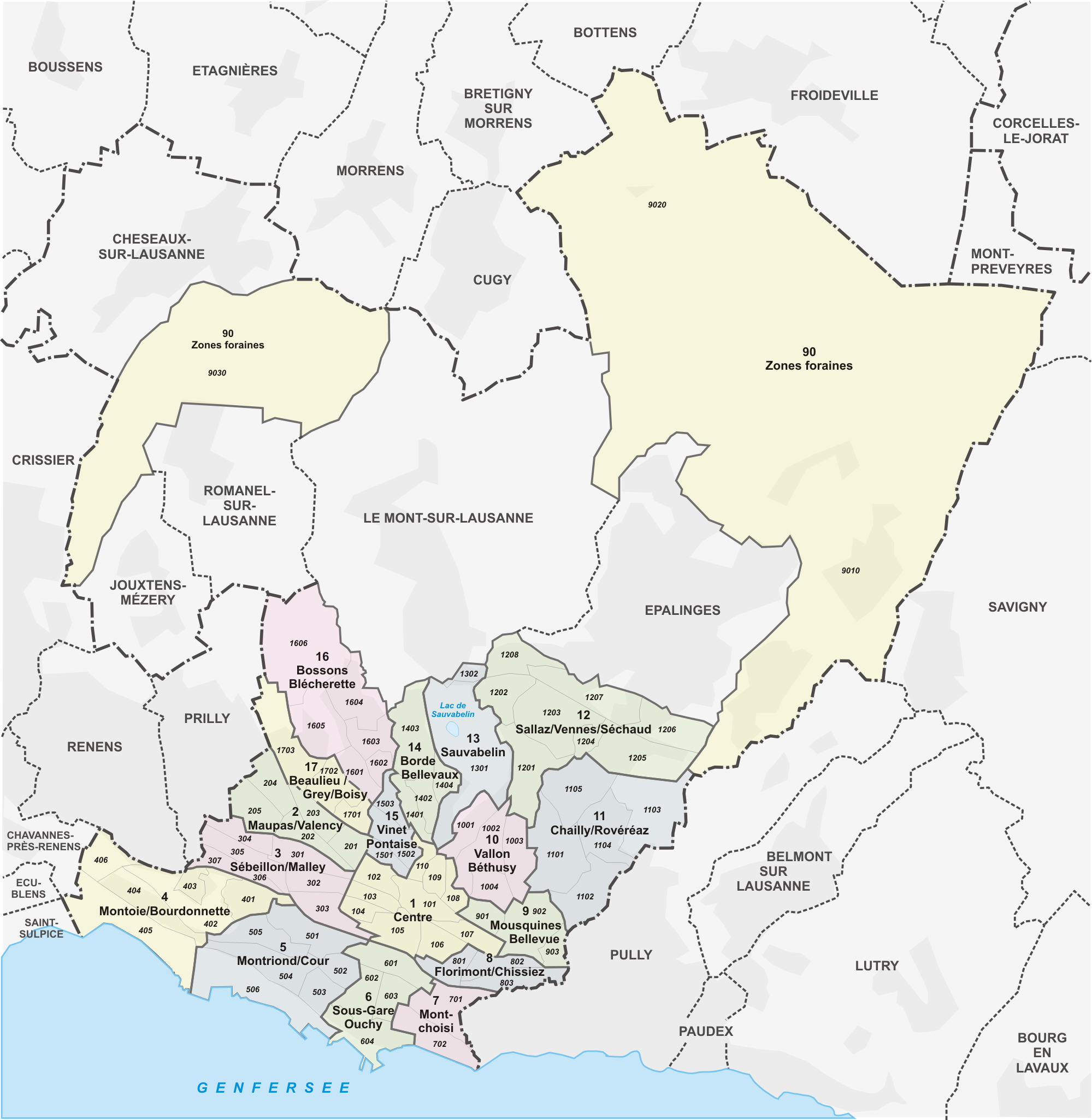
Les quartiers de Lausanne.

Lausanne possède 17 quartiers urbains disposés en escargot autour du centre, auxquels il faut ajouter les zones foraines.
Les plus anciennes rues et bâtisses de Lausanne se trouvent sur la colline de la Cité, qui constituait la ville de Lausanne jusqu'au Moyen Âge. Les habitations et les activités se sont ensuite étendues dans la ville basse, notamment dans les faubourgs de Saint-Laurent et de Saint-François. Jusqu'au début du XIXe, la ville de Lausanne était encore contenue dans l'actuel quartier du Centre. Le reste de la commune est alors constitué de campagnes et de domaines viticoles.
La révolution industrielle va changer la morphologie de la ville. À l'image d'autres villes d'Europe de l'Ouest, Lausanne connaît une forte extension démographique, qui s'accompagne d'une urbanisation importante et dans l'ensemble mal maîtrisée des zones rurales aux alentours de la vieille ville,. La ville s'étend au sud, formant le quartier Sous-Gare/Ouchy et Montriond/Cour, à l'ouest vers Maupas/Valency et Sébeillon/Malley, au nord vers Vinet/Pontaise, Borde/Bellevaux et Vallon/Béthusy, et à l'est vers Mousquines/Bellevue et Florimont/Chissiez.
Entre 1888 et 1914, de nombreux immeubles d'habitation sont construits, densifiant les quartiers déjà urbanisés, et étendant la ville à l'ouest vers Beaulieu/Grey/Boisy et à l'est vers Montchoisi et Chailly/Rovéréaz. L'urbanisation commence même à dépasser les limites communales.
Au milieu du XXe siècle, le quartier du Centre voit sa population baisser au profit de commerces de plus en plus nombreux. Puis, l'exposition nationale de 1964 donne un nouvel élan à la ville. Les marécages de Vidy sont remblayés pour abriter le site de l'expo nationale. Le quartier de Montoie/Bourdonette, non loin de là, se développe. L'extension de la ville étant limité par le lac Léman au sud, c'est alors le nord de la ville qui s'urbanise, avec les quartiers de Sallaz/Vennes/Séchaud, Sauvabelin et Bossons/Blécherette. L'urbanisation gagne également les communes alentour.
Au début des années 1980, une nouvelle tendance urbanistique prend le dessus. Face aux limites de l'espace constructible disponible, elle entend limiter l'étalement urbain et le mitage du territoire, et encourager la densification urbaine. Cette tendance, voulue par les autorités de la ville et de la région, guide aujourd'hui les grands projets de quartiers et de transports.

#### Tissu urbain

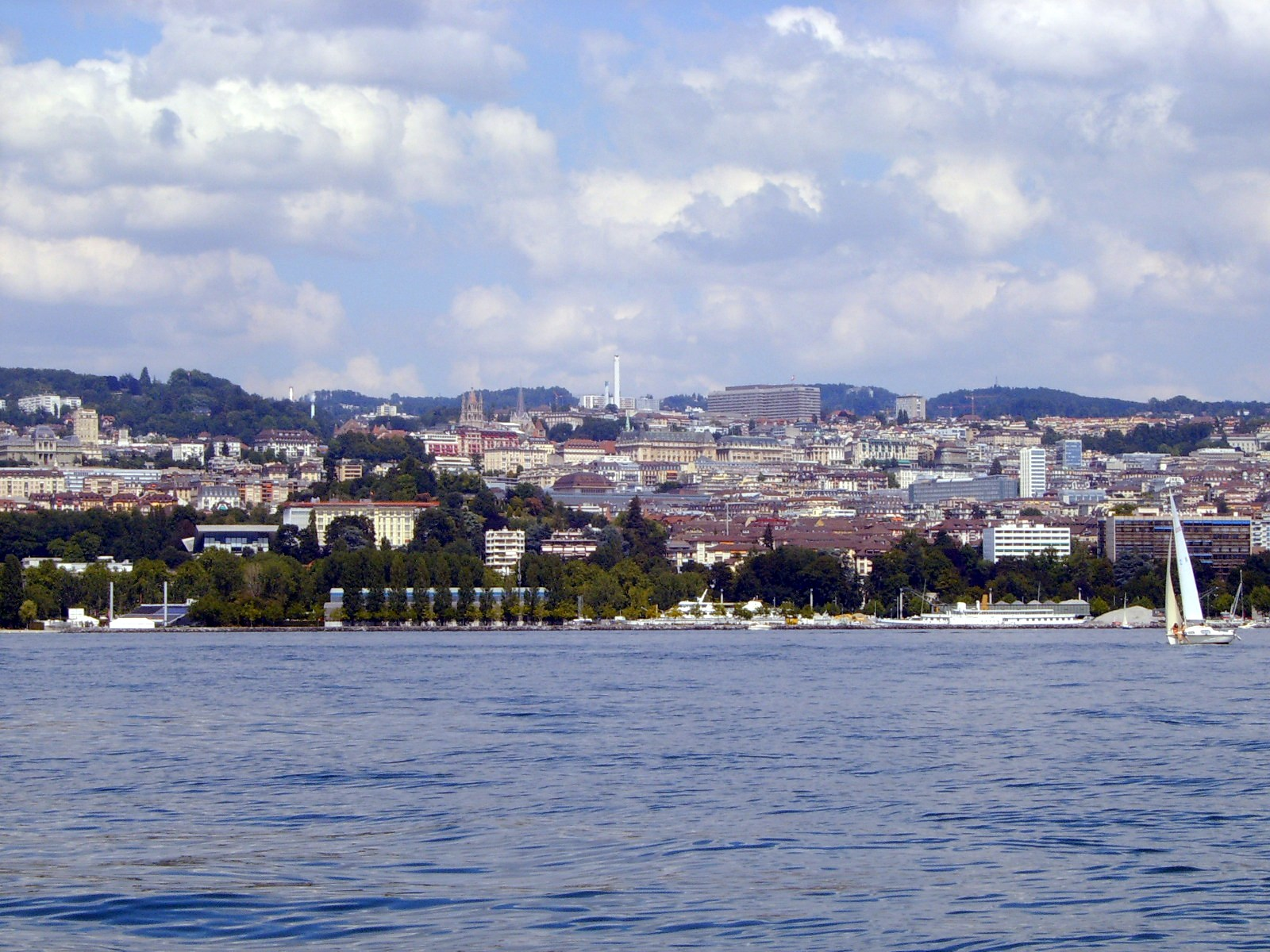
Lausanne vue du lac Léman, les bâtiments sont orientés vers le lac.

Bien que Lausanne ait connu, entre 1838 et 1914, une urbanisation semblable à la plupart des villes d'Europe de l'Ouest, elle n'en garde pas moins plusieurs particularités. La plus visible est sans doute qu'elle est construite sur un site en pente, parsemé de vallées et de collines. Cette morphologie du terrain a donc souvent contraint la ville à une certaine exiguïté. Elle explique le faible taux de voies de communications larges, comme les boulevards ou les avenues, et la rareté des perspectives que dégagent ce genre d'aménagements. Le tracé des rues se soumet à la pente. Pour autant, cette caractéristique de la ville construite en pente fait également de Lausanne une ville où la vue plongeante sur le lac Léman est omniprésente.
Une autre particularité notable est dû au courant hygiéniste très présent dans l'urbanisme du XIXe. En effet, la grande majorité des constructions de cette époque (et des suivantes) sont orientées vers le sud, afin de recevoir un maximum de lumière. La chance de Lausanne est que cette orientation au sud correspond également à l'aval de la pente et à la vue sur le lac. Cela est très visible lorsqu'on regarde Lausanne depuis le lac, tous les bâtiments semblent orientés dans la même direction.

Lausanne vers 1880-1890, une croissance en bordure du plateau suisse.

Enfin, notons que l'ancien paysage rural qui occupait la majeure partie de la commune avant l'urbanisation n'a pas complètement disparu. En effet, Lausanne a conservé de nombreux sites non bâtis, transformés aujourd'hui en parcs et jardins. En 2013, ces espaces verts représentent 19 % de la surface communale.
Aujourd'hui, deux logiques se complètent pour lire le tissu urbain de Lausanne. La première logique est radio-concentrique. Elle met en évidence un centre-ville plus dense, avec des bâtiments plus hauts et plus anciens, et qui abrite une importante part d'emplois. Au fur et à mesure que l'on s'éloigne du centre, la hauteur des bâtiments et la densité baissent, et les quartiers, plus modernes, sont de plus en plus résidentiels. Les familles se concentrent dans ces quartiers aux habitations plus grandes, tandis que le centre possède plus de petits logements et donc héberge plus de célibataires ou de couples.
La seconde logique est linéaire d'est en ouest. Elle permet de comprendre la répartition socio-économique de la population. En effet, les quartiers de l'est de la ville abritent plutôt une population suisse, aisée et protestante, et qui a fait des études supérieures. Tandis qu'au fur et à mesure que l'on se déplace vers l'ouest, on rencontre une population plus pauvre, avec une part plus importante d'étrangers et de catholiques. Cette logique est une grille de lecture résumée pour comprendre le tissu urbain et elle doit être lue avec nuance.

## Toponymie
« Lausanne » (/lɔ.zan/) viendrait du celtique « lausa » (signifiant dalle, pierre plate) et du suffixe celtique « -onna », qui servait souvent à former des noms de cours d'eau. « Lausonna » a probablement désigné l'actuel Flon ou une partie de ce cours d'eau avant de s'appliquer au vicus celtique, puis romain de « Lousonna »,.
Une autre explication est avancée par Georges Richard Wipf, pour qui le radical Laus- (Lous- vers l'an 100) désignerait le dieu celtique Lug, via une mutation du -g en -s que l'on retrouve dans d'autres toponymes. Associé au suffixe hydronymique celtique -onna ou peut-être au pré-celtique *an- (radical lié à l'eau), Lausanne désignerait donc l'Eau de Lug.
Premières mentions : Lousonnensium (100-200) ; Leuso[nn]ae (vers 200) ; Lacu Lausonio (vers 280) ; Lacus Losanenses (vers 350) ; civitas Lausanna (vers 400) ; in pago Lausonensi (866) ; actum Lausanne castro (890) ; Losanna (990).
Le nom de la ville en arpitan (ou francoprovençal) est Lôsena. L'ancien nom allemand est Losannen.

## Histoire
Selon le Dictionnaire historique de la Suisse, l’actuelle commune de Lausanne est habitée dès 6000 avant J.-C.

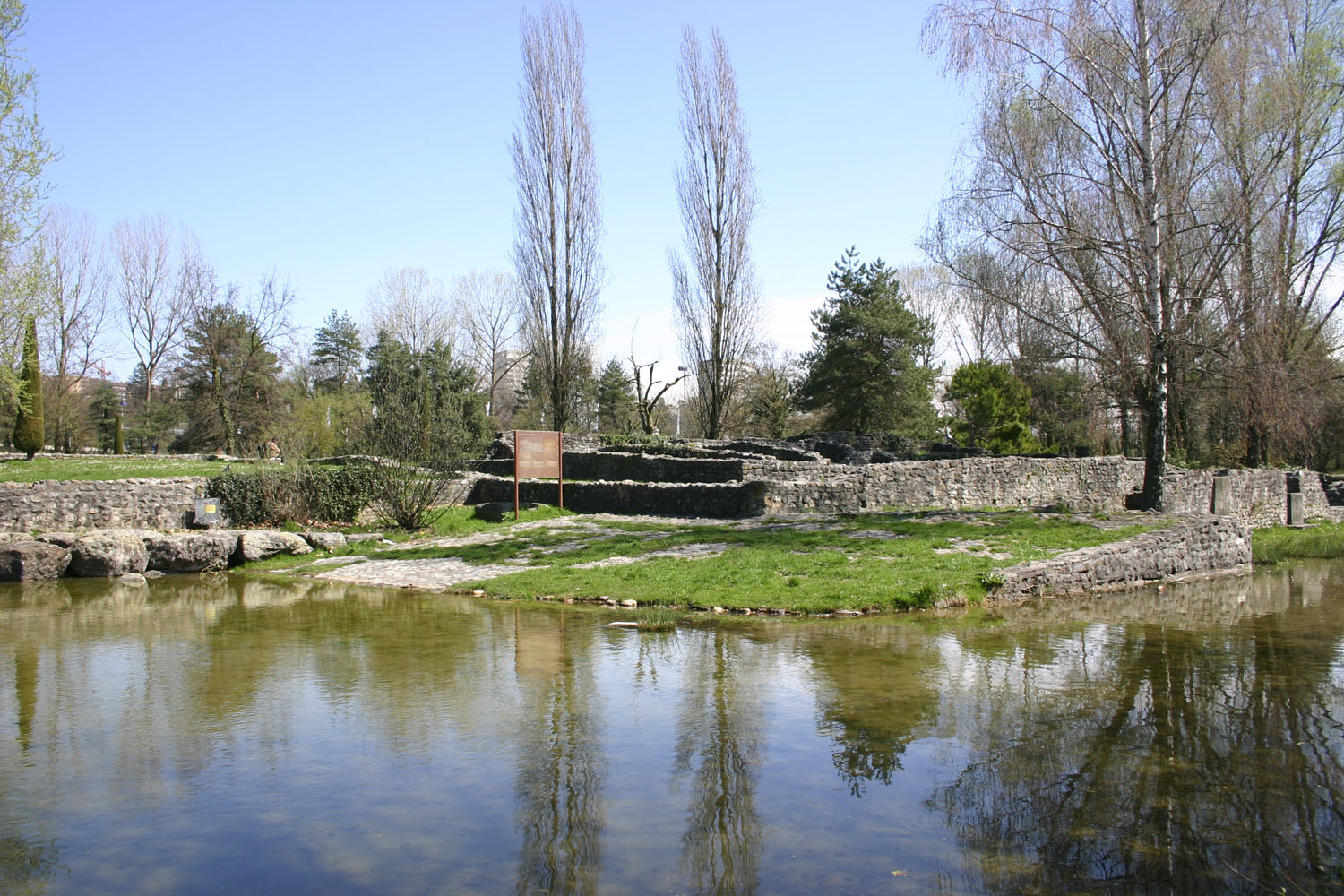
Ruines romaines au sud de la ville, à proximité du Léman.

Un vicus gallo-romain nommé Lousonna est fondé à partir de 15 av. J.-C. au bord du lac, dans le secteur actuel du quartier de Vidy. À la croisée de nombreuses voies de communication, celui-ci s'étend jusqu'au milieu du IIIe siècle, puis il commence à décliner lors des invasions germaniques ; il est finalement abandonné au milieu du IVe siècle au profit de la colline de la Cité, qui peut être défendue grâce à ses escarpements.
Lausanne est une des étapes de la via Francigena, chemin de pèlerinage menant à Rome. Elle est mentionnée à ce titre par Sigéric, en 990, avec la mention LIV Losanna (numéro d'étape en partant de Rome). De 1032 à 1536, l'évêque et le chapitre de Lausanne, autour de la cathédrale Notre-Dame, dominent un petit État ecclésiastique qui s'étend de la Veveyse à la Venoge, comprenant notamment le vignoble de Lavaux. En 1275, la cathédrale de Lausanne est consacrée à la Vierge Marie par le pape Grégoire X et l'empereur Rodolphe du Saint-Empire. La cathédrale est la première de style gothique à avoir été bâtie hors du territoire français. La ville devient alors un haut lieu de pèlerinage marial, attirant chaque année plus de 70 000 pèlerins, près de dix fois la population communale de l'époque. La cité vaudoise vit alors son apogée démographique et politique et se fait même nommer cité d'Empire par l'empereur.

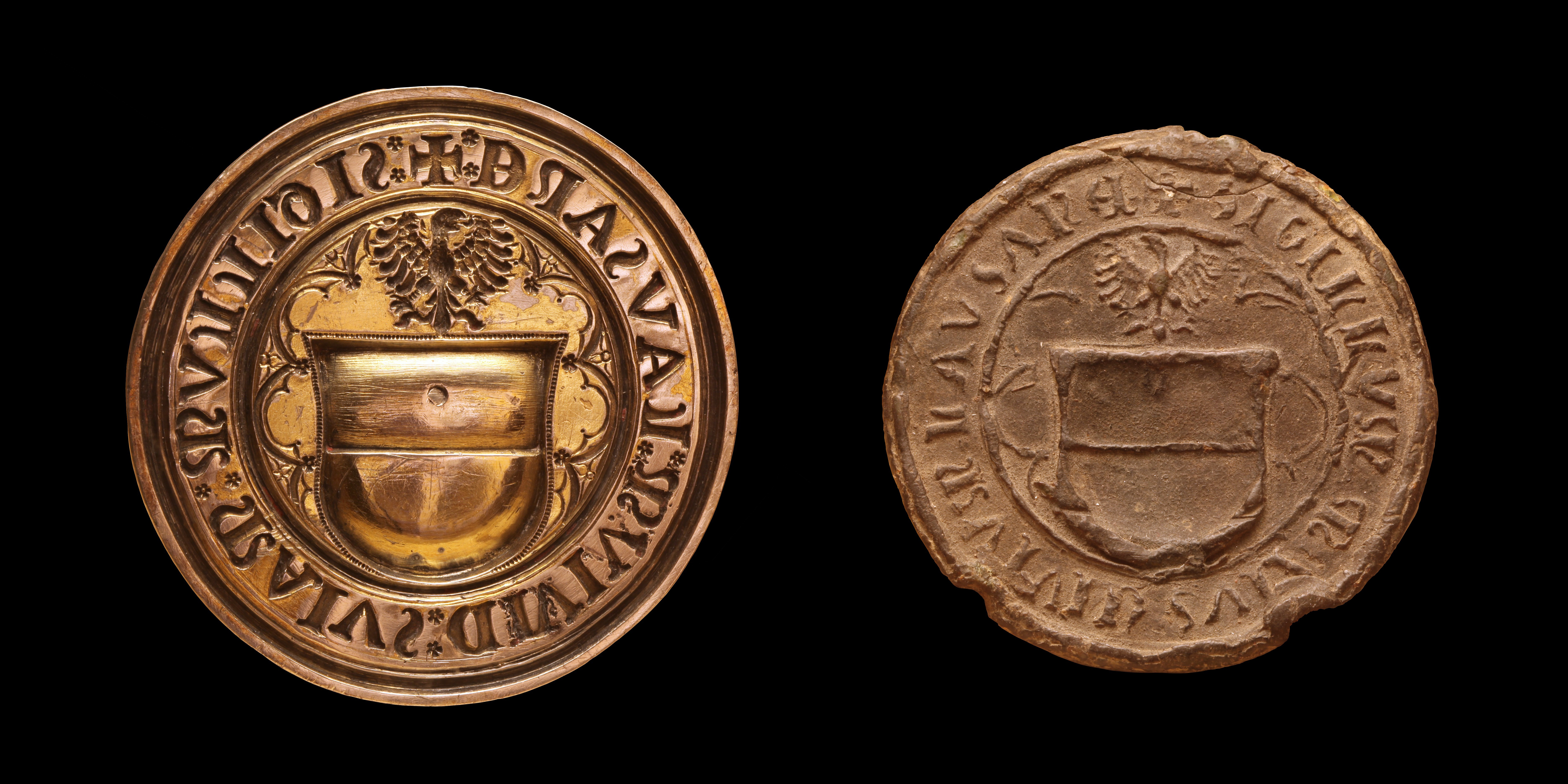
Pièce de monnaie frappée par l'évêque en 1525.

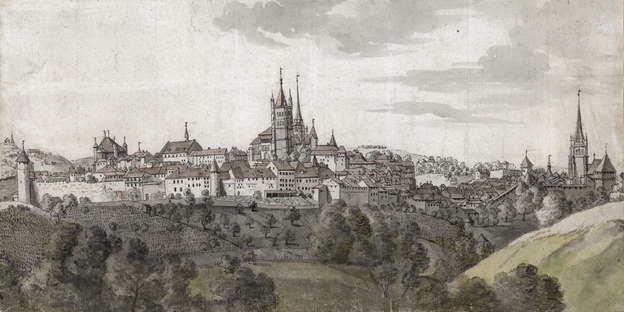
Vue de Lausanne vers 1725 avec les fortifications, la cathédrale et la topographie d'origine de la ville.

En 1525, la ville de Lausanne signa un acte de combourgeoisie avec les villes de Berne et de Fribourg. Cet acte fut notamment utile lorsque des conflits entre les Lausannois et leur évêque éclatèrent et que les Bernois purent faire cesser. Ces conflits s'apaisèrent sous l'épiscopat d'Aymon de Montfalcon (1491-1515). Les dissensions reprirent sous l'épiscopat de son neveu, Sébastien de Montfalcon qui décida de contester aux Lausannois plusieurs droits acquis en 1481 lors de la prise de leur indépendance politique ; l'évêque souhaitait également étendre son pouvoir temporel sur tout le pays de Vaud alors entre les mains savoyardes. Les Lausannois ne voyaient pas sans inquiétude le duc de Savoie, désireux de se mêler de leur vie politique, et c'est autant pour se prémunir contre ses empiétements que pour s'affranchir de la tutelle de l'évêque qu'ils cherchèrent à conclure avec Berne, Fribourg et Soleure un traité de combourgeoisie comme ces villes en avaient entre elles. Avec Soleure, l'affaire tourna court. Le traité assurant une assistance politique, économique et militaire réciproque fut signé à Berne le 7 décembre 1525. Il était renouvelable tous les cinq ans.
En exécution du traité de 1525 venant d'être renouvelé, les Lausannois fournirent en janvier 1536, un contingent de cent hommes d'armes à l'expédition bernoise qui, sous la conduite de Hans Franz Nägeli, fut envoyée pour débloquer Genève assiégée par les Savoyards et le parti catholique. En traversant le pays de Vaud alors sous la domination spirituelle de l'évêque de Lausanne, les Bernois détruisirent bon nombre de châteaux, bourgs et églises et occupèrent les villes les unes après les autres. Après avoir libéré Genève, les Bernois prirent encore la ville de Vevey et le château de Chillon puis décidèrent de pénétrer dans les terres de la principauté épiscopale de Lausanne, en bafouant ainsi le traité de combourgeoisie signé avec cette ville. L'évêque de Lausanne, prince du Saint Empire romain-germanique et comte de Vaud Sébastien de Montfalcon dut alors s'enfuir et la ville fut prise sans grande résistance. À partir de cette date, les Bernois purent en toute facilité propager la réforme protestante. Le pays de Vaud est partagé en bailliages, chacun dirigé par un bailli, lui-même envoyé par Leurs Excellences de Berne. Les Bernois fondèrent l'université de Lausanne sous le nom d'Académia Lausannensis.

Maison Hollard-Grenier vers 1802-1817, une résidence bourgeoise à la périphérie de la ville, aujourd'hui le parc de Mon-Repos.

En 1536 commence pour Lausanne une période de domination bernoise. La population de la cité passe de 8 000 à 5 000 habitants. Le siècle des Lumières marque un tournant dans l'histoire de la Lausanne bernoise. L'académie accueille de plus en plus d'étudiants venus de tout le continent. Mais, malgré la tentative d'insurrection du major Davel en 1723, le pouvoir bernois n'est que peu critiqué et n'est pas ébranlé.
En 1789, la révolution frappe la France et les idéaux républicains se répandent dans toute l'Europe. Des pamphlets et autres brochures révolutionnaires vont franchir la frontière suisse et entrer en terre vaudoise. Des lettrés, intellectuels et patriotes vaudois tels Frédéric-César de La Harpe vont en profiter pour remettre au goût du jour le fait que les Vaudois sont en état de soumission face aux Bernois. Des sociétés sont créées, des journaux commencent à éditer des propos révolutionnaires et des banquets en l'honneur d'une république lémanique rêvée sont organisés à Rolle, Nyon et même aux Jordils à Lausanne. Berne, au lieu de limiter son autorité et de donner plus de droits aux Vaudois, la renforce. De peur que la révolution s'installe en terre vaudoise, Berne condamne comme illégaux, les trafics de journaux et pamphlets ainsi que les banquets et n'hésite pas à condamner à mort. Elle oblige à prêter serment à Berne et instaure de nouvelles lois. Mais l'idéal de liberté des Vaudois fait son chemin tranquillement, mais sûrement. Il faut donc attendre 1798 pour que les baillis soient définitivement chassés du pays de Vaud. La révolution vaudoise a donc eu lieu, avec l'aide des troupes révolutionnaires françaises menées par Napoléon Bonaparte, bien heureux d'avoir un allié dont le territoire est traversable pour se rendre en Italie. Lausanne est ensuite tout naturellement choisie comme capitale du canton du Léman à cause de sa population et de son importance dans les événements révolutionnaires de 1797-1798. Ce canton est un des cantons de la République helvétique créée par Bonaparte en 1798. En 1803, l'Acte de médiation est accepté par les Suisses et Lausanne devient la capitale du canton de Vaud.

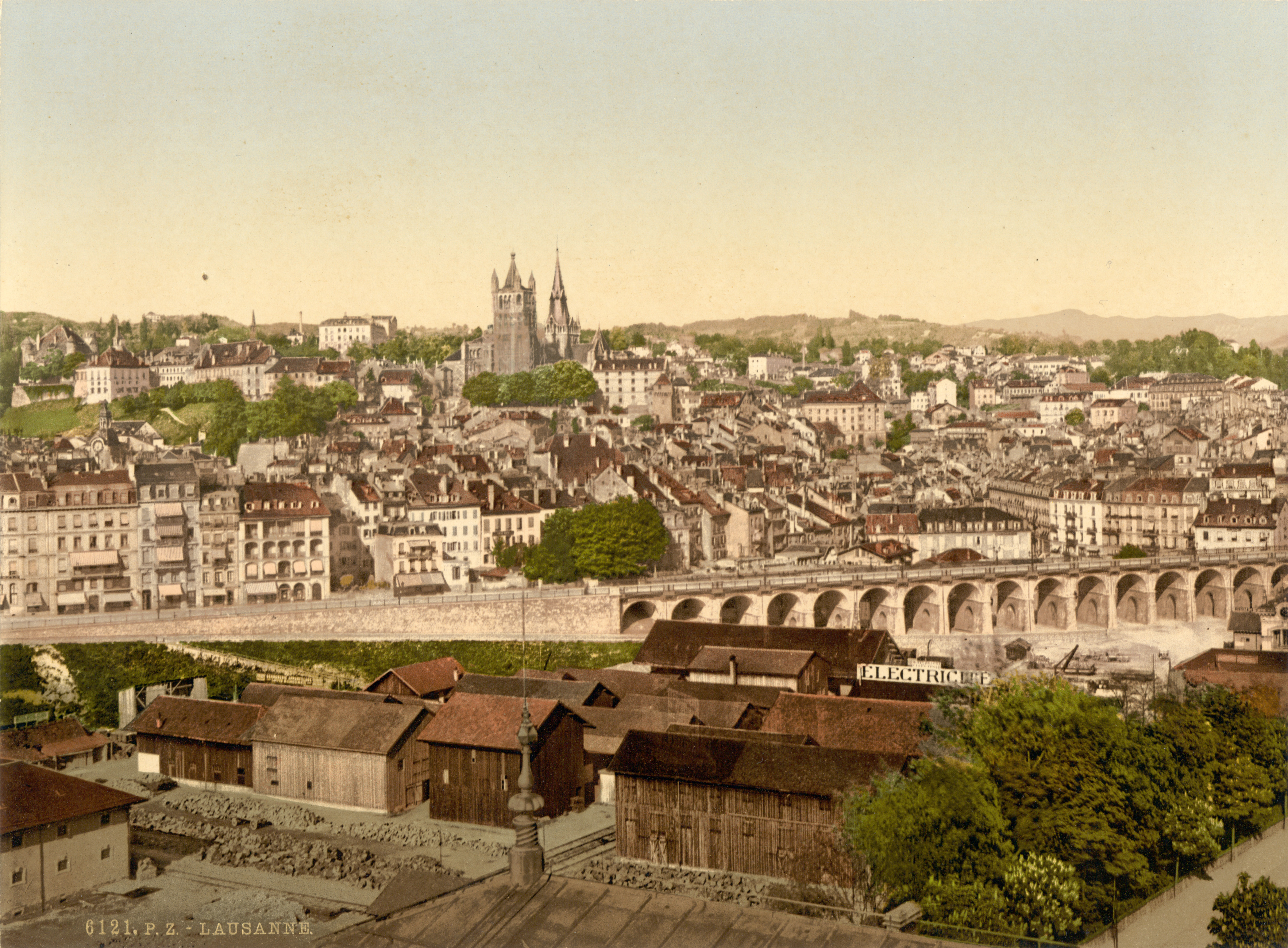
Lausanne vers 1900. On peut y apercevoir les travaux de rénovation de la cathédrale Notre-Dame ainsi que, au premier plan, les entreprises artisanales et industrielles du Flon dont le cours a été canalisé moins de 50 ans auparavant.

Photo aérienne prise à 250 m par Walter Mittelholzer (1919)

Dans le domaine énergétique, le gaz a participé à la révolution industrielle. Dès 1847, une première usine à gaz a été construite dans le quartier de Sous-Gare/Ouchy, avant que la production de gaz de ville pour l'ensemble de l'agglomération lausannoise ne soit déplacée en 1911 à l'usine à gaz de Malley. Cet établissement industriel financé par la Ville de Lausanne était implanté sur le territoire de Renens. Le 24 avril 1882, un groupe d'ingénieurs, dirigé par Léon Raoux, aménage la première usine électrique de Suisse à la rue Centrale 2, et des fils électriques sont installés en travers de la ruelle Saint-François. Cette installation comprend une turbine de 20 chevaux de force, mise en mouvement par les eaux du lac de Bret, et faisant 600 tours par minute. Ce moteur hydraulique actionne quatre machines dynamo-électriques de Grammes, qui transforment le travail mécanique en électricité. L'installation n'ayant pas reçu les autorisations pour un éclairage public face à une municipalité réticente à cette nouvelle invention, c'est la brasserie Leisinger, rue Saint-François, en raison de sa proximité, qui est éclairée par 20 lampes Swan, dont deux sont placées dans l'eau, ce qui attire vivement l'attention des nombreux visiteurs. Puis le 4 mai, c'est le magasin de l'horloger A. Aubert, à la place Saint-François, qui suscite un grand intérêt,,. La réticence de la municipalité n'est que de courte durée, car dès l'année suivante, au mois de février, la Feuille d'avis de Lausanne dresse  les lieux où la lumière électrique se trouve, comme le nouvel hôpital cantonal, avec 230 lampes Edison alimentées par trois turbines de 20 chevaux chacune situées à Couvaloup, les bureaux des travaux à l'Hôtel de ville, le café du Grand-Pont, la gare du Flon, le bazar vaudois, et plusieurs magasins à la rue Centrale. La Société suisse d'électricité située à la place Pépinet, fondée en juillet 1882, qui inaugure sa nouvelle usine, est aussi prête pour éclairer le quartier central de la ville, avec une grande machine Edison, actionnée directement par une turbine de trente chevaux, sans courroie, pouvant alimenter 420 lampes de 8 bougies,.
En 1906, l'ouverture du tunnel du Simplon, qui relie la Suisse à l'Italie, permet à toute la région lémanique de se développer et à Lausanne de devenir un carrefour ferroviaire international : le direct Paris - Rome et le fameux Orient-Express, de Paris à Istanbul et Athènes, par Venise et Belgrade, passent désormais par Lausanne. Ayant saisi l’impact qu’une liaison nord-sud allait avoir sur son développement, le Canton de Vaud et Lausanne participent à l’étude du projet à hauteur de 5 millions sur un total de 75 millions de francs que coûterait le percement du tunnel,. Ils financeront aussi le tunnel routier du Grand-Saint-Bernard, ouvert en 1964.
En 1915, cherchant un pays symbolisant la paix et l'harmonie entre les peuples, Pierre de Coubertin décide de transférer le siège du Comité international olympique à Lausanne.
Le 24 juillet 1923 est signé le Traité de Lausanne, qui définit les frontières de la Turquie et reconnaît la légitimité du régime de Mustafa Kemal Atatürk.
À partir des années 1930, Lausanne se transforme profondément. De nombreux quartiers insalubres du centre-ville historique, où vivaient les classes les plus défavorisées, sont démolis. De nombreuses industries et autres tanneries malodorantes occupaient les vallées du Flon et de la Louve, rivières aujourd'hui canalisées. Les maladies y proliféraient, la prostitution y avait pris ses quartiers. Le quartier traînait une mauvaise réputation depuis des siècles. Finalement, de nombreuses rues du quartier du Rôtillon ont disparu, telles « La Rue du Pré » ou « La Ruelle des Cheneaux ». Ces quartiers situés au fond des vallées contrastaient fortement avec la ville moderne qui se développait au sommet des trois collines, notamment à Saint-François. Du 16 juin et le 9 juillet 1932 s'est tenue la Conférence de Lausanne.
En 1940, Lausanne passe le cap des 100 000 habitants.
Les tendances « hygiénistes », qui accompagnaient de facto la culture du thermalisme qui se développait en Suisse depuis le début du siècle, feront disparaître les derniers taudis de la rue Centrale, Saint-Martin, de la ruelle du Petit-Saint-Jean ou de la rue Chenau-de-Bourg. À chaque « modernisation », l'activité industrielle s'est déplacée vers l'ouest, tout comme la prostitution, en suivant le tracé du Flon jusqu'à Malley.
Les années 1960 voient le transfert de l'université et de l'EPFL sur la campagne de Dorigny au bord du lac, qui deviendra le plus grand campus de Suisse.
En 1964 s'est tenue l'Exposition nationale suisse de 1964. L'autoroute Lausanne-Genève est inaugurée à cette occasion, ainsi qu'une partie de l'autoroute de contournement.
Au début des années 1980, Lausanne est touchée par un mouvement de contestation de la jeunesse réclamant en particulier l’ouverture d’un centre autonome. Plusieurs manifestations, se terminant souvent dans la violence, marquent le mouvement Lôzane bouge.
En 1983, Lausanne est récompensée du Prix de l'Europe.
2008 voit l'innauguration du métro automatique M2, qui transporte en 2023 près de 35 millions de passager.
Du 9 au 22 janvier 2020 la Ville de Lausanne a accueilli les IIIes Jeux Olympiques de la Jeunesse d'Hiver.
De nos jours, la ville se distingue comme une ville de la jeunesse, une ville étudiante (10 % de la population), une ville de culture avec 25 musées et de nombreuses activités annuelles.

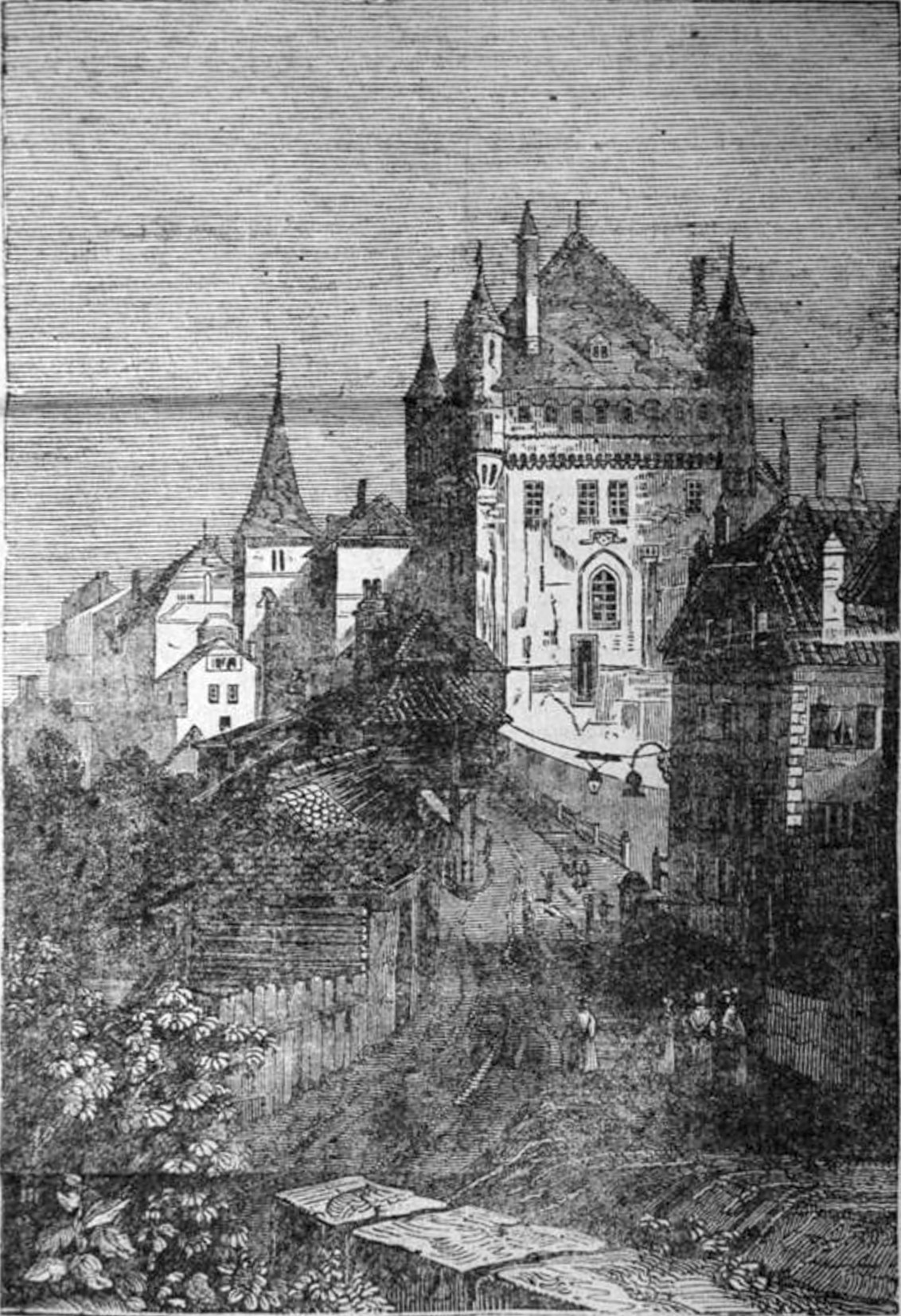
Lausanne, illustration (gravure sur bois), 1837.
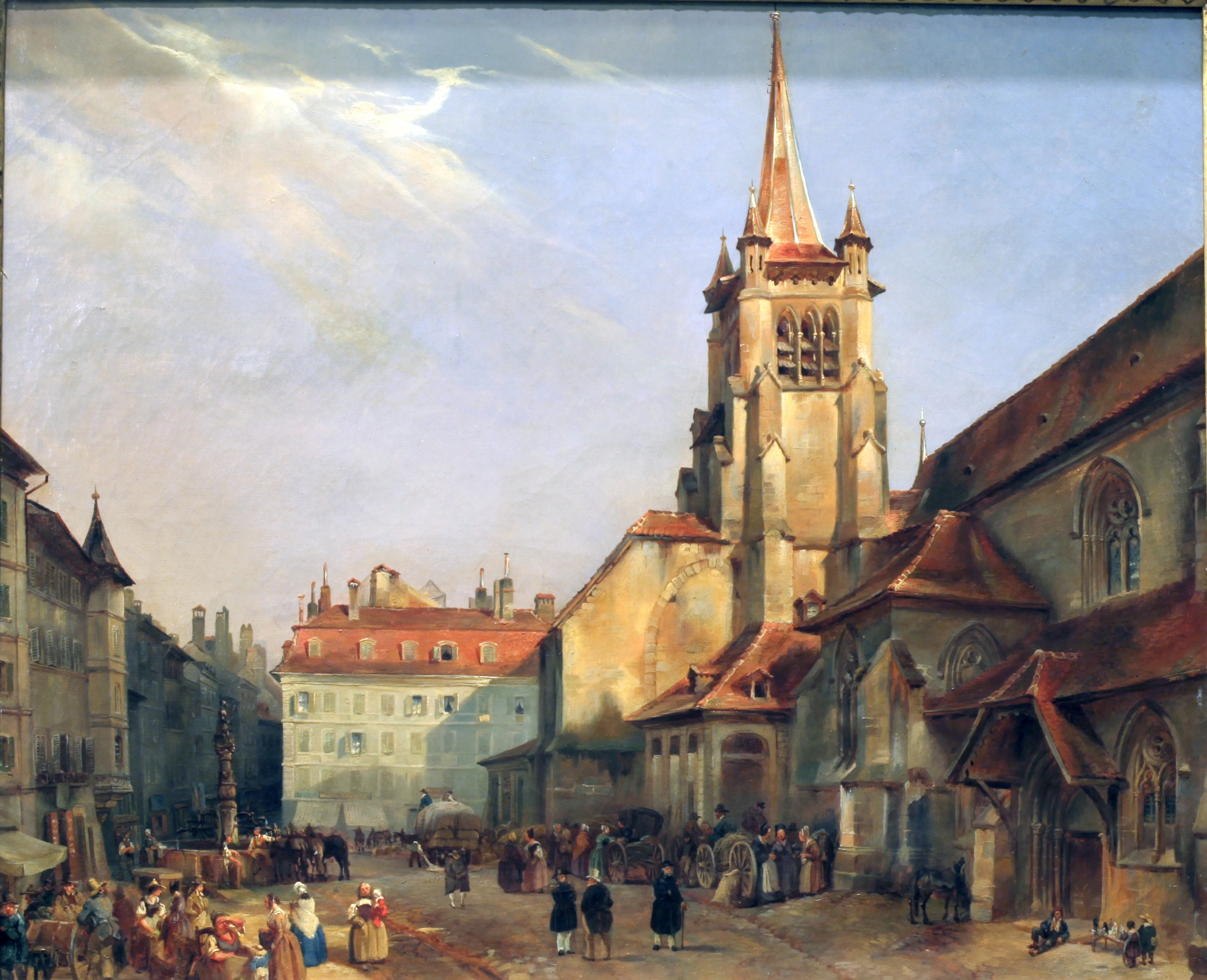
La place Saint-François, vers 1840.
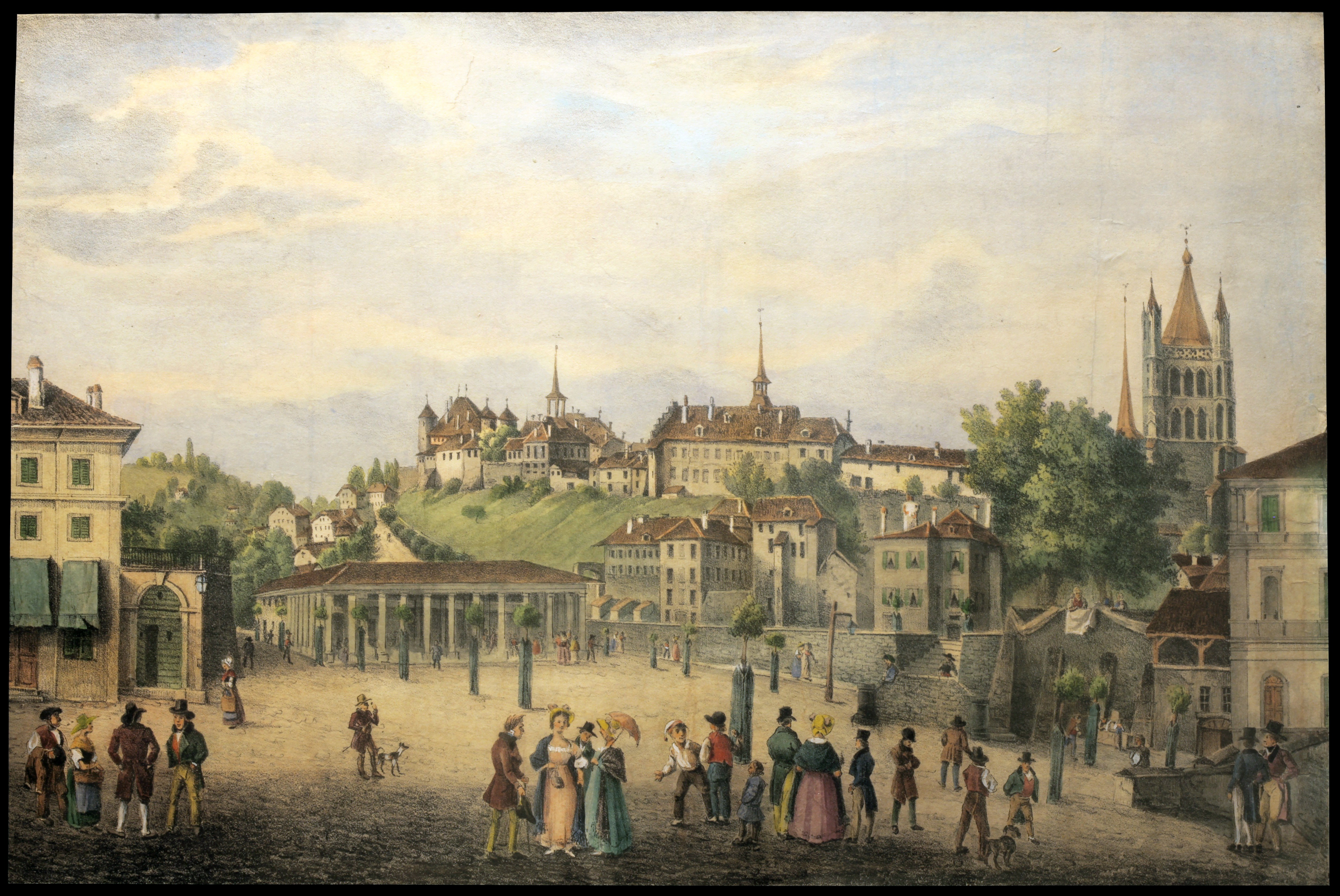
La place de la Riponne en 1842.
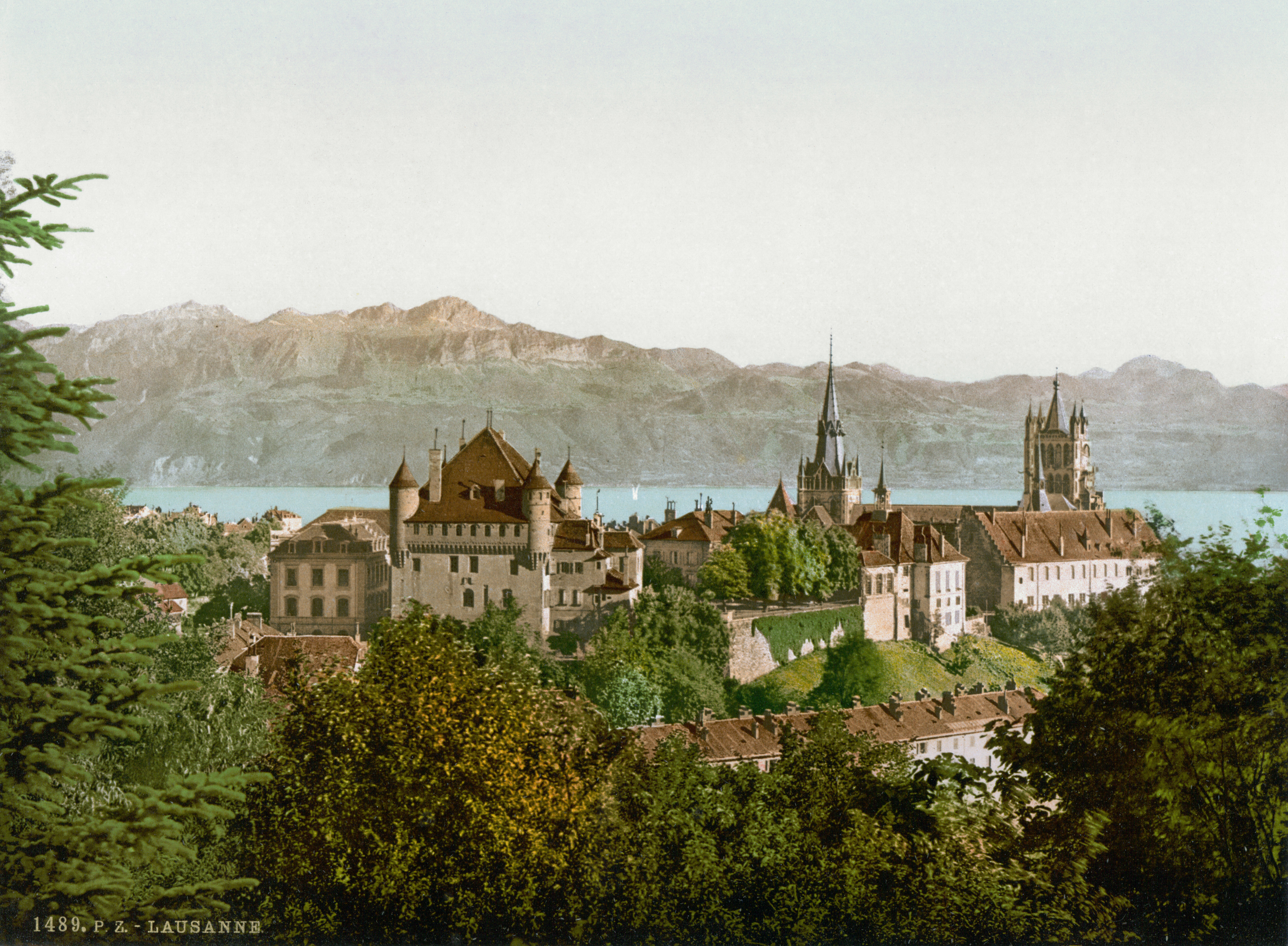
Vue de centre historique (Château Saint-Maire, Cathédrale), 1900.
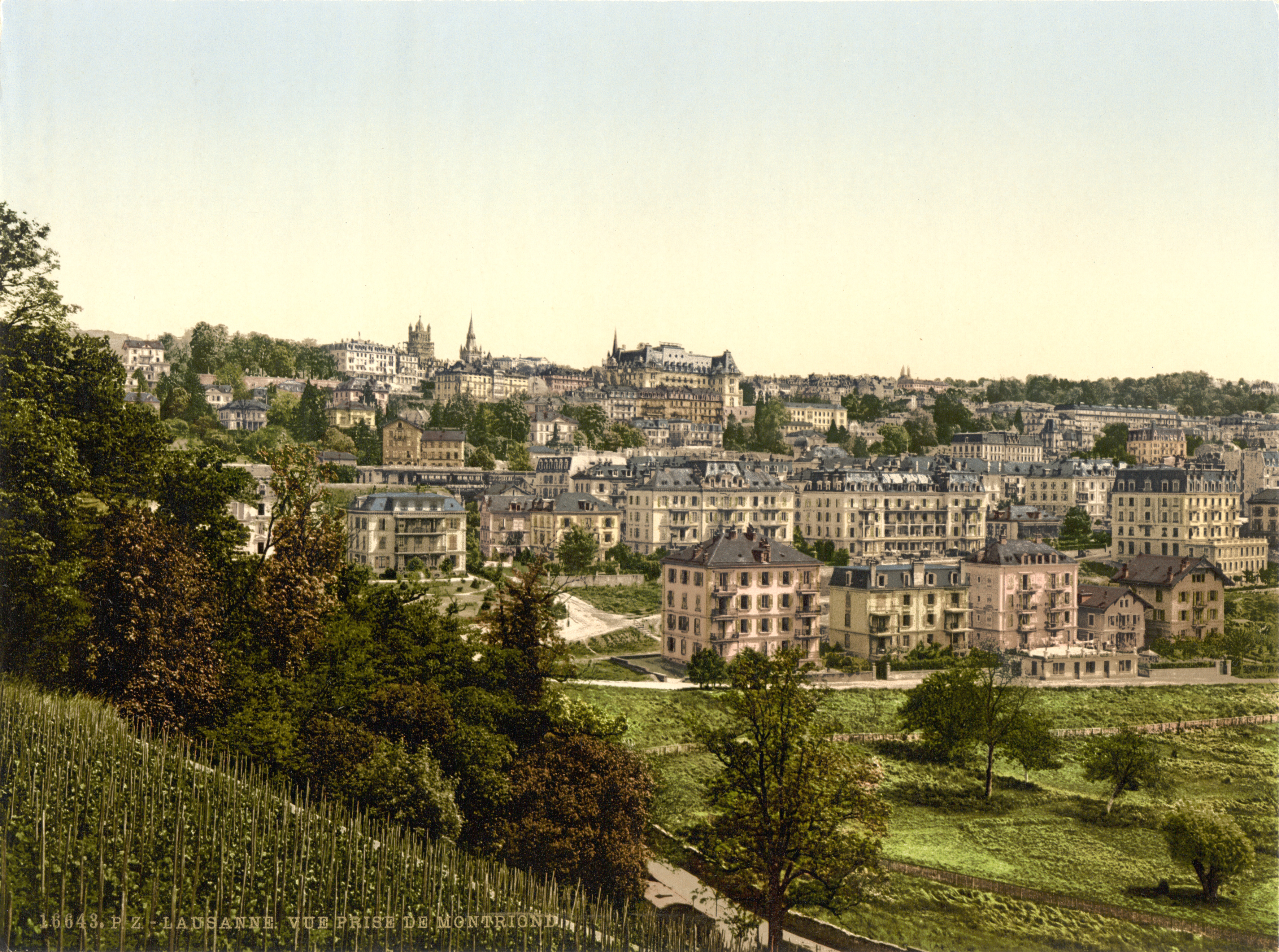
Vue d'une zone résidentielle au sud de la ville, 1900.

## Politique

### Tendances politiques
Lors des élections fédérales de 2023 Lausanne se distingue comme étant la commune suisse la plus à gauche du pays. Les partis de gauche y ayant remporté 62,6% des suffrages.

### Institutions
La ville de Lausanne dispose d'un organe législatif : le Conseil communal, doté de 100 membres, et d'un organe exécutif : la Municipalité, comptant 7 membres. L'organe législatif est élu au système proportionnel et l'organe exécutif, au système majoritaire à deux tours. Les mandats législatifs et exécutifs durent cinq ans.

### Conseil communal
Le Conseil communal de Lausanne se réunit selon un calendrier de séances prédéfini. Ses compétences principales sont :
- le contrôle de la gestion
- les propositions de dépenses extra-budgétaires
- la constitution de sociétés commerciales, d'associations et de fondations, ainsi que l'acquisition de participations dans des sociétés commerciales
- le projet de budget et des comptes
- le projet d'arrêté d'imposition
- l'acquisition et l'aliénation d'immeubles, de droits réels immobiliers
- l'autorisation d'emprunter, l'autorisation de plaider

Les 100 membres du Conseil communal sont élus selon le système de la représentation proportionnelle. Des élections ont eu lieu le 7 mars 2021 pour la législature 2021-2026.
Résultats des dernières élections au Conseil communal
|                   |                                                        |           |       |        |  |  |  |  |  |  |  |  |  |  |  |  |  |  |  |
| Partis            | Partis                                                 | Suffrages | %     | Sièges |  |  |  |  |  |  |  |  |  |  |  |  |  |  |  |
|                   | Parti socialiste (PS)                                  | 863’557   | 27,69 | 29     |  |  |  |  |  |  |  |  |  |  |  |  |  |  |  |
|                   | Les Vert·e·s (PES)                                     | 716'129   | 22,97 | 24     |  |  |  |  |  |  |  |  |  |  |  |  |  |  |  |
|                   | Parti libéral-radical (PLR)                            | 609’084   | 19,53 | 21     |  |  |  |  |  |  |  |  |  |  |  |  |  |  |  |
|                   | Ensemble à Gauche (POP, solidaritéS & indépendant·e·s) | 388’352   | 12,45 | 13     |  |  |  |  |  |  |  |  |  |  |  |  |  |  |  |
|                   | Union démocratique du centre (UDC)                     | 219’922   | 7,05  | 7      |  |  |  |  |  |  |  |  |  |  |  |  |  |  |  |
|                   | Vert’libéraux & progressistes (PVL)                    | 183’336   | 5,88  | 6      |  |  |  |  |  |  |  |  |  |  |  |  |  |  |  |
|                   |                                                        |           |       |        |  |  |  |  |  |  |  |  |  |  |  |  |  |  |  |
|                   | Le Centre (LC)                                         | 94’901    | 3,04  | 0      |  |  |  |  |  |  |  |  |  |  |  |  |  |  |  |
|                   | Juste Milieu                                           | 18’880    | 0,61  | 0      |  |  |  |  |  |  |  |  |  |  |  |  |  |  |  |
|                   | Parti scientifique citoyen                             | 14’904    | 0,48  | 0      |  |  |  |  |  |  |  |  |  |  |  |  |  |  |  |
|                   | Action nationale et chrétienne                         | 9’275     | 0,30  | 0      |  |  |  |  |  |  |  |  |  |  |  |  |  |  |  |
| Suffrages valides | Suffrages valides                                      | 3'118’340 | 95,35 | 100    |  |  |  |  |  |  |  |  |  |  |  |  |  |  |  |
| Suffrages blancs  | Suffrages blancs                                       | 151’960   | 4,65  |        |  |  |  |  |  |  |  |  |  |  |  |  |  |  |  |
| Total             | Total                                                  | 3'270’300 | 100   |        |  |  |  |  |  |  |  |  |  |  |  |  |  |  |  |

L'alliance de la gauche et des Verts détient la majorité avec 66 sièges sur 100.
L’ensemble des documents traités par le législatif lausannois est accessible au public.
Les séances du Conseil communal sont filmées et peuvent être visionnées en streaming sur le site internet de la ville de Lausanne.

### Municipalité
La Municipalité de Lausanne est composée de sept conseillers municipaux (cinq jusqu'en 1945), chacun responsable d'un département. Se réunissant une fois par semaine (sauf pendant un mois l’été), les conseillers municipaux ont pour charge l'administration des services publics, des bien communaux, du domaine public et des bien affectés au service public.
Les rapports de la municipalité sont accessibles sur le site internet de la ville de Lausanne.
Depuis les élections de 2006, le Conseil municipal, à forte majorité de gauche avec six membres sur sept, se compose comme suit : trois membres du Parti socialiste, deux membres des Verts, un membre du Parti ouvrier populaire (composante d'Ensemble à Gauche) et un membre du Parti libéral-radical.
| Candidats                   | Candidats                           | Partis                      | Premier tour | Premier tour | Second tour | Second tour | Second tour |  |
| Candidats                   | Candidats                           | Partis                      | Voix         | %            | Voix        | Voix        | %           |  |
| --------------------------- | ----------------------------------- | --------------------------- | ------------ | ------------ | ----------- | ----------- | ----------- |  |
|                             | Grégoire Junod (sortant)            | PS                          | 15 882       | 48,57        | 15 604      | 15 604      | 64,80       |  |
|                             | Florence Germond (sortante)         | PS                          | 15 535       | 47,51        | 15 346      | 15 346      | 63,73       |  |
|                             | Emilie Moeschler                    | PS                          | 14 917       | 45,62        | 15 244      | 15 244      | 63,31       |  |
|                             | David Payot (sortant)               | POP                         | 14 460       | 44,23        | 14 733      | 14 733      | 61,19       |  |
|                             | Natacha Litzistorf Spina (sortante) | Les Verts                   | 10 782       | 32,98        | 15 205      | 15 205      | 63,15       |  |
|                             | Pierre-Antoine Hildbrand (sortant)  | PLR                         | 9 519        | 29,11        | 10 070      | 10 070      | 41,82       |  |
|                             | Daniel Dubas                        | Les Verts                   | 8 557        | 26,17        | Retrait     | Retrait     | Retrait     |  |
|                             | Xavier Company                      | Les Verts                   | 8 320        | 25,45        | 14 497      | 14 497      | 60,21       |  |
|                             | Florence Bettschart-Narbel          | PLR                         | 8 101        | 24,78        | 9 136       | 9 136       | 37,94       |  |
|                             | Virginie Cavalli                    | PVL                         | 3 112        | 9,52         | Retrait     | Retrait     | Retrait     |  |
|                             | Fabrice Moscheni                    | UDC                         | 3 099        | 9,48         | Retrait     | Retrait     | Retrait     |  |
|                             | Franziska Meinherz                  | EàG                         | 3 061        | 9,36         | Retrait     | Retrait     | Retrait     |  |
|                             | Mathias Paquier                     | PVL                         | 3 021        | 9,24         | Retrait     | Retrait     | Retrait     |  |
|                             | Pierre Conscience                   | EàG                         | 2 946        | 9,01         | Retrait     | Retrait     | Retrait     |  |
|                             | Maimouna Mayoraz                    | EàG                         | 2 895        | 8,85         | Retrait     | Retrait     | Retrait     |  |
|                             | Nicola Di Giulio                    | UDC                         | 2 775        | 8,49         | Retrait     | Retrait     | Retrait     |  |
|                             | Valentin Christe                    | UDC                         | 2 727        | 8,34         | Retrait     | Retrait     | Retrait     |  |
|                             | Patrizia Mori                       | UDC                         | 2 650        | 8,10         | Retrait     | Retrait     | Retrait     |  |
|                             | Yohan Ziehli                        | UDC                         | 2 511        | 7,68         | Retrait     | Retrait     | Retrait     |  |
|                             | Johann Dupuis                       | EàG                         | 2 442        | 7,47         | Retrait     | Retrait     | Retrait     |  |
|                             | Stéphanie Mooser                    | LC                          | 2 332        | 7,13         | Retrait     | Retrait     | Retrait     |  |
|                             | Valérie Dittli                      | LC                          | 1 857        | 5,68         | Retrait     | Retrait     | Retrait     |  |
|                             | Olivier Uwe Rehfisch                | PSC                         | 383          | 1,17         | Retrait     | Retrait     | Retrait     |  |
|                             | Julie Rachel Mariller               | PSC                         | 373          | 1,14         | Retrait     | Retrait     | Retrait     |  |
|                             | Bruno Dupont                        | ANC                         | 334          | 1,02         | 584         | 2,43        | 2,43        |  |
|                             | Nicolas Ballarin                    | PSC                         | 326          | 1,00         | Retrait     | Retrait     | Retrait     |  |
|                             |                                     |                             |              |              |             |             |             |  |
| Votes valides (dont blancs) | Votes valides (dont blancs)         | Votes valides (dont blancs) | 32 696       | 97,69        | 24 079      | 24 079      | 98,85       |  |
| Votes blancs                | Votes blancs                        | Votes blancs                | 352          | 1,05         | 210         | 210         | 0,86        |  |
| Votes nuls                  | Votes nuls                          | Votes nuls                  | 773          | 2,31         | 280         | 280         | 1,15        |  |
| Total                       | Total                               | Total                       | 33 469       | 100          | 24 359      | 24 359      | 100         |  |

Composition des directions des départements pour la législature 2021 - 2026 :
- Culture et développement urbain : Grégoire Junod (PS), également syndic
- Sécurité et économie : Pierre-Antoine Hildbrand (PLR)
- Sports et cohésion sociale : Emilie Moeschler (PS)
- Logement, environnement et architecture : Natacha Litzistorf : (Les Verts)
- Enfance, jeunesse et quartiers : David Payot (POP) et gauche en mouvement
- Finances et mobilité : Florence Germond (PS)
- Services industriels : Xavier Company (Les Verts)

Quant au secrétariat municipal, il est dirigé par Simon Affolter.

### Syndic
Le syndic de la ville est élu pour cinq ans parmi les membres de la Municipalité. Comme l'élection de la Municipalité, l'élection du syndic se fait selon le principe du scrutin majoritaire de liste à deux tours.
Les compétences du syndic sont les suivantes :
- Il préside la Municipalité.
- Il veille à l'exécution des lois, décrets et arrêtés cantonaux et fédéraux.
- Il engage la commune par sa signature, conjointement avec le secrétaire municipal.
- Il représente sa commune lors de manifestations publiques ou privées.
- Il veille au maintien de l'ordre public et signale les infractions dont il a connaissance au juge informateur ou au préfet.

| Période | Période  | Identité                | Étiquette    | Qualité                             |
| ------- | -------- | ----------------------- | ------------ | ----------------------------------- |
| 1803    | 1815     | Samuel-Jacques Hollard  | Conservateur | Notaire, banquier                   |
| 1815    | 1842     | Charles-Marc Secretan   | Conservateur | Secrétaire du lieutenant du préfet  |
| 1843    | 1848     | Édouard Dapples         | Conservateur | Ingénieur-forestier                 |
| 1848    | 1857     | Victor Gaudard          | Conservateur | Commissaire-arpenteur               |
| 1858    | 1867     | Edouard Dapples         | Conservateur | Ingénieur-forestier                 |
| 1867    | 1882     | Louis Joël              | Conservateur | Architecte                          |
| 1882    | 1897     | Samuel Cuénoud          | Radical      | Professeur de mathématiques         |
| 1897    | 1897     | Berthold Van Muyden     | Libéral      | Avocat, historien                   |
| 1898    | 1900     | Louis Gagnaux           | Radical      | Inspecteur scolaire                 |
| 1900    | 1907     | Berthold Van Muyden     | Libéral      | Avocat, historien                   |
| 1907    | 1910     | André Schnetzler        | Libéral      | Avocat                              |
| 1911    | 1921     | Paul Maillefer          | Radical      | Enseignant                          |
| 1922    | 1924     | Arthur Freymond         | Radical      | Enseignant, journaliste             |
| 1924    | 1929     | Paul Rosset             | Libéral      | Architecte                          |
| 1930    | 1931     | Paul Perret             | Radical      | Journaliste                         |
| 1931    | 1933     | Emmanuel Gaillard       | Radical      | Ingénieur                           |
| 1934    | 1937     | Arthur Maret            | Socialiste   | Comptable                           |
| 1938    | 1945     | Jules-Henri Addor       | Radical      | Enseignant                          |
| 1946    | 1949     | Pierre Graber           | Socialiste   | Avocat                              |
| 1950    | 1957     | Jean Peitrequin         | Radical      | Ingénieur                           |
| 1958    | 1973     | Georges-André Chevallaz | Radical      | Enseignant, historien               |
| 1974    | 1981     | Jean-Pascal Delamuraz   | Radical      | Secrétaire général du parti radical |
| 1981    | 1989     | Paul-René Martin        | Radical      | Secrétaire général du DAIC          |
| 1990    | 1997     | Yvette Jaggi            | Socialiste   | Économiste                          |
| 1997    | 2001     | Jean-Jacques Schilt     | Socialiste   | Enseignant                          |
| 2002    | 2016     | Daniel Brélaz           | Vert         | Mathématicien                       |
| 2016    | En cours | Grégoire Junod          | Socialiste   | Administrateur du syndicat Unia     |

### Coopération internationale
En 1970, le conseil communal de la ville de Lausanne vote un crédit appelé « Aide aux pays en voie de développement ». L'idée est d'offrir un soutien financier à des communes étrangères afin de mener à bien des projets locaux s'inscrivant dans une logique de développement durable. Dans ce cadre, Lausanne apporte son soutien depuis 1993 à l'agence pour la démocratie locale de la ville d'Osijek en Croatie, qui mène entre autres des projets en faveur de la démocratisation et de la participation citoyenne.

## Population et société

### Gentilé et surnom
Les habitants de la commune se nomment les Lausannois.
Ils sont surnommés lè Tata-Dzenelye (les tâtes-poules, au sens de tâtillon, en patois vaudois),,,.

### Démographie

#### Évolution de la population
L'évolution du nombre d'habitants est connue à travers les recensements de la population effectués tous les dix ans dans la commune entre 1850 et 2000. À partir de 2010, les populations des communes sont publiées annuellement par l'Office fédéral de la statistique (OFS). Le recensement repose désormais sur les registres des habitants des communes et des cantons, les registres fédéraux de personnes et le registre fédéral des bâtiments et des logements. Ceux-ci sont complétés par des enquêtes par échantillonnage.
La commune compte 144 160 habitants au 31 décembre 2023 pour une densité de population de 3 484 hab/km2. Sur la période 2010-2023, sa population a augmenté de 12,8 % (canton : 18,6 % ; Suisse : 9,4 %). Au 31 décembre 2021, l’agglomération de Lausanne compte 438 438 habitants. Le Projet d'agglomération Lausanne-Morges (PALM) a été adopté en 2007. Il vise une diminution de l'étalement urbain de l'agglomération, une augmentation de la population vers l'ouest déjà construit et une diminution du trafic routier. Ce projet est en cours de réalisation et devrait s'étendre jusqu'en 2027. Environ 75 000 nouveaux habitants et 50 000 nouveaux emplois sont attendus dans l'agglomération d'ici 2030.
La population de la commune a atteint un pic de 137 383 habitants en 1970 avant de passer par un point bas en 1997 à 123 295 habitants. Le nombre d'habitants s'est ensuite accru durant les années 2000 et a maintenant dépassé le pic de 1970. La commune passe la barre des 150 000 habitants en octobre 2023.
En 2019, la municipalité a dévoilé son nouveau plan directeur communal intitulé Lausanne 2030. Ce plan prévoit que la ville de Lausanne pourrait accueillir jusqu'à 30 000 nouveaux habitants à l'horizon 2030.

#### Pyramide des âges
En 2023, le taux de personnes de moins de 30 ans s'élève à 35,7 %, au-dessus de la valeur cantonale (34,6 %). Le taux de personnes de plus de 60 ans est quant à lui de 19 %, alors qu'il est de 22,5 % au niveau cantonal.
La même année, la commune compte 69 890 hommes pour 74 270 femmes, soit un taux de 48,5 % d'hommes, inférieur à celui du canton (49,1 %).
| Hommes | Classe d’âge | Femmes |
| ------ | ------------ | ------ |
| 0,6    | 90 ans ou +  | 1,5    |
| 5,0    | 75 à 89 ans  | 8,0    |
| 10,8   | 60 à 74 ans  | 12,0   |
| 19,4   | 45 à 59 ans  | 18,8   |
| 27,3   | 30 à 44 ans  | 25,3   |
| 22,0   | 15 à 29 ans  | 20,9   |
| 14,9   | - de 14 ans  | 13,5   |

| Hommes | Classe d’âge | Femmes |
| ------ | ------------ | ------ |
| 0,6    | 90 ans ou +  | 1,4    |
| 6,5    | 75 à 89 ans  | 8,7    |
| 13,5   | 60 à 74 ans  | 14,3   |
| 20,9   | 45 à 59 ans  | 20,9   |
| 22,3   | 30 à 44 ans  | 21,7   |
| 19,6   | 15 à 29 ans  | 17,7   |
| 16,6   | - de 14 ans  | 15,3   |

### Éducation

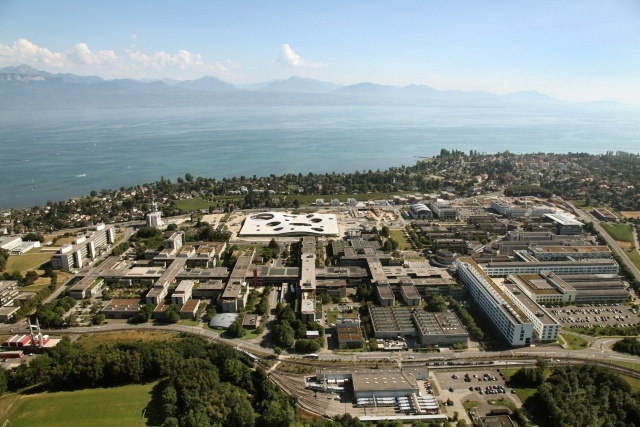
Vue aérienne de l'École polytechnique fédérale de Lausanne (EPFL), qui forme avec l'Université de Lausanne (UNIL), un vaste campus à proximité du lac Léman (2009).

À l'ouest de l'agglomération, un vaste campus regroupe à proximité du lac deux instances du réseau universitaire : l'Université de Lausanne (UNIL) et l'École polytechnique fédérale de Lausanne (EPFL). L'Institut de hautes études en administration publique (IDHEAP), un établissement d'enseignement et de recherche pour les métiers de l'administration publique, est situé sur le même campus.
La région lausannoise compte plusieurs hautes écoles spécialisées, parmi lesquelles l'École hôtelière de Lausanne (EHL), l'École cantonale d'art de Lausanne (ECAL), La Manufacture, Haute école des arts de la scène, la Haute École de santé Vaud, la Haute École de travail social et de la santé ainsi que la Haute école de musique de Lausanne (HEMU). L'offre tertiaire proposée à Lausanne se complète par la Haute école pédagogique du canton de Vaud.
Concernant la formation de type secondaire II, la ville compte plusieurs gymnases (dont le Gymnase de Beaulieu ou le Gymnase de la Cité) et écoles rattachées à la formation professionnelle initiale, comme l'École professionnelle commerciale de Lausanne, l’École technique et des métiers de Lausanne (ETML), l'École romande d'arts et communication (ERACOM) et l'EPSIC (École professionnelle de la société industrielle et commerciale).
Les écoles rattachées à l'enseignement obligatoire se répartissent entre cinq établissements primaires et sept établissements secondaires. Au total, la ville compte plus de cinquante lieux d'enseignement,.
Lausanne dispose également d'une large offre de formations privées, notamment à l'Université populaire de Lausanne et à l'International Institute for Management Development (IMD), situé à Ouchy.

### Cimetières
À Lausanne il y a deux cimetières au sud-ouest de la ville. Le cimetière de Montoie, ouvert en 1972, exclusivement réservé à l'inhumation de cendres, et le cimetière du Bois-de-Vaux, ouvert en 1920 pour l'inhumation des corps, où reposent notamment Pierre de Coubertin, Coco Chanel, Paul Robert, Clemens Heller, Pierre Dudan, Eugène Viollet-le-Duc et Alphonse Laverrière. L'actrice Lya Mara y a également été enterrée mais sa tombe est depuis désaffectée. Comme partout en Suisse, le nombre de crémations a triplé en 30 ans. Il était de 30 % en 1983 contre 90 % en 2016. À Lausanne le taux de crémation atteint même les 95 %.
Du XVIe siècle et jusqu'à la fin du régime Bernois la ville avait quatre nécropoles. Le cimetière de Saint-Pierre, au bas de Marterey, recevait les morts des bannières du Bourg et du Pont ; celui de la Madelaine (près de l'ancien couvent de ce nom) ceux de la Palud ; celui de Saint-Maure, derrière le chœur de la cathédrale pour la cité, enfin celui de Saint-François se trouvait au faubourg du Chêne, rue du Grand-Chêne actuel.
Au XVIIIe siècle la ville décide d'éloigner les cimetières du centre avec l'augmentation de la population. En 1792, deux cimetières sont créés. Celui de Saint-Roch et un autre pour le bas de la ville vers la Croix d'Ouchy. Le cimetière de Saint-Roch est ouvert le 24 mars 1792 et il sera utilisé jusqu'en 1835, mais des tombes subsistèrent jusqu'à la construction du collège de Saint-Roch en 1874. Ce cimetière fut remplacé par celui de Saint-Laurent, et se trouvait au début de l'avenue d'Echallens, jusqu'à l'ouverture du Chemin de fer Lausanne-Échallens-Bercher en 1873, bien qu'il subsistait encore pendant quelques années des tombes à proximité des rails du LEB. Celui vers la Croix-d'Ouchy est ouvert le 17 avril 1792, et il est utilisé jusqu'à la construction du bâtiment scolaire de la Croix-d'Ouchy en 1894.
De 1798 à 1811, un cimetière éphémère est installé à Mont-Calme, vers Montagibert, jusqu'à ce que le cimetière de Calvaire l'a remplacé, plus au nord. Ensuite à Mont-Calme, il y a eu pendant un temps, la station fédérale d'essais agricole. En 1840, celui de Calvaire étant déjà complet, la ville en a construit un autre de l'autre côté de la route de Berne qui s'appela cimetière de Pierre-de-Plan, mais quand celui-ci fut aussi plein, on recommença à utiliser celui du Calvaire. Les deux cimetières avaient aussi pour nom cimetière de la Sallaz. En 1946, le cimetière de Pierre-de-Plan fut désaffecté pour faire place en 1953 à l'école primaire de La Sallaz. Les tombes de Louis Ruchonnet et celle de d'Eugène Viollet-le-Duc furent transférées au cimetière du Bois-du-Vaux.
Quant au cimetière du Calvaire, la désaffectation commença à partir du 1er août 1966 pour faire place, non pas cette fois à une nouvelle école, mais à un parc public, où subsistent encore, au sud, l'entrée de l'ancien cimetière, et des dalles funéraires, comme celle de Charles Secrétan, Eugène Rambert, Frédéric-César de La Harpe, Jenny Enning, qui fit un don pour construire l'école primaire de Villamont, ainsi que le monument des neuf victimes de la crue exceptionnelle du Flon le 4 septembre 1831.
En 1841 est ouvert le cimetière de la Pontaise, et sera utilisé jusqu'en 1881. Il se trouvait sur l'emplacement du Vélodrome, et des terrains B et C du Parc-des-sports de l'époque. Les dernières tombes se trouvaient encore là en 1922. Un deuxième cimetière, non loin, appelé tout d'abord cimetière du Bois-Gentil, est ouvert en 1881 et reçut ses dernières tombes à la ligne en 1916 où il était complet. Quelques inhumations eurent encore lieu jusqu'en 1951. Ce deuxième cimetière de la Pontaise subit deux amputations pour élargir la route des Pleines-du-Loup en 1936 et pour un échange de terrain entre la ville et un propriétaire. Les dernières tombes furent désaffectées en 1977 pour laisser place à un parc,.

### Sports

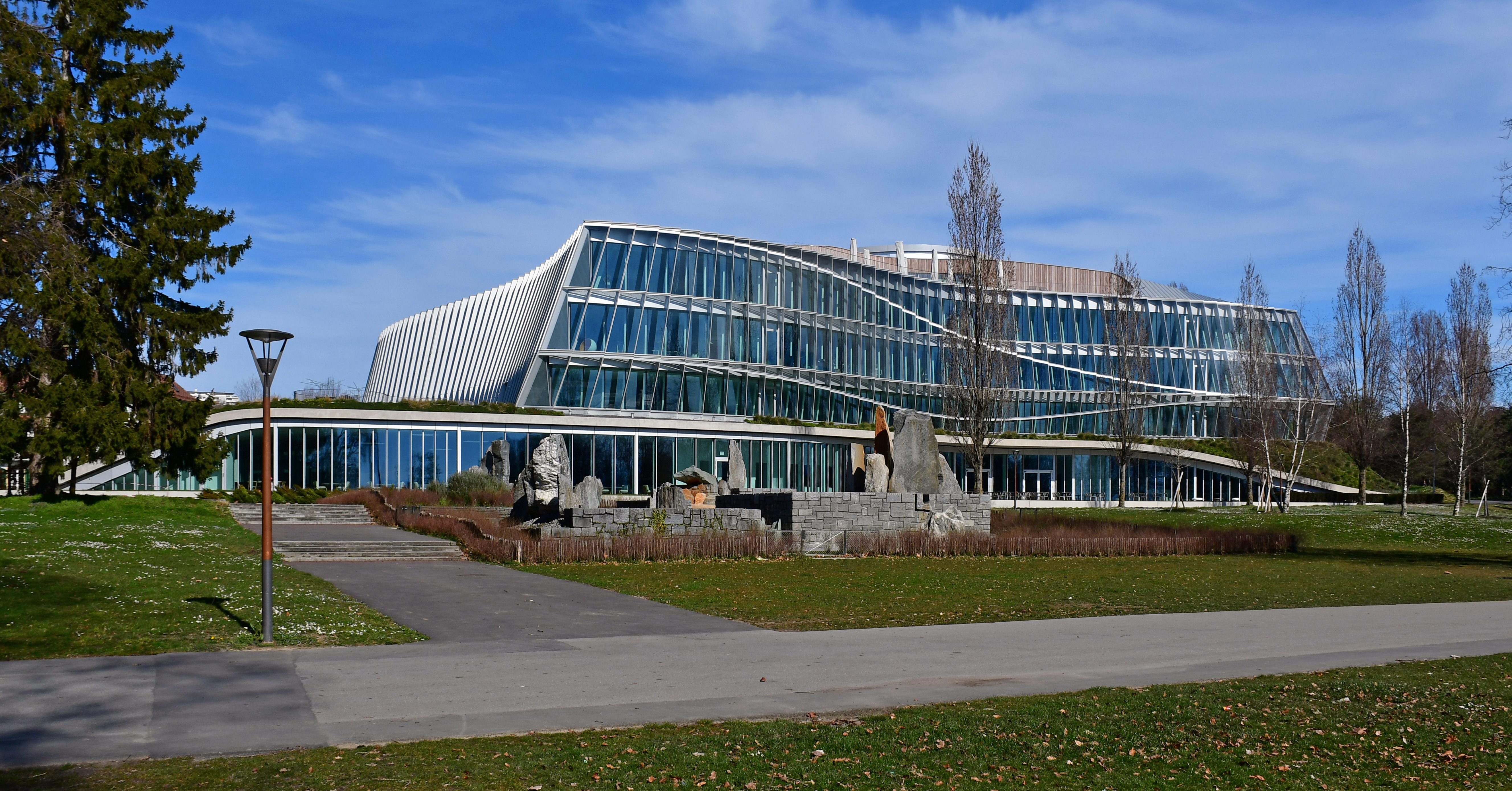
Nouveau siège du Comité international olympique inauguré en juin 2019.

Depuis 1915, Lausanne abrite le siège du Comité international olympique (CIO), le Tribunal arbitral du sport et les principales institutions liées au Mouvement olympique, ainsi qu'une quarantaine de fédérations sportives internationales. Lausanne était également le siège de l'Agence mondiale antidopage jusqu'à son déplacement à Montréal en 2002. En 1994, Lausanne a été promue « capitale olympique ». Tous ces facteurs font de Lausanne la capitale administrative du sport mondial.
C'est à Lausanne que se trouve le siège des fédérations internationales de volley-ball, d'aviron, de tir à l’arc, de baseball, de hockey sur gazon, d'escrime, de tennis de table, de canoë, de natation, de bridge, de gymnastique et d'athlétisme.
Plusieurs de ces fédérations et d'autres organisations sportives internationales sont regroupées à la Maison du sport international.
Il existe plusieurs sites sportifs à Vidy, notamment du tennis, du roller de l'athlétisme, un stand de tir et un bowl.
La ville de Lausanne et le canton de Vaud ont organisé les Jeux olympiques de la jeunesse d'hiver de 2020, qui se sont déroulés du 9 au 22 janvier 2020. Le 31 juillet 2015, le Comité international olympique, au cours de sa 128e session à Kuala Lumpur, a porté son choix sur la ville de Lausanne face à son unique concurrente, la ville roumaine de Brașov. Lausanne fera office de village olympique et accueillera les épreuves de sports de glace : hockey sur glace, curling, patinage artistique, patinage de vitesse, patinage de vitesse sur piste courte.
Par le passé, la ville de Lausanne s'était déjà portée candidate à des Jeux olympiques :
- Jeux olympiques d'hiver de 1994. Bien que candidate, Lausanne s'est retirée avant la procédure, en raison du refus des Lausannois de se porter caution solidaire pour l'organisation des jeux. Le 26 juin 1988, par 62,3 % contre 37,7 %, les électeurs ont dit non à la garantie de déficit qui leur était demandée[129] ;
- Jeux olympiques d'été de 1960, qui furent attribués à Rome ;
- Jeux olympiques d'été de 1952, qui furent attribués à Helsinki ;
- Jeux olympiques d'été de 1944, qui furent attribués à Londres, mais qui n'eurent pas lieu en raison de la Seconde Guerre mondiale ;
- Jeux olympiques d'été de 1948, qui furent attribués à Londres ;
- Jeux olympiques d'été de 1936, qui furent attribués à Berlin.

#### Installations
On trouve à Lausanne de nombreuses installations de sport, dont la valeur totale est estimée à plus de 200 millions de francs suisses.
- 40 terrains servent au football, au rugby à XV, au hockey sur gazon, au tir à l'arc ou au baseball ;
- 2 pistes de pétanque dont une à Vidy ;
- 7 piscines ;
- 5 stades ;
- 3 patinoires ;
- 2 dojos.

Dans le secteur de Vidy :
- 1 stand de tir ;
- salles omnisports.

Le stade olympique de la Pontaise a été construit en 1954 et doté de 15 800 places assises, reçoit chaque année Athletissima, une compétition internationale d'athlétisme. Un nouveau stade destiné au football a été inauguré fin 2020 : le Stade de la Tuilière, qui offre 12 000 places assises.
La patinoire de Malley est située à l'ouest de Lausanne, dans le quartier du même nom. La patinoire offre 9 500 places et reçoit des tournois de hockey sur glace et de patinage artistique ainsi que des concerts et des spectacles.
La ville de Lausanne dispose de trois sites pour la pratique de sports urbains.

#### Clubs locaux
La ville dispose de deux clubs de football professionnel. Le FC Lausanne-Sport est un club professionnel de football fondé en 1896. Longtemps installé au Stade olympique de la Pontaise, il est désormais basé au nouveau Stade de la Tuilière. Il a retrouvé en 2020 la Super League, la plus haute division du pays. Le FC Stade-Lausanne-Ouchy est le second club professionnel de la ville, fondé en 2001 après la fusion du FC Ouchy et du FC Stade Lausanne. Il évolue en deuxième division helvétique, après avoir participé au premier échelon du football suisse lors de la saison 2023-2024.
Le Lausanne Hockey Club (LHC) est un club de hockey sur glace créé en 1922, établi à la Vaudoise aréna. Le Lausanne Hockey Club évolue dans le Championnat de Suisse de hockey sur glace (1re division / National League) et est le club le plus populaire de la ville, tous sports confondus. Il entretien de fortes rivalités avec les deux grands clubs historiques du hockey sur glace romand, à savoir Fribourg-Gottéron et le Genève-Servette HC.
Le Indians Lausanne Baseball Club est un club de baseball créé en 1990, le Lausanne University Club American Football (LUCAF) est un club de football américain créé en 1987 et le Lausanne MB est un club de basket-ball.
Le Rowing Club Lausanne (crée en 1878) et le Lausanne-Sports Aviron (crée en 1916) sont deux clubs d'aviron basés côte à côte à Vidy.
La Swiss power wrestling, fédération suisse de catch est active à Lausanne depuis 2004 et tient l'une de ses écoles de catch à Lausanne, installée au collège des Bergières.
Le Stade-Lausanne, club omnisports fondé en 1907 comportant près de 2 200 membres inscrits dans différentes disciplines : athlétisme, football, hockey sur gazon, marche, rugby, tennis, sis dans le site de Vidy à Lausanne.
Lausanne Amis-Gymnastes (AGL) est un club de gymnastique, fondé en 1884 comptant quelque 1 500 membres adultes et enfants.

#### Manifestations sportives

##### Manifestations sportives annuelles

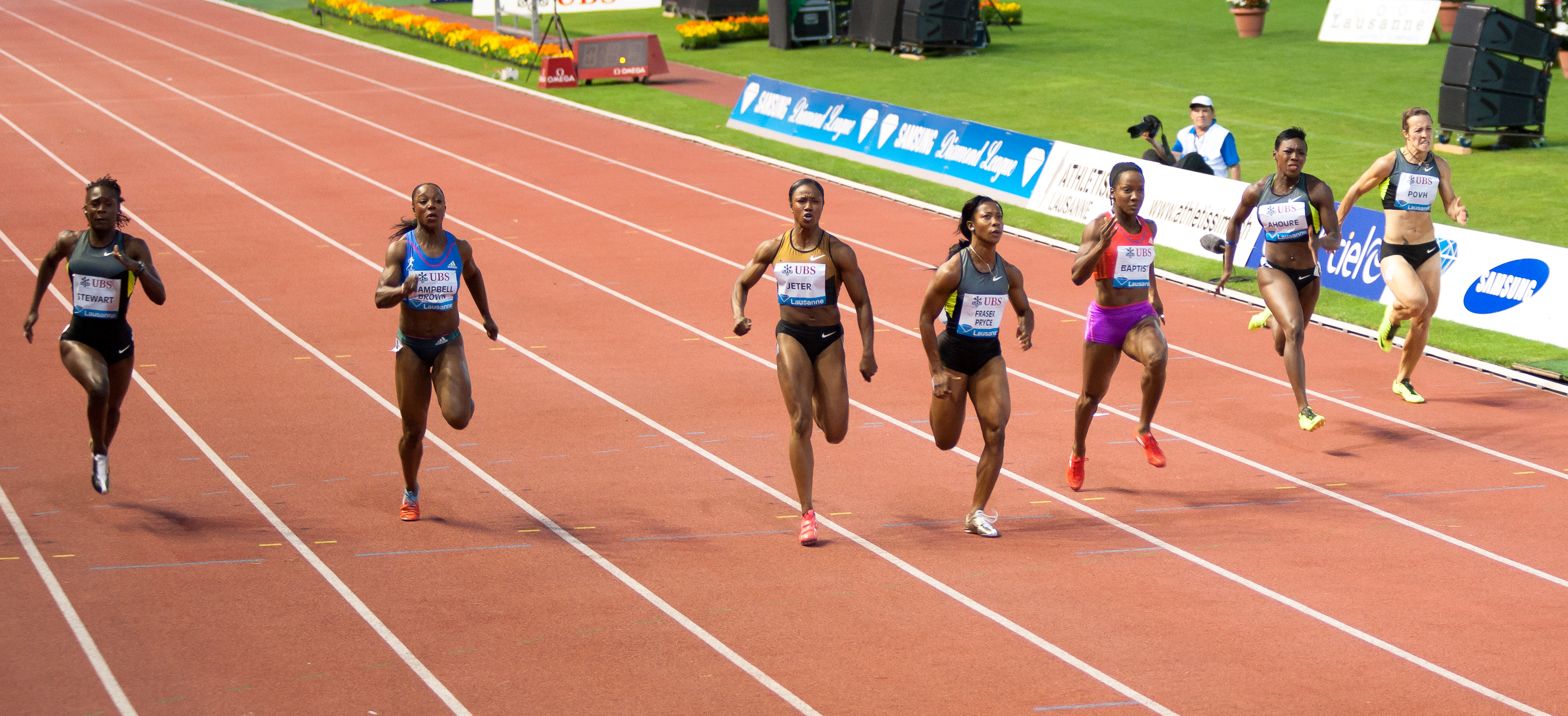
Épreuve du 100 mètres féminin, Athletissima 2012.

Les 20 km de Lausanne, une course pédestre populaire créée en 1982 qui a lieu fin avril. C'est la troisième course à pied de Suisse en nombre de participants.
Athletissima, un meeting international d'athlétisme créé en 1977. C'est une des étapes de la Ligue de diamant depuis 2010. La manifestation se déroule au Stade olympique de la Pontaise en juillet.
Le Ladies Open Lausanne, un tournoi de tennis féminin sur terre battue du circuit WTA Tour. La compétition se déroule au Tennis Club du Stade-Lausanne de Vidy en juillet. Ce tournoi a été créé en 2019 pour remplacer le tournoi de Gstaad.
Le Triathlon de Lausanne, un Triathlon créé en 1994 qui se déroule en août ou en septembre.
Le Marathon de Lausanne, course pédestre créée en 1993 qui a lieu fin octobre.
La Christmas Run, une course pédestre créée en 2007 sous le nom de Midnight Run, qui a lieu chaque année en décembre autour de la colline de la Cité, et qui propose notamment des courses déguisées sur le thème de Noël.

##### Manifestations sportives ponctuelles

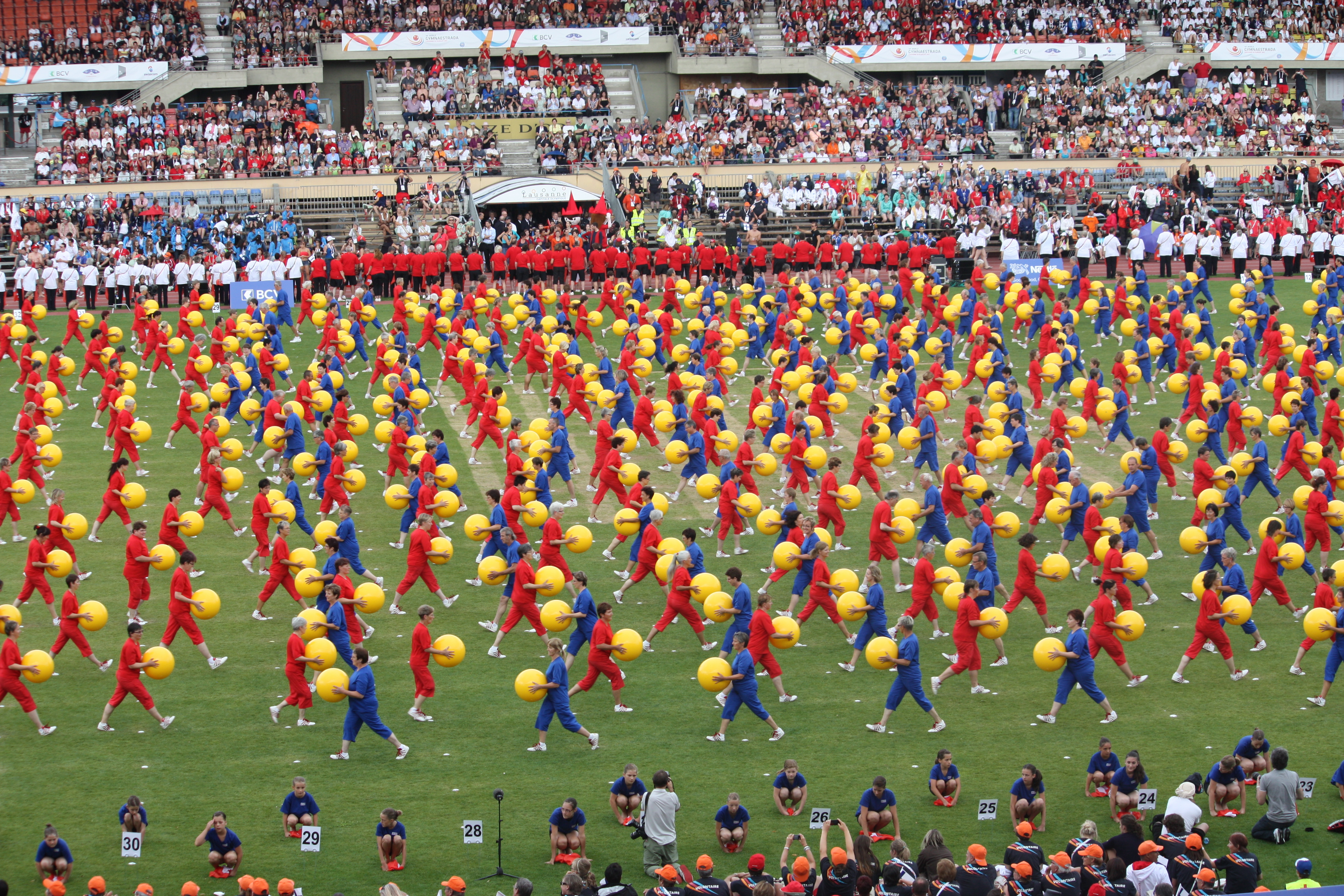
Une représentation, à la Gymnaestrada 2011, à Lausanne.

De nombreux championnats internationaux se déroule à Lausanne tels que du curling, du twirling, du patinage artistique, de la danse classique, de la gymnastique, du basket-ball, du badminton, du tir à l'arc, de la course d'orientation et du cyclisme. Lausanne a été plusieurs fois étape de la course cycliste du Tour de Romandie.
Du 10 au 16 juillet 2011, la ville a organisé Gymnaestrada, une rencontre mondiale de gymnastique qui a lieu tous les quatre ans.
Du 9 janvier au 22 janvier 2020, Lausanne fut la ville hôte des Jeux olympiques de la jeunesse d'hiver de 2020. Cette 3e édition a réuni 1880 athlètes de 15 à 18 ans. Les jeux ont compté 81 épreuves dans 16 disciplines. Lausanne a accueilli les compétitions de patinage artistique, de patinage de vitesse sur piste courte et de hockey sur glace dans le complexe sportif de la Vaudoise aréna. L'esplanade du Flon, située dans le quartier du Flon, a accueilli les cérémonies de remise de médailles. Le village olympique était installé dans le Vortex, un immeuble résidentiel de 712 appartements en forme d'anneau de 137 mètres de diamètre extérieur. Cet immeuble est à présent utilisé comme résidence pour étudiants du campus de l'UNIL et de l'EPFL.

### Médias

#### Télévision
De 1993 à juin 2009, Lausanne et sa région ont disposé d'une chaîne de télévision. Cette chaîne, Tvrl, couvrait la ville et ses communes limitrophes. Elle a été remplacée depuis juillet 2009 par La Télé en raison de la réorganisation des concessions de télévision en Suisse par l'Office fédéral de la communication. Cette nouvelle chaîne couvre désormais les canton de Vaud et canton de Fribourg.

#### Radio
La Radio suisse romande a son siège dans le quartier de la Sallaz. Les radios privées LFM et Rouge FM ont leurs studios respectivement près de la gare.

#### Câble
Les ménages disposant de la télévision par câble ont accès à 40 chaînes de TV analogique, 110 chaînes TNT, 20 stations radio TNT, 95 chaînes numériques DVB-C, 65 chaînes numériques DVB-C en bouquets payants, une connexion Internet permanente à haut débit, une ligne téléphonique.

#### Journaux et magazines
24 heures, Le Temps, Le Matin, Lausanne-Cités, 20 minutes, L'Illustré et Bilan sont les principaux journaux et magazines suisses lus par les Lausannois et les Vaudois. Le magazine L'Hebdo a paru de 1981 à 2017 ; en 2018, l’édition papier du quotidien Le Matin a été supprimée.

#### Internet
La ville de Lausanne offre l'accès à Internet sans fil au cœur de la ville et au bord du lac par neuf accès Wi-Fi disponibles sur les principales places de la ville : la Gare de Lausanne, Flon, Palud, Riponne, Saint-François, Montbenon, Navigation, Port, Service des automobiles et l'aéroport de Lausanne-Blécherette, ce qui permet aux Lausannois et aux touristes de passage d’accéder gratuitement à Internet.

## Économie

### Employeurs principaux

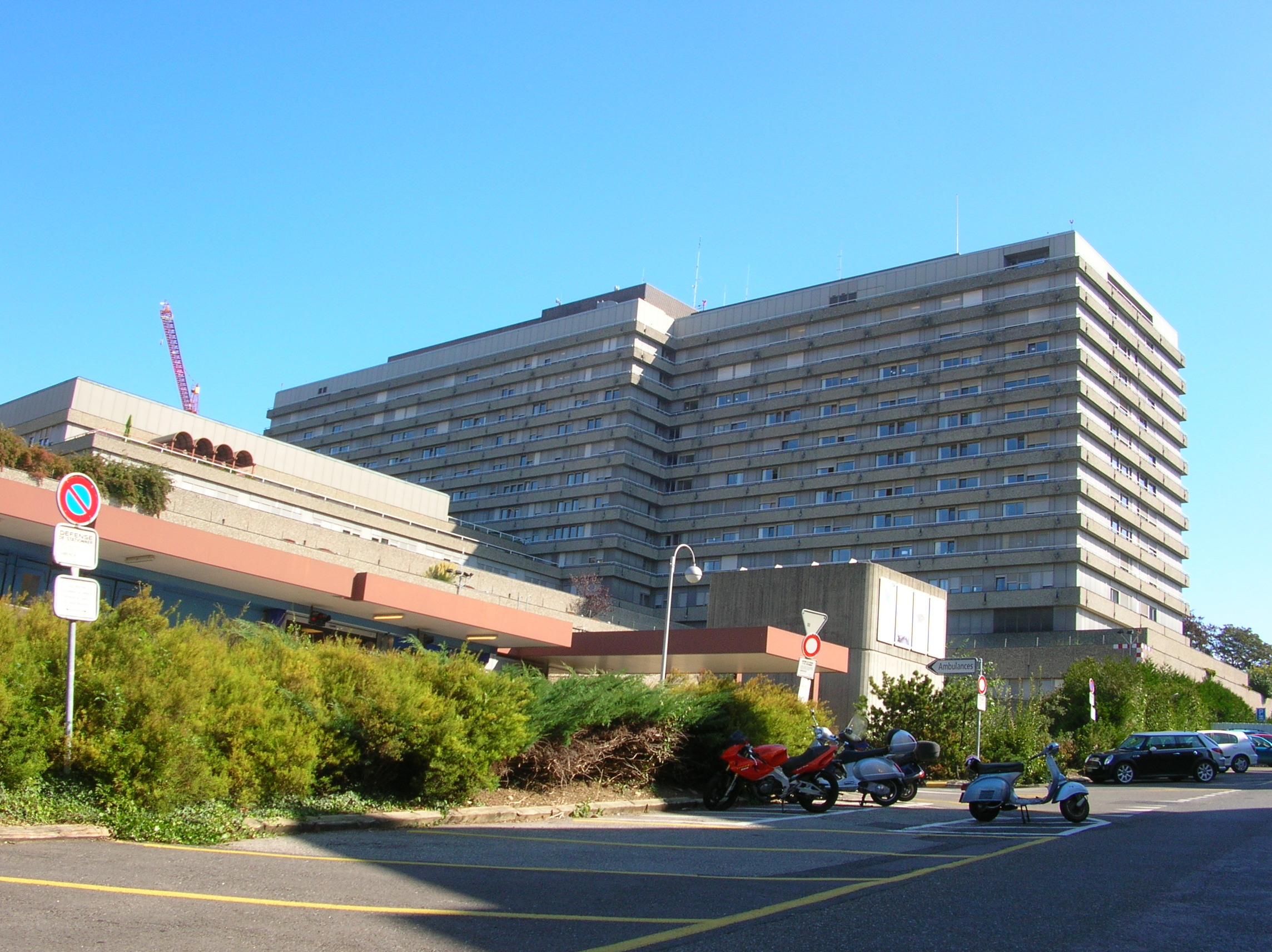
Le bâtiment principal du Centre hospitalier universitaire vaudois (CHUV).

Plus de 14 000 entreprises sont domiciliées à Lausanne et dans sa région, un espace de 312 km2 où plus de 260 000 personnes vivent. Elles offrent plus de 180 000 places de travail principalement dans le secteur tertiaire. Parmi ces entreprises figurent de nombreuses multinationales de renom.
Ces entreprises sont actives dans des secteurs de pointe comme les sciences de la vie, les micro- et nanotechnologies, les techniques de l’information et des communications (TIC), les technologies liées à l’énergie et à l’environnement, les technologies liées à l’agro-alimentaire, ainsi que dans le tourisme et la finance.
Avec 11 575 employés, le Centre hospitalier universitaire vaudois (CHUV) est le premier employeur de la ville. Viennent ensuite les administrations publiques de la commune de Lausanne et du canton de Vaud, qui emploient 4 500 personnes.
Les plus grandes écoles de la région, l'Université de Lausanne (UNIL) et l'École polytechnique fédérale de Lausanne (EPFL), emploient respectivement 3 700 et 4 000 personnes.
Le centre opérationnel de Philip Morris International emploie 2 000 personnes. Le siège de Bobst Groupe employait 2 300 personnes avant son déménagement en région lausannoise en 2013. Les Transports publics de la région lausannoise (TL) emploient 1 000 personnes. La capitale vaudoise accueille le siège de Nespresso SA, filiale de la multinationale Nestle. Dans le domaine des nouvelles technologies, des entreprises telles que Kudelski ou encore Logitech, installée à l'EPFL, profitent de l'esprit d'innovation de la ville en y possédant leur siège social.
Parmi les autres employeurs actifs on peut encore citer la banque cantonale vaudoise, les Retraites populaires, la Vaudoise assurances.

### Chômage
Lausanne a l'un des taux de chômage les plus élevés des villes suisses. Il est de 6,2 % en 2022.

## Culture et patrimoine

### Patrimoine bâti

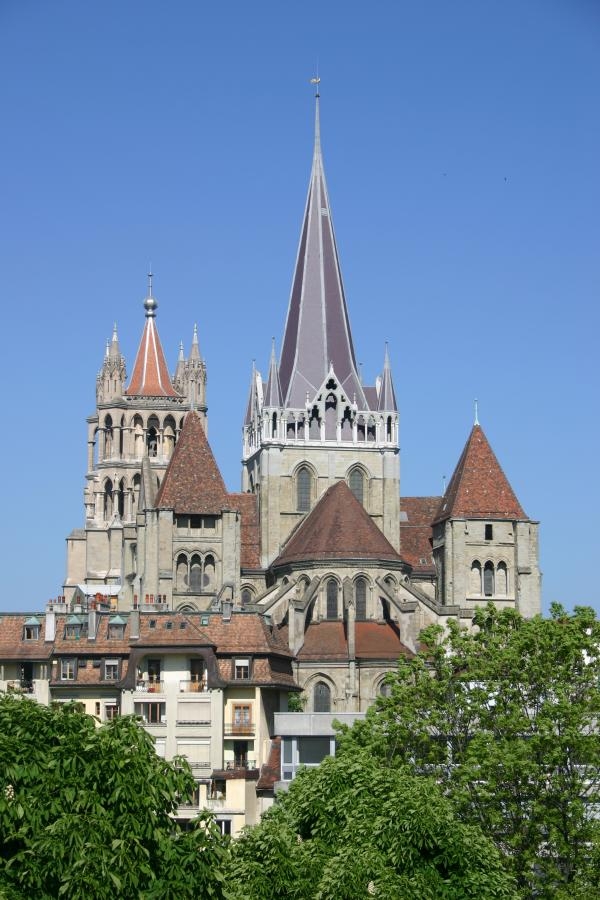
Cathédrale de Lausanne (2004).

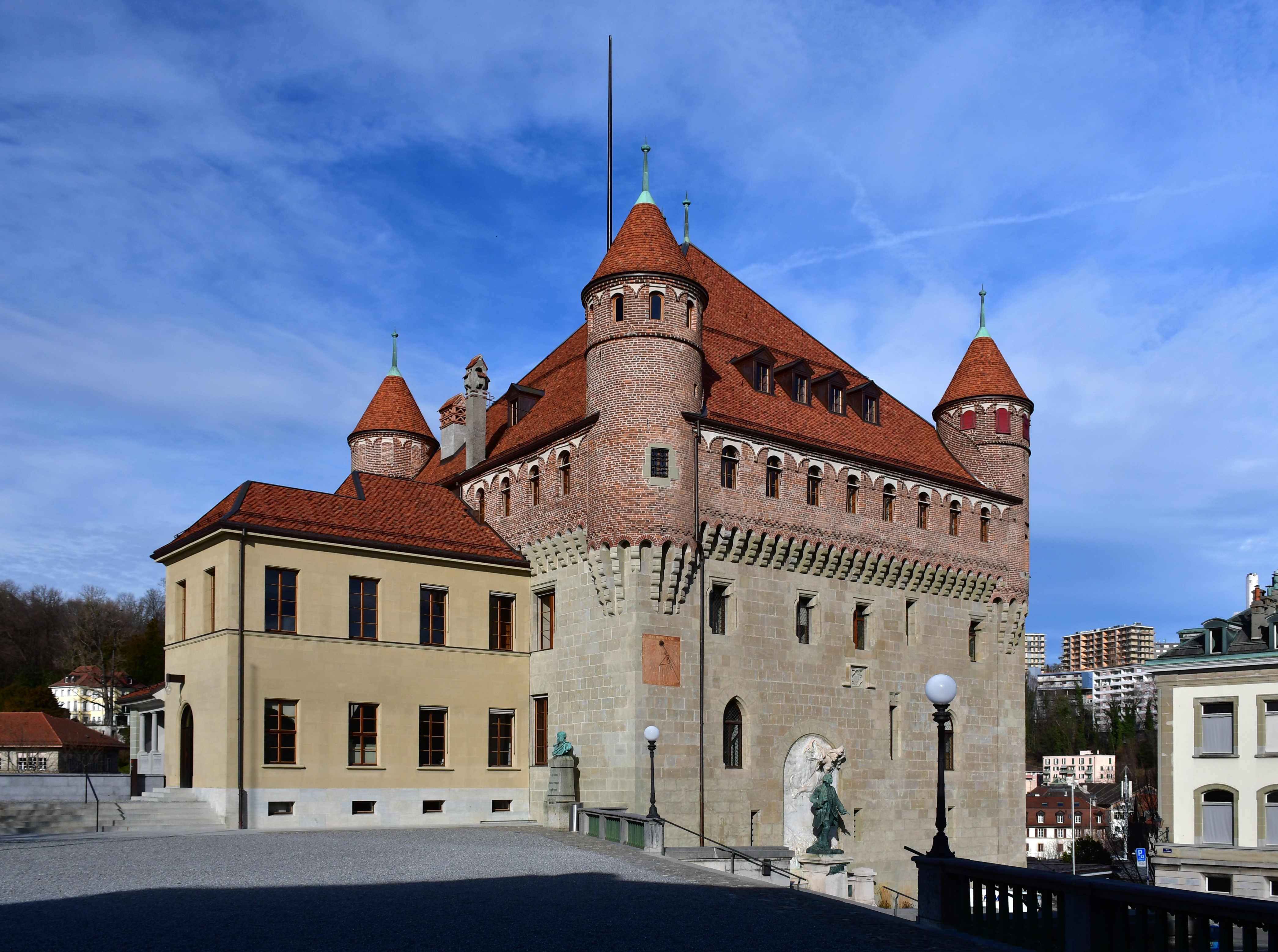
Le château Saint-Maire.

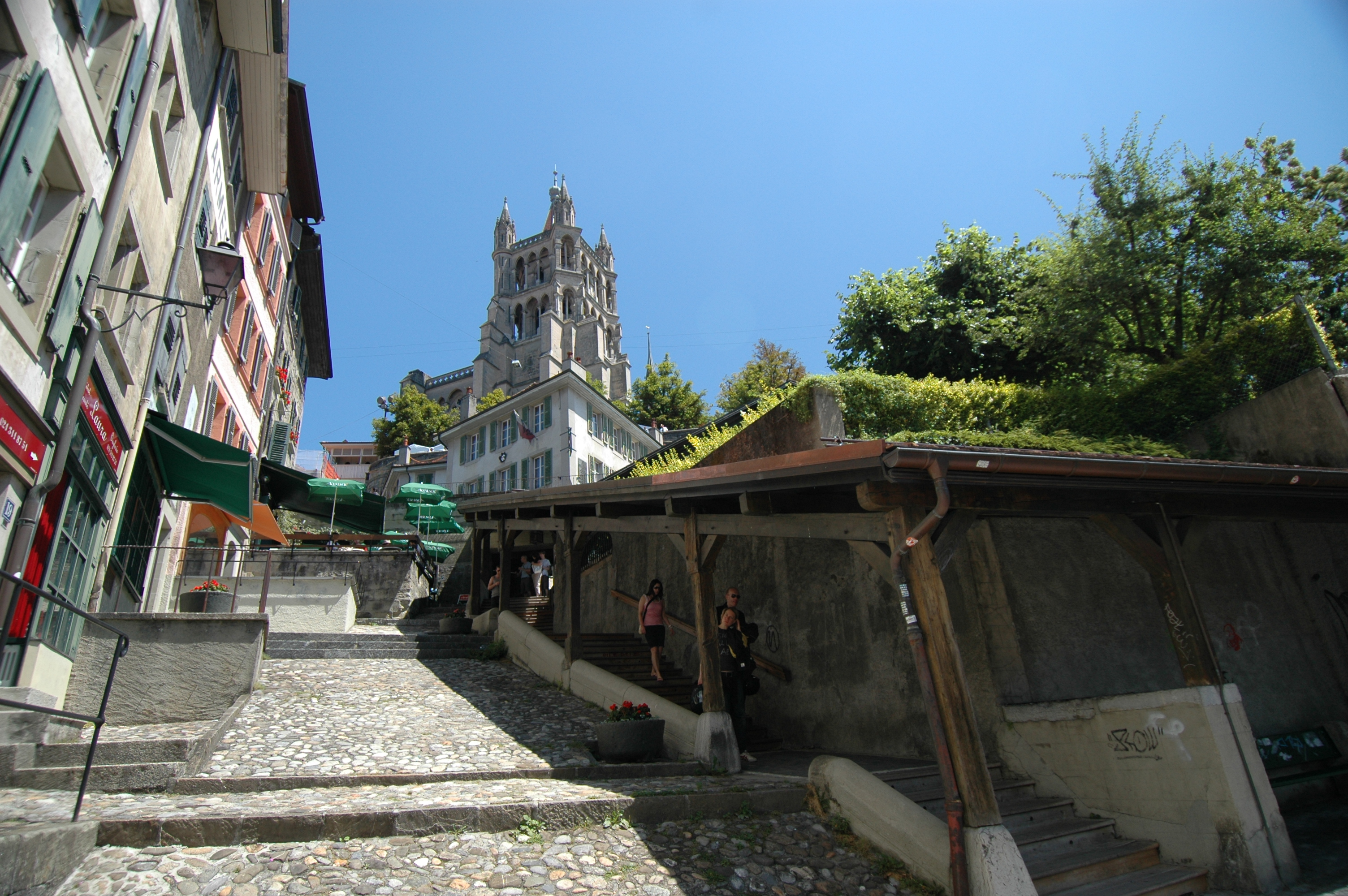
Les escaliers du Marché, avec la cathédrale à l'arrière-plan.

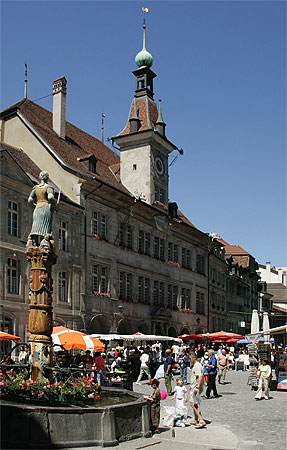
L'hôtel de Ville, avec la fontaine de la justice à l'avant-plan.

#### Édifices religieux
- La cathédrale Notre-Dame, protestante, a été construite pour l'essentiel entre 1170 et 1230 environ. C'est la plus importante cathédrale gothique de Suisse, tirant ses modèles du nord de la France (Laon) et du sud de l'Angleterre (Canterbury). Son célèbre Portail peint est l'un des rares en Europe à conserver encore des traces importantes de sa polychromie d'origine. La cathédrale a été restaurée dans les années 1870 par Viollet-le-Duc, qui meurt à Lausanne en 1879, alors que le chantier bat son plein. La cathédrale abrite aussi un des derniers guets[150] d'Europe, qui clame l'heure aux quatre points cardinaux depuis le beffroi, 365 jours par an, de 22h à 2h.
- L'abbaye Notre-Dame-de-Bellevaux (disparue), fondée en 1267/1268 et fermée en 1536[151].
- L’église réformée Saint-François, située sur la place éponyme, a été édifiée entre les XIIe et XIIIe siècles. Elle tient son nom des moines franciscains qui y avaient été appelés pour assurer le service religieux[152].
- L’église réformée Saint-Laurent a été bâtie entre 1716 et 1719 sur les vestiges d'une ancienne église médiévale. Elle se situe aujourd'hui au cœur du réseau de rues piétonnes du centre-ville[153].
- La basilique Notre-Dame du Valentin, catholique, bâtie en 1832 par l'architecte Henri Perregaux.
- L'église écossaise, bâtie en 1877 d'après les plans d'Eugène Viollet-le-Duc.
- L'église anglaise, située dans le quartier Sous-Gare.
- L'église allemande de Villamont.
- La chapelle du Valentin, affiliée à l'Église évangélique méthodiste en Suisse, située sur la place de la Riponne.
- La chapelle catholique apostolique.
- La synagogue, située proche du quartier de Georgette.
- L'église orthodoxe grecque Saint-Gérassimos sise à côté de la synagogue.
- La mosquée, située sous la gare.

- Le Cercle lausannois des Âmes intérieures, mouvement piétiste, se réunissait anciennement pour ses cultes à la rue Vuillermet 1.

##### Patrimoine religieux duXXesiècle
Lieux protestants du XXe siècle
- L'église protestante de Saint-Luc (rue de la Pontaise), 1938-1940, par l'architecte Paul Lavenex[154].
- Chapelle de Malley, protestante (ch. de Rionza 2), construite en 1952 par l'architecte Pierre Margot. 46° 31′ 29″ N, 46° 31′ 29″ E[155].
- Chapelle des Râpes, protestante (Route du Jorat 76), construite en 1959-1961 par l'architecte Pierre Maurel. 46° 33′ 23″ N, 6° 41′ 46″ E[156].
- Chapelle de la Croisée, Evangelische Stadtmission (Av. Marc-Dufour 15), construite en 1964 par l'architecte Laurent D'Okolski. 46° 31′ 10″ N, 6° 37′ 13″ E[157].
- Maison de paroisse et chapelle de Béthusy, protestante (av. Charles-Secrétan 2), construite en 1959-1960 par l'architecte Jean-Pierre Cahen. 46° 31′ 14″ N, 6° 38′ 38″ E[158].
- Église Saint-Mathieu, protestante (ch. de Pierrefleur 20), construite en 1974-1979 par l'architecte Marc Vuarin. 46° 32′ 04″ N, 6° 37′ 04″ E[159].
- Temple de Montriond, protestant (av. de la Harpe 2bis), construit en 1962-1964 par l'architecte Jean-Pierre Cahen. 46° 30′ 53″ N, 6° 37′ 30″ E[160].
- Temple de Saint-Marc, protestant (av. de Sévery), construit en 1950-1951 par les architectes Pierre Bonnard, Édouard-Philippe Boy de la Tour. 46° 31′ 39″ N, 6° 36′ 43″ E[161].
- Temple de Sévelin, protestant (av. de Tivoli 74), construit en 1959-1961 par les architectes Jean-Pierre Cahen, Pierre Margot, et Frédéric Gilliard. 46° 31′ 16″ N, 6° 36′ 50″ E[162].

Lieux catholiques et Vieux-catholiques du XXe siècle
- Chapelle du Foyer du Servan, (Église Sainte-Marie-du-Servan), vieille-catholique (Av. des Acacias 14), construite en 1960 par l'architecte Jacques Dumas. 46° 30′ 45″ N, 6° 37′ 57″ E[163].
- Chapelle du Saint-Esprit, catholique romaine (chemin du Boisy 21), construite en 1966 par l'architecte Laurent D'Okolski. 46° 32′ 00″ N, 6° 36′ 58″ E[164].
- Église de La Sallaz, catholique romaine (route de Berne 97), construite en 1950-1967, architecte ----. 46° 32′ 10″ N, 6° 38′ 52″ E[165].
- Église Saint-Amédée, catholique romaine (route du Pavement 97), construite par les architectes Fernand Dumas (1951) et Patrick Mestelan et Bernard Gachet (1966-1967). 46° 32′ 21″ N, 6° 38′ 03″ E[166].
- Église Saint-Étienne, catholique romaine (route d'Oron 10),construite en 1951 par les architectes J. Perrelet et Marco Ceccaroli. 46° 32′ 03″ N, 6° 38′ 56″ E[167].
- Église Saint-Jacques, protestante (av. du Léman 26), construite par les architectes Marcel Maillard et Jacques Maillard 46° 30′ 56″ N, 6° 38′ 52″ E[168].
- Église Saint-Nicolas-de-Flüe, catholique romaine (av. de Chailly 38), construite en 1962-1965 par l'architecte Charles Pellegrino. 46° 31′ 25″ N, 6° 39′ 15″ E[169].
- Église Sainte-Thérèse, catholique romaine (ch. du Couchant 15), construite en 1950-1951 par les architectes Georges Rosset et Marcel Mathey. 46° 31′ 11″ N, 6° 36′ 34″ E[170].
- Église Saint-André, catholique romaine (ch. du Bois-Gentil 9), construite en 1969, architecte ---- 46° 32′ 17″ N, 6° 37′ 28″ E[171].
- Église Saint-Joseph, catholique romaine (av. de Morges 66), construite en 1954 par l'architecte Jean Antonetti. 46° 31′ 37″ N, 6° 36′ 32″ E[172].

Lieux œcuméniques du XXe siècle
- Centre œcuménique et de quartier du Bois-Gentil (ch. Du Bois-Gentil 9), construit en 2001-2002 par l’architecte Jean-Pierre Merz 46° 32′ 18″ N, 6° 37′ 27″ E[173].
- Chapelle du cimetière de Montoie, œcuménique (ch. du Capelard 5), construite en 1970-1972 par l'architecte Frédéric Brugger. 46° 31′ 10″ N, 6° 36′ 23″ E[174].

Autres du XXe siècle
- Église de la Science Chrétienne (First Church of Christ Scientist) (av. Saint-Luce 9), construite en 1952 par l'architecte Jean-Pierre Cahen. 46° 31′ 04″ N, 6° 37′ 58″ E[175].

- Temple maçonnique. La loge « Espérance et cordialité »[176] (av. de Beaulieu 17), où se réunissent les francs-maçons lausannois, est établie dans un immeuble construit en 1951-1952 par les architectes Eugène d'Okolski (1883-1975) et son fils Laurent d'Okolski(1913-1985)[177].

#### Châteaux fortifications et édifices civils
- Situé à proximité de la cathédrale et construit entre 1400 et 1430, le château Saint-Maire appartient maintenant au canton de Vaud et est le siège du gouvernement cantonal. Siège de l’Évêque jusqu'à la Réforme, en 1536, il devient ensuite le siège du pouvoir bernois en servant de résidence aux baillis, ce jusqu'en 1798. L'édifice gothique tardif a été restauré vers 1900 ; son aspect actuel résulte en grande partie de ces importants travaux (façade côté place, décor intérieur). La Chambre de l’Évêque conserve toujours un décor du début du XVIe siècle, notamment une remarquable cheminée finement sculptée.
- L'ancien évêché de Lausanne abritait les évêques de Lausanne avant la construction du château Saint-Maire. Érigé entre le XIe et le XVe siècle, puis plusieurs fois reconstruit à partir du XVIIIe siècle, il héberge aujourd’hui le Musée Historique de Lausanne[178].
- La tour de l'Ale est un vestige encore sur pied du mur d'enceinte protégeant autrefois la ville.
- Situé sur le rivage du lac Léman, le château d'Ouchy a été construit en 1170 par l'évêché de Lausanne (complètement reconstruit, à l'exception de la tour maîtresse, sous forme d'hôtel, dans les années 1890).
- L'hôtel de ville de Lausanne a été édifié entre 1673 et 1675 entre la place de la Palud et la place de la Louve. En plus de ses fonctions administrative et politiques toujours en vigueur, l'Hôtel de Ville remplissait à l'origine également une fonction économique, abritant une halle marchande au rez-de-chaussée, ainsi qu'une fonction défensive grâce à son clocher qui avertissait des dangers[179].
- Le gibet de Lausanne se situait à Vidy sous l'Ancien Régime. Le major Abraham Davel y a été décapité le 24 avril 1723. Un monument commémore sa mémoire sur ce site, qui a été fouillé en 1898 par l'archéologue Albert Naef[180]. Les nombreux ossements de condamnés retrouvés à cette occasion ont été déposés provisoirement à la chapelle de la Maladière, puis sans doute réenterrés sous le monument élevé en 1899[181]. Le site est maintenant englobé dans le grand ensemble du parc Louis-Bourget. Vidy a abrité le gibet et l'échafaud de Lausanne de 1544 jusqu'à l'abolition de la peine de mort dans le canton de Vaud en 1874[182]. La dernière Vaudoise exécutée à Vidy fut l'incendiaire Marie Marguerite Durussel en automne 1818 et le dernier Vaudois fut Héli Freymond en 1868[183].

#### Édifices publics
- Le bâtiment du Grand Conseil, élevée en 1803 par l'architecte Alexandre Perregaux. Détruit par un incendie accidentel en 2002, il a été reconstruit par le bureau d'architecture Atelier Cube (Marc-Henri Collomb) et, pour ce qui est de l'aménagement intérieur en bois, par l'architecte Yves Weinand, professeur et directeur du laboratoire de construction iBois de l'Ecole polytechnique fédérale de Lausanne. Il a été inauguré en 2017.
- Le palais de Rumine est un édifice de style néo-renaissance florentine, construit en 1896 par l'architecte lyonnais Gaspard André à proximité du centre-ville et de la cité. Il sert aujourd'hui de musée. L'architecte, Gaspard André, a ultérieurement reconnu qu'il aurait plutôt choisi le style de la Renaissance bernoise, s'il avait visité l'emplacement avant d'élaborer ses plans[184].

#### Édifices de plaisance
- Le pavillon néoclassique de l'Abbaye de l'Arc, doté d'une grande terrasse pour l'exercice du tir, a été bâti à Montbenon en 1814 par l'architecte Henri Perregaux.
- Le Cercle littéraire (place Saint-François 7) a été fondé en 1819 afin de mettre à disposition des amateurs de littérature une salle de lecture où ils puissent se tenir au courant des récentes publications[185]. Depuis 1821, le Cercle a son siège dans une maison reconstruite en 1788 pour Jean-Samuel Loys de Correvon. En 1855, le rez-de-chaussée est modifié à l’occasion du nivellement de la place pour abriter le magasin du Bazar vaudois. Le bel-étage, toujours occupé par le Cercle littéraire, comporte, donnant sur la place Saint-François, des pièces de réception (billard et grand salon) qui ont conservé leur remarquable décor (boiseries, stucs) d’esprit Louis XVI[186].
- L'hôtel Beau-Rivage Palace est un palace cinq étoiles construit en 1861 (aile Beau-Rivage) et en 1908 (Palace) sur le rivage du lac Léman, et le Lausanne Palace est un palace construit en 1915 au centre-ville.

#### Architecture duXXesiècle
- Le palais de Beaulieu est un centre de congrès et d'expositions de 55 000 m2 construit en 1915 au nord de Lausanne et dans lequel se déroulent plus de 200 manifestations par année. Le palais abrite également le Théâtre de Beaulieu, le plus grand de Suisse avec 1 844 places[187].
- Le Tribunal fédéral, autorité judiciaire suprême de la Suisse, se trouve désormais dans le Parc de Mon-Repos dans un Palais de style néo-classique construit en 1927.
- La tour de Bel-Air, considérée comme le premier gratte-ciel de Suisse lors de son édification en 1931. Un bâtiment de dix-neuf étages haut de 68 mètres, il contient une salle de spectacle, des commerces et des bureaux.
- Les tours du Valentin (1964-1976), un exemple d'architecture brutaliste[188].
- La Bourdonnette (1966-1973) ensemble d'habitation par l'architecte Jean-Pierre Desarzens, premier exemple lausannois utilisant à large échelle le béton moulé[189].
- Ensemble Riant-Mont (1936-1943), par l'architecte Paul Mayor (1906-1973), constitué de huit blocs d'habitation distincts[190].

#### Collèges et écoles
Les établissements scolaires publiques du cycle primaire et secondaire de la ville de Lausanne accueillent quelque 13 000 élèves. Les établissements privés en accueillent environ 750. La scolarité est régie par le système du canton de Vaud. L'école obligatoire comprend 11 années d'enseignement pour chaque enfant dès l'âge de 4 ans révolu au 31 juillet.

### Places et espaces

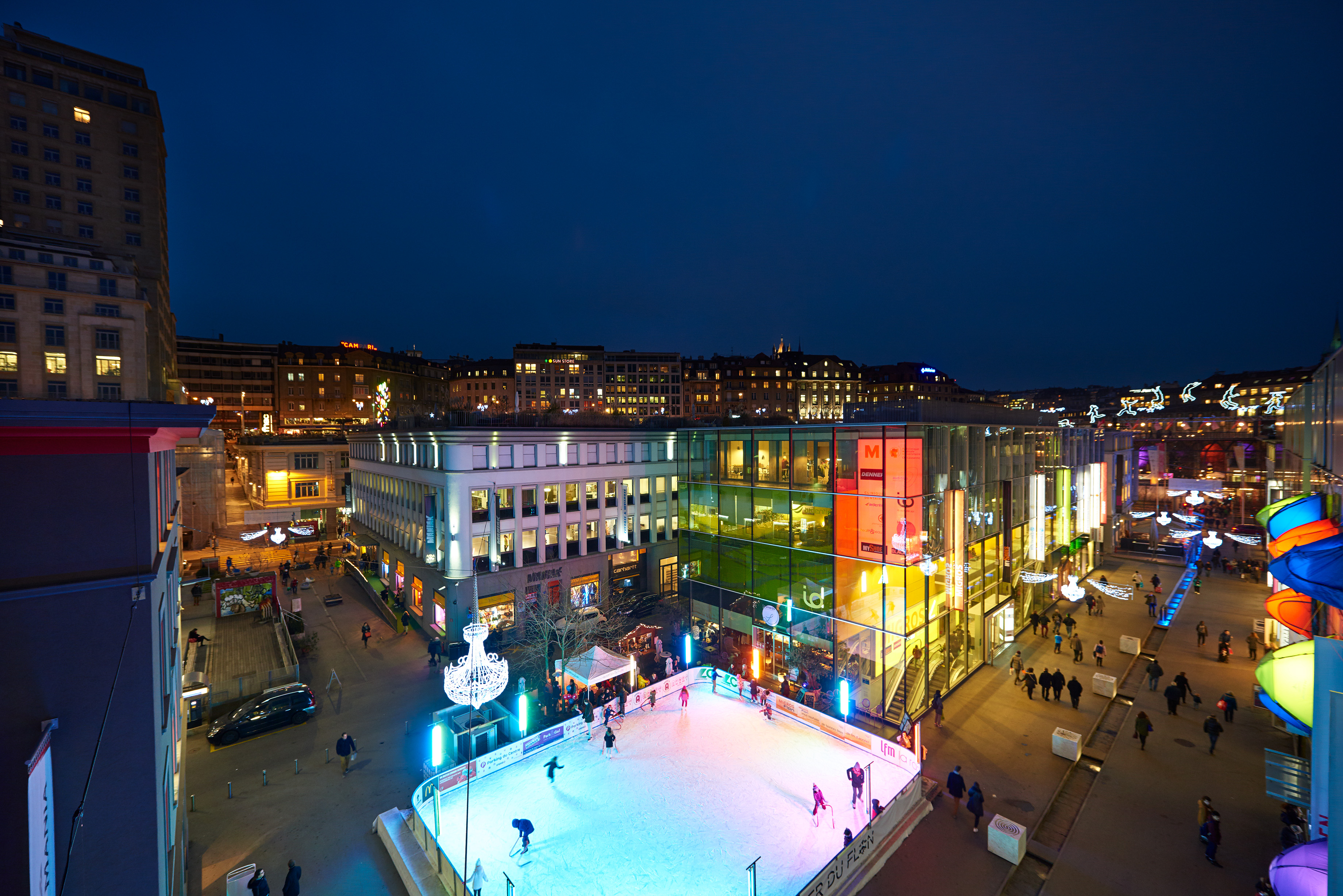
Patinoire temporaire installée dans le quartier du Flon, hiver 2016.

- La place de la Palud et ses bâtiments des XVIIIe et XIXe siècles : chaque heure, de 8 h à 19 h, une horloge s'anime et présente quelques éléments d'histoire lausannoise. C'est sur cette place que se trouve l'hôtel de ville et ses arcades.
- Ouchy, ses quais et la place de la Navigation : endroit de détente pour les Lausannois avec ses quais, ses grands bassins, son carrousel, sa place de jeux, ses jeux d'échecs et ses pistes de slalom pour rollers et skate-boarders.
- La place Saint-François en quelque sorte le centre névralgique de la ville de Lausanne. Plus de dix lignes de bus y passent et la place est un important lieu de passage du trafic urbain. La partie piétonne de la place est très fréquentée notamment grâce à ses nombreux restaurants, marchés et boutiques.
- La place de la Riponne : bordée par le Palais de Rumine et ses musées. Grand marché extérieur le mercredi et le samedi.
- Le Flon : un lieu branché. On y trouve de nombreux commerces, des boîtes de nuit, des bars, et des cinémas. Une petite patinoire y est montée en hiver.
- La place Saint-Laurent (devenue place du 14-Juin) est une ancienne place médiévale située en plein centre ville. On y trouve le marché du centre-ville, de nombreux commerces et une église protestante de style baroque.
- La place Pépinet est une place piétonne qui a la particularité de se trouver, du côté de la rue Centrale, au lieu de confluence des rivières Louve et Flon ; elles ont été voûtées et leurs vallons comblés au XIXe siècle.
- La place Chauderon se situe à l'extrémité nord du pont Chauderon. Sur cette place du centre-ville se trouvent le siège de la bibliothèque municipale de Lausanne, l'administration communale ainsi que, au nord, l'imposant bâtiment de l'ancien Crédit foncier vaudois (1908-1910, par les architectes Francis Isoz et Charles Brugger, agrandi à l'ouest en 1932-1933 par Louis Dumas[193]. (L'édifice abrite aujourd'hui les archives de la Banque cantonale vaudoise). La place est aussi un important carrefour du trafic urbain de Lausanne.
- La place du Tunnel se situe en contrebas nord-ouest de la colline de la Cité. La place est entourée de bâtiments construits entre la fin du XVIIIe et le début du XIXe siècle qui sont aujourd'hui occupés par des restaurants, cabarets et bars. Le tunnel de la Barre se situe à l'est de la place et a été percé à la même époque que le Grand-Pont, tous deux faisant partie du projet de ceinture urbaine de l'ingénieur cantonal de l'époque, Adrien Pichard (1830-1840).
- La place de la Sallaz, centre névralgique du quartier Sallaz/Vennes/Séchaud, au nord-est de la ville ; elle accueille de nombreux commerces et des restaurants.

### Parcs et jardins

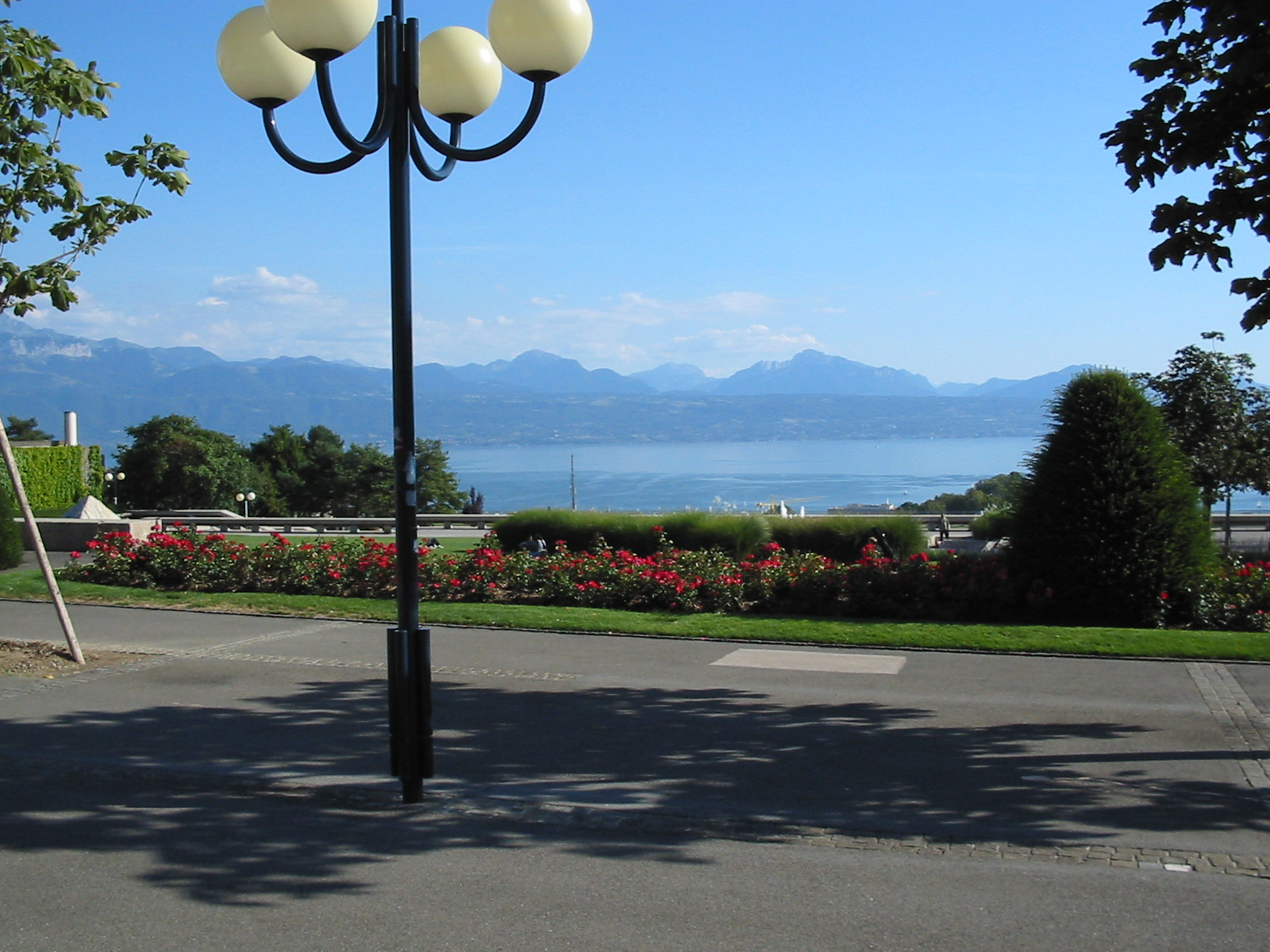
L'esplanade de Montbenon.

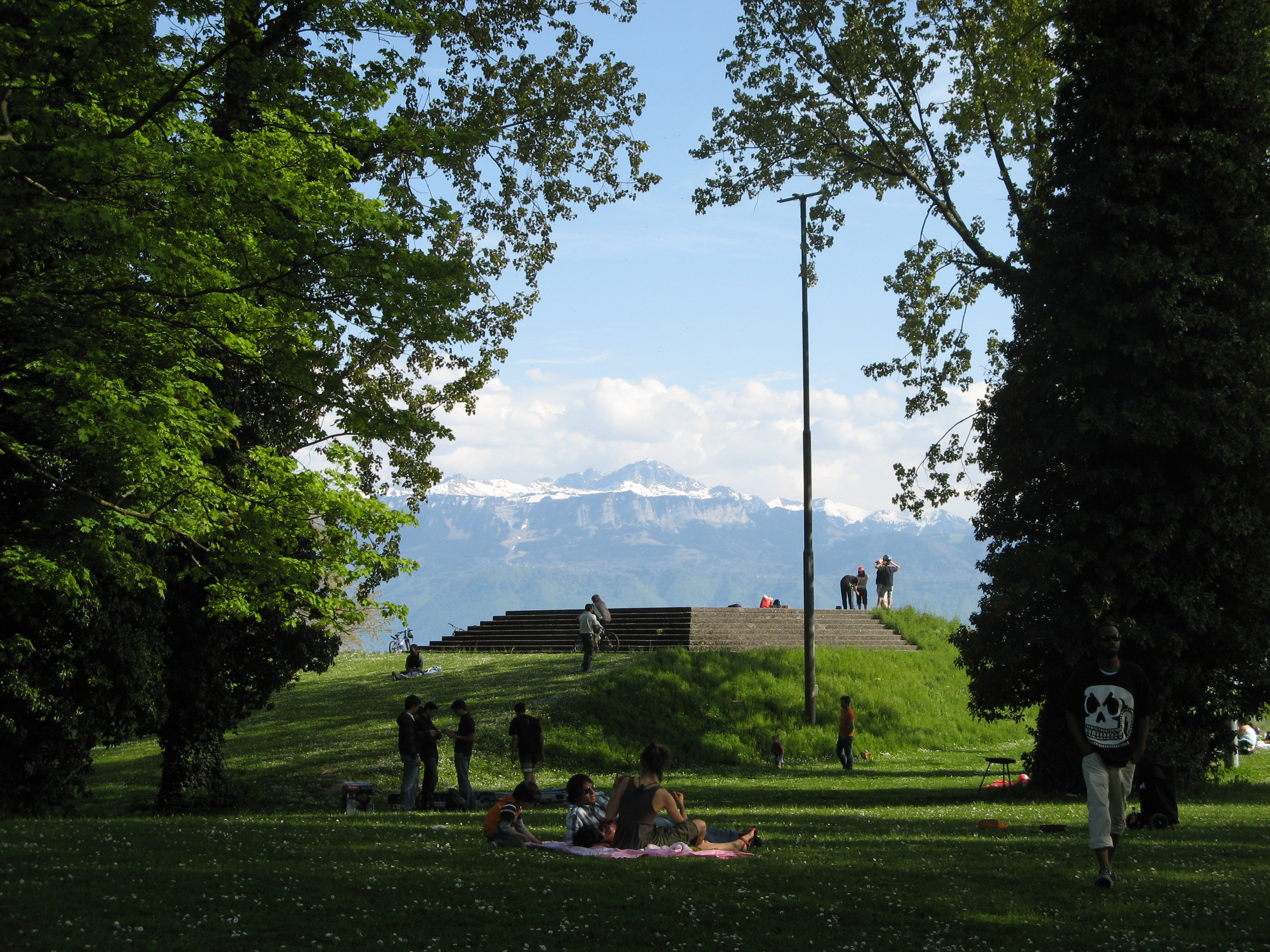
Quartier de Vidy au bord du lac Léman.

Lausanne est considérée comme l'une des villes les plus vertes d'Europe,. Elle compte de nombreux parcs, dont notamment :
- le jardin botanique de Lausanne (ou jardin botanique du Crêt-de-Montriond) ;
- l'esplanade de Montbenon qui offre une vue panoramique sur le lac Léman et les Alpes ;
- le parc de Mon-Repos, un parc à l'anglaise avec sa copie de ruine médiévale et sa volière ;
- le parc de Milan, regroupant la place de Milan et le Crêt de Montriond ;
- le parc du Denantou ;
- le parc de Valency ;
- la promenade Derrière-Bourg ;
- la promenade de la Vuachère dans le quartier de Chailly ;
- la campagne des Cèdres ;
- la campagne du Désert ;
- le bois de Sauvabelin, avec le lac de Sauvabelin et la tour de Sauvabelin ;
- le quartier de Vidy ;
- le cimetière du Bois-de-Vaux ;
- la Vallée de la Jeunesse, vallée proche de la Maladière. Il s'agit d'un vestige de l'exposition nationale de 1964. Elle possède un parc, un musée et un espace de jeux dotés d'une magnifique vue sur le lac et les Alpes ;
- la campagne de l'Hermitage et la colline du signal situés entre la fondation de l'Hermitage et le bois de Sauvabelin ;
- Le Chalet-à-Gobet est notamment une zone récréative sur les hauts de la ville dans le Jorat ;
- la commune possède 1 882 hectares de forêt dont 1 500 sont situés sur le territoire communal, en grande partie dans les zones foraines, dans les Bois du Jorat, qui constituent par ailleurs un lieu de promenade prisé des Lausannois. On y trouve notamment des refuges, le Chalet-des-Enfants, l'abbaye de Montheron et des itinéraires thématiques et didactiques tel le chemin des fontaines des bois du Jorat ou le sentier de l'étang de la Bressonne.

### Piscines
Lausanne possède dix piscines, six en plein air et quatre couvertes. Parmi les piscines en plein air, deux grandes sont payantes : Bains de Bellerive au bord du lac Léman, et la piscine à vagues de Montchoisi, qui se transforme en patinoire en hiver, et quatre petites de quartier non payantes : Bellevaux, Boisy, Montétan, Vieux Moulin. Les piscines couvertes sont payantes, mais seule la piscine de Mon-Repos est accessible à tous les publics, et trois petites sont réservées aux sociétés : Les Bergières, Grand-Vennes, Vallée de la Jeunesse.

### Fontaines
La ville compte 310 fontaines. Elles ont fait l’objet d’un recensement en 2013, et un livre fut dédié à ces points d'eau, intitulé Le Guide des fontaines de Lausanne et environs, paru en 2016. La plus emblématique d'entre elles, étant la fontaine de la justice, située sur la place de la Palud.

### Musées

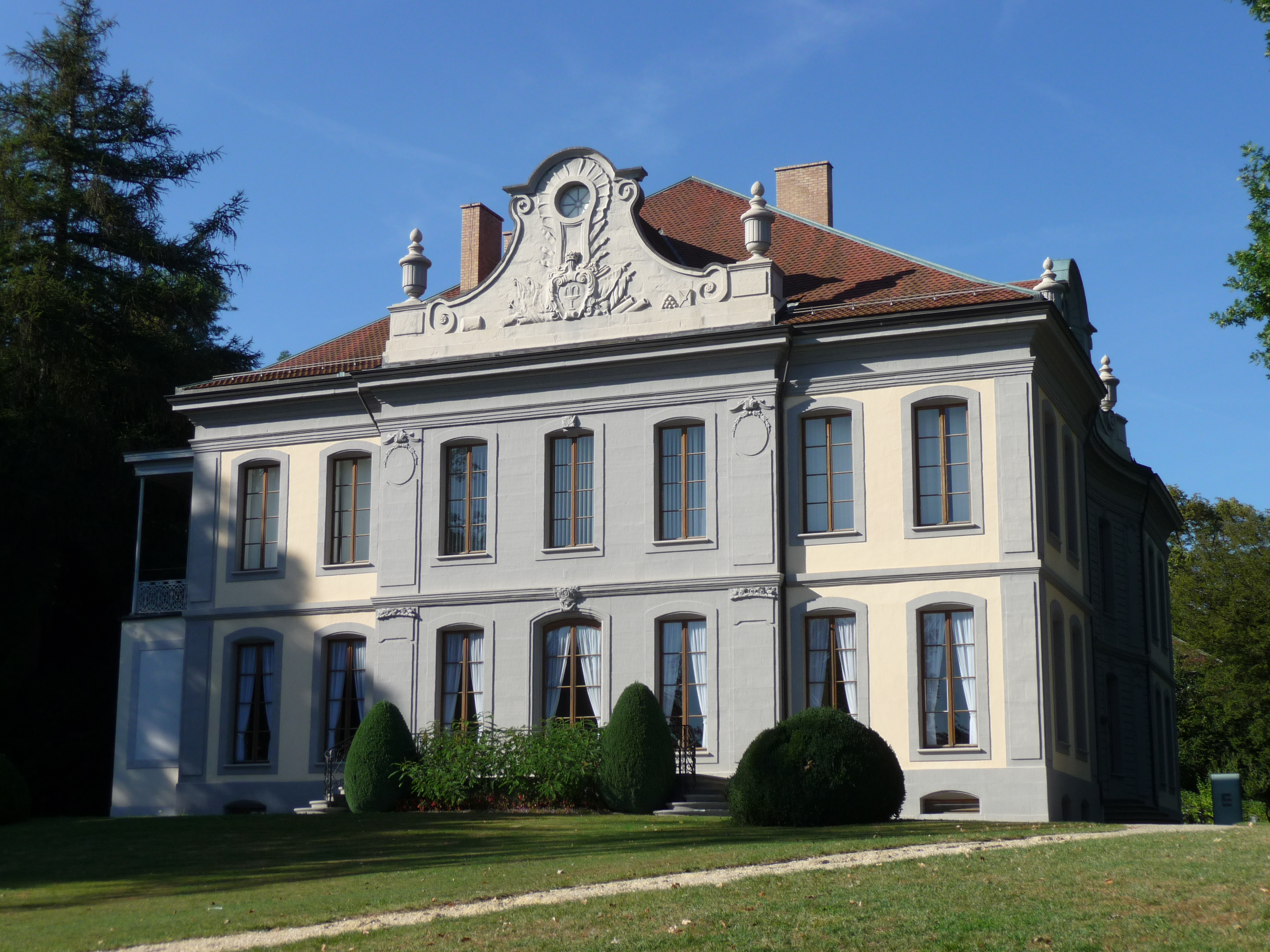
Le musée de l'Élysée, consacré à la photographie.

Lausanne compte 22 musées, dont six musées cantonaux et quatre musées communaux. L’un de ceux-ci, le mudac, a temporairement fermé ses portes en septembre 2020 et rejoint en 2021 la Fondation Plateforme 10, un nouveau quartier des arts regroupant trois musées et deux Fondations à proximité de la gare de Lausanne. Le Musée cantonal des beaux-arts s’y est installé en 2019, le musée de l'Élysée et le mudac y inaugurent leurs nouveaux locaux en 2022.
- Archizoom, situé sur le campus de l'École polytechnique fédérale de Lausanne, présente des expositions sur l'architecture, la construction ou l'urbanisme.
- La Cinémathèque suisse, dont le site principale est installé dans le Casino de Montbenon sur l'esplanade de Montbenon, est un musée qui conserve et archive le patrimoine audiovisuel.
- La Collection de l'art brut, situé dans le quartier de Beaulieu, est un musée qui expose des œuvres d'art provenant d'artistes dépourvus de connaissances artistiques (voir art brut).
- La Fondation de l'Hermitage, située dans le quartier de Sauvabelin, conserve et expose des peintures.
- Le Musée cantonal des beaux-arts, situé à proximité de la gare
- Le Musée historique de Lausanne, situé sur la Colline de la CitéL'entrée du Musée olympique.

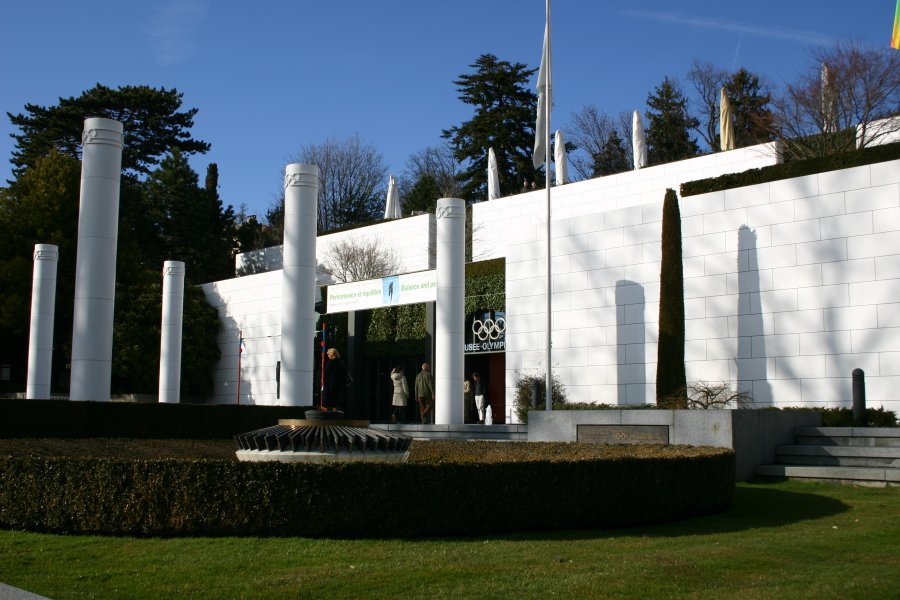
L'entrée du Musée olympique.

- Le Musée de la main, situé dans les bâtiments du Centre hospitalier universitaire vaudois (CHUV) dans le quartier Vallon/Béthusy, est un espace consacré à la culture scientifique, médicale et artistique.
- Le Musée de l’immigration valorise l’interculturalité en exposant des histoires de migrations.
- Aquatis, situé dans le quartier Sallaz/Vennes/Séchaud, à proximité de la station Vennes de la ligne de métro M2, est un aquarium public ainsi qu'un vivarium.
- Le Musée de design et d'arts appliqués contemporains (MUDAC), qui ouvre ses nouveaux locaux à Plateforme 10 fin 2021, expose des œuvres illustrant nos manières de vivre. Ses collections comportent des sculptures, céramiques, œuvres en verre, bijoux et estampes.
- Le Musée olympique, situé sur le rivage du lac Léman, conserve et expose des objets en rapport avec l'histoire des jeux olympiques et du sport.Le palais de Rumine, à la place de la Riponne, qui abrite trois musées et une bibliothèque.

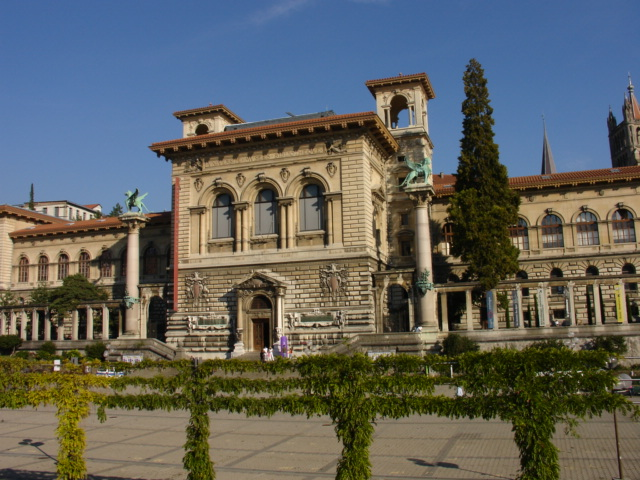
Le palais de Rumine, à la place de la Riponne, qui abrite trois musées et une bibliothèque.

- Le Musée de l'Élysée, qui ses nouveaux locaux à Plateforme 10 fin 2021, consacré à la photographie.
- Le Musée romain de Lausanne-Vidy, situé sur le site archéologique de Lousonna, dans le quartier de Vidy, sur le rivage du lac Léman. Il conserve et expose les vestiges de cette cité construite au Ier siècle.
- Le Musée Bolo, situé dans les bâtiments de l'École polytechnique fédérale de Lausanne, expose des vieux ordinateurs et du matériel informatique.
- Le Musée cantonal d'archéologie et d'histoire de Lausanne (palais de Rumine)
- L'Espace Arlaud, espace d'exposition, situé à la place de la Riponne.
- Le Musée cantonal de géologie de Lausanne (palais de Rumine)
- L'espace des inventions, situé à la Vallée de la Jeunesse.
- Le Musée et jardins botaniques cantonaux de Lausanne, situé dans le parc de Milan.
- Le Musée de la machine à écrire, situé dans le quartier Maupas/Valency.
- Le Musée de la chaussure, situé dans le quartier du Centre
- Le Musée monétaire cantonal de Lausanne (palais de Rumine)
- Le Musée cantonal de zoologie de Lausanne (palais de Rumine)

### Spectacles

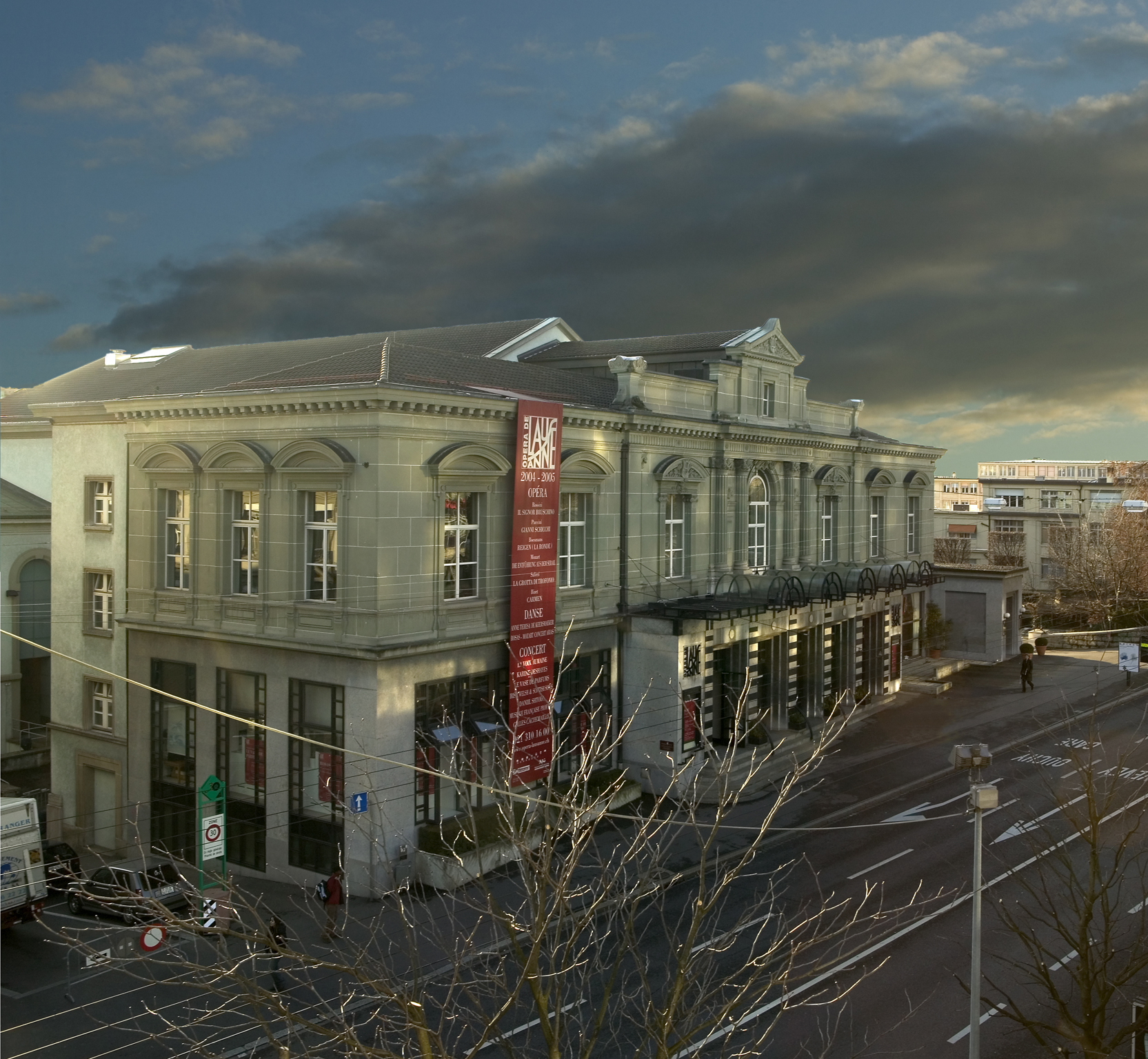
Opéra de Lausanne.

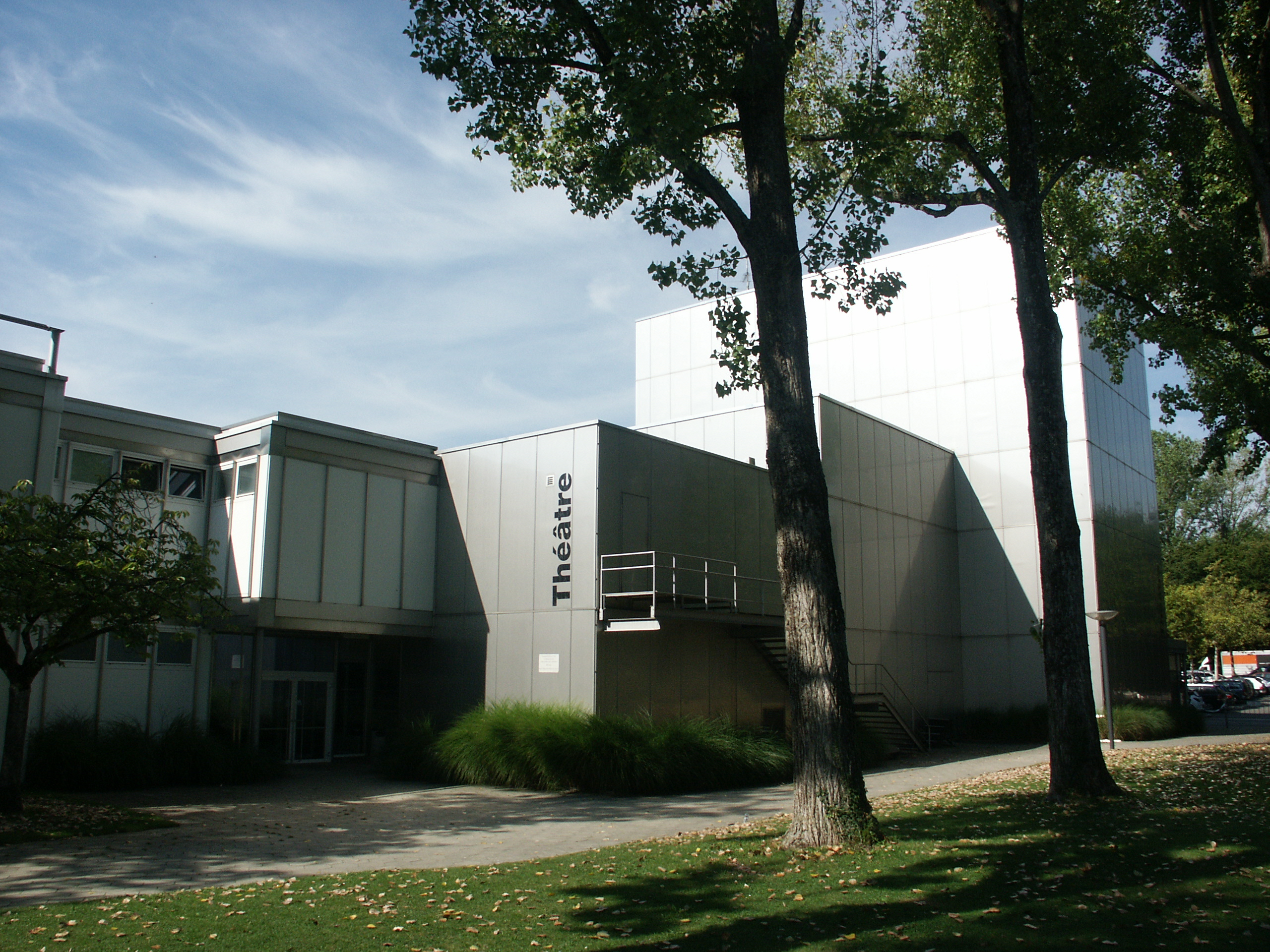
Théâtre de Vidy.

Lausanne compte 16 théâtres ou salles de théâtre et de danse, sept salles de concerts, deux complexes cinématographiques et sept salles de cinéma indépendantes.

### Théâtres
- Théâtre Vidy-Lausanne
- 2.21
- Arsenic
- Théâtre de Beaulieu
- Centre pluriculturel et social d'Ouchy (CPO)
- La Grange de Dorigny – Théâtre universitaire de Lausanne
- Théâtre Kléber-Méleau
- La Manufacture - Haute école des arts de la scène
- Café-Théâtre Le Pois Chiche
- Pulloff Théâtre
- Espace culturel des Terreaux
- Théâtre du Vide-Poche
- Théâtre Boulimie
- Café-Théâtre Les Faux-Nez
- Le Petit Théâtre (familles)
- Le Théâtre des Lutins (enfants)

### Salles de concerts
- Opéra de Lausanne
- Salle Métropole : concerts et spectacles divers.
- BCV Concert Hall, à la Haute École de Musique : musiques diverses et autres spectacles.
- Les Docks : musiques actuelles.
- La Cave du Bleu : du rock à l’electro en passant par la chanson et la world.
- Chorus : jazz
- Salle Paderewski (Casino de Montbenon) : musiques diverses

### Cinémas

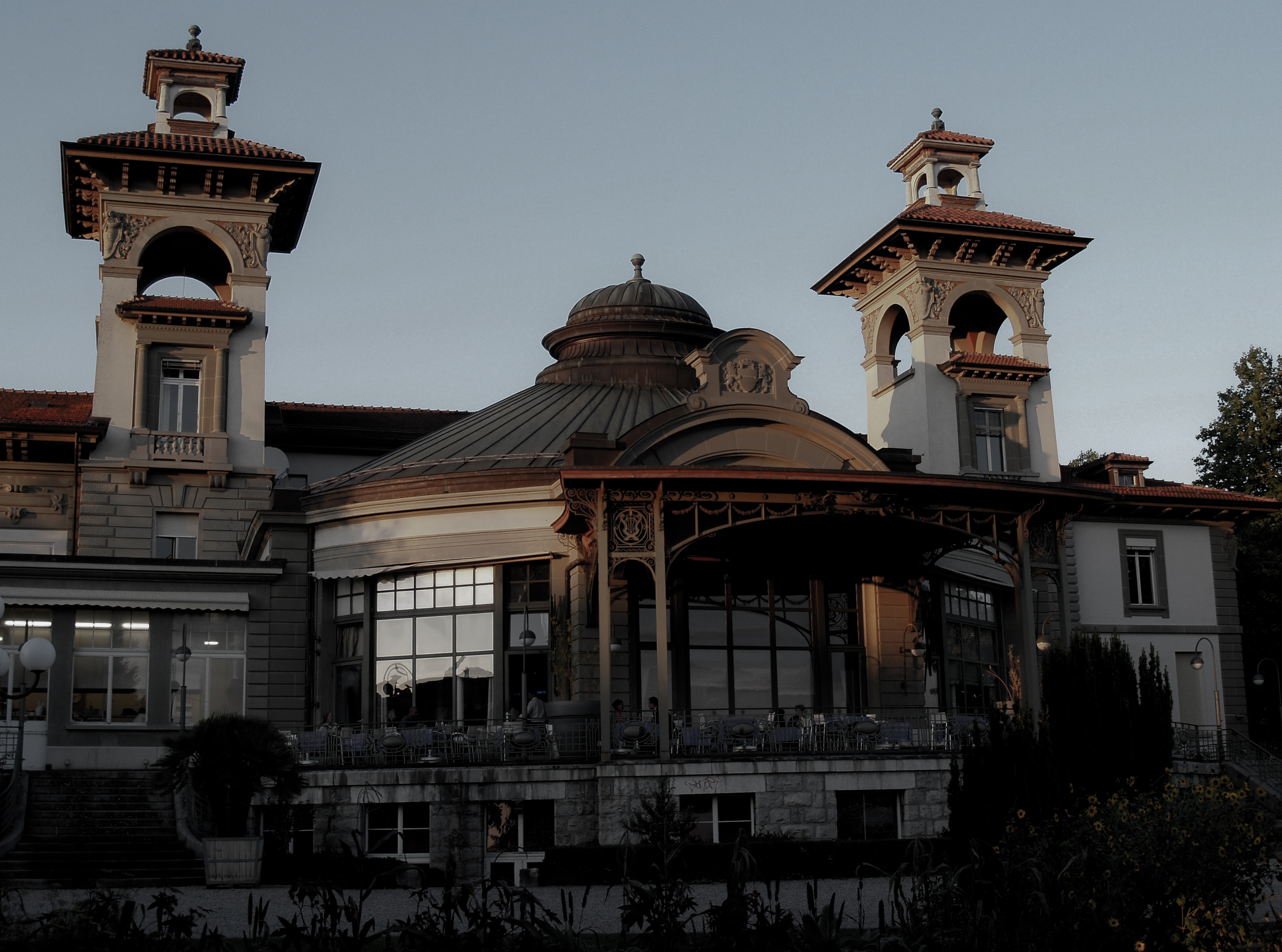
Casino de Montbenon, siège de la Cinémathèque suisse.

La Cinémathèque suisse siège à Lausanne, au Casino de Montbenon, où sont également projetés la plupart des films. En 2010, la ville achète le cinéma Capitole pour le sauvegarder et le mettre à la disposition de la Cinémathèque. La Cinémathèque suisse compte désormais deux salles :
- Salle Paderewski, Casino de Montbenon ;
- Cinéma du Capitole.

Jusqu'au début des années 1990, la ville de Lausanne était considérée comme la ville romande du septième art. Avec le plus grand nombre de salles/sièges par habitant, Lausanne connaissait son apogée cinématographique. Depuis, plusieurs salles indépendantes (Romandie, CineQuaNon, Richemond) ont été fermées et le groupe Pathé a acquis ou construit de nombreuses salles. Aujourd'hui la ville a trouvé son équilibre, proposant une programmation éclectique aux érudits (Bellevaux, Zinéma), ainsi qu'une programmation grand public grâce aux multiplexes du Flon et des Galeries. Les cinémas lausannois sont :
- Pathé Flon, multiplexe de sept salles programmant principalement des films d'exploitation ;
- Pathé Les Galeries, multiplexe de huit salles programmant principalement des films du milieu, des films documentaires mais également quelques films d'exploitation ;
- Cinétoile Malley Lumières, multiplexe de six salles programmant principalement des films d'exploitation ;
- Cinéma Bellevaux, cinéma indépendant programmant des films du milieu et des films d'auteur ;
- Zinéma, miniplexe indépendant de deux salles programmant des films d'art et d'essai ;
- Oblò, cinéma indépendant programmant des courts-métrages, des documentaires, des films expérimentaux et des films d'animation hors du circuit commercial, ainsi que des films suisses.

Pour les plus jeunes, la Lanterne magique, club de cinéma des 6-12 ans soutenu par la Ville de Lausanne, organise des projections hebdomadaires au cinéma Pathé Flon.

### Événements culturels

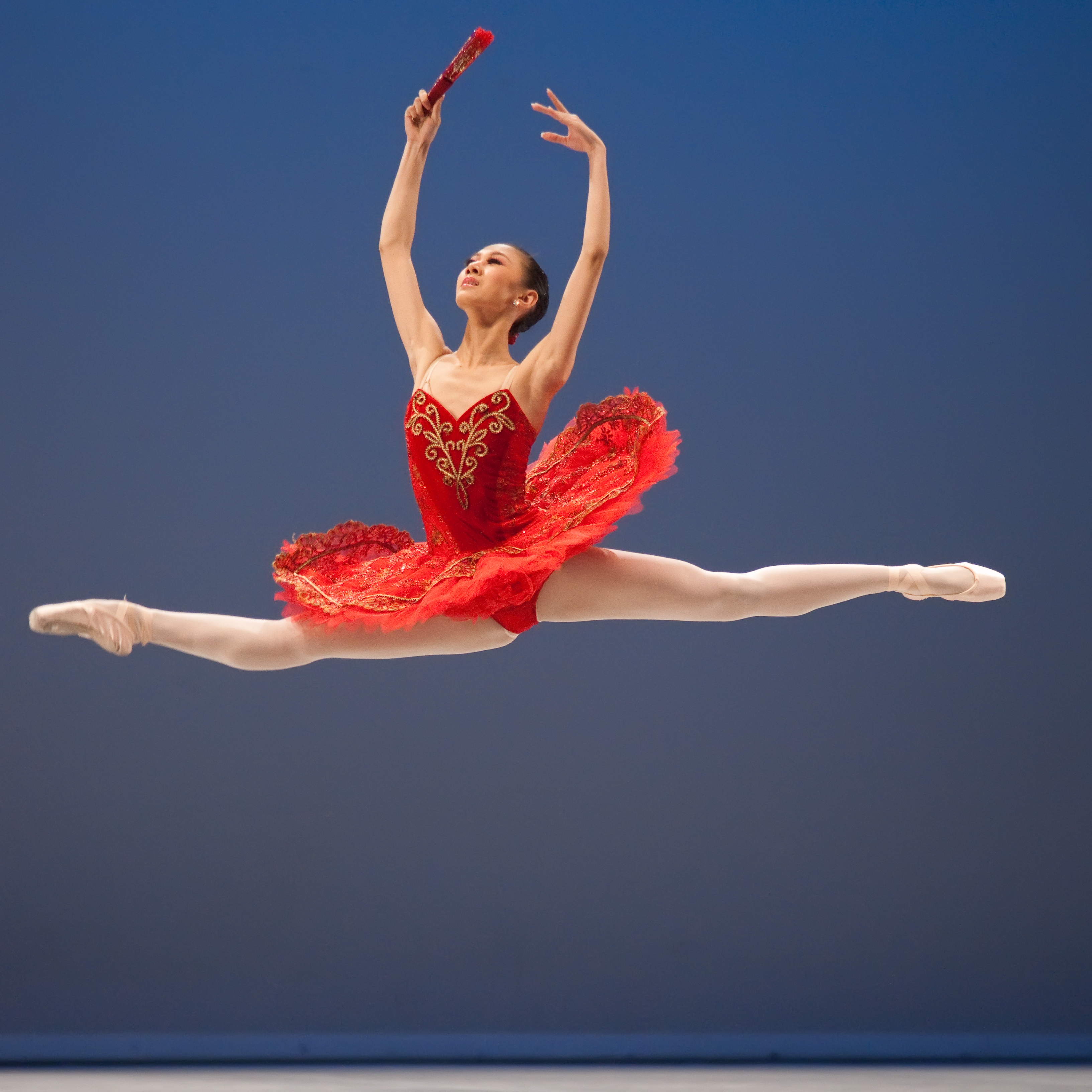
Chenxin Liu au Prix de Lausanne 2010 dans une variation extraite de Don Quichotte.

Le Prix de Lausanne, concours international de danse créé en 1973, se tient en janvier ou février au théâtre de Beaulieu. Cet événement a pour objectif de repérer les talents les plus prometteurs. Les participants sont âgés de 15 à 18 ans et les lauréats du concours reçoivent une bourse d'études pour faciliter leurs débuts dans le monde professionnel de la danse. Le Prix de Lausanne est un des concours de danse classique les plus connus au monde[source insuffisante].
Chaque année, Lausanne prend part à plusieurs fêtes traditionnelles, comme la fête de carnaval, la fête nationale suisse et la fête de la musique.
Évènement incontournable de la vie culturelle lausannoise, le Festival de la Cité se déploie chaque année en début juillet dans le quartier historique de la Cité. Festival des arts de rue, il mêle théâtre, musique, danse et cirque, créant un véritable événement festif gratuit et ouvert à tous.
Parmi les autres festivals se déroulant à Lausanne, on compte également le festival Electrosanne, festival de musique électronique se déroulant chaque année à la fin de l'été dans différents clubs et rues de la ville, BD-FIL, festival international de bande dessinée, le LUFF (Lausanne Underground Film and Music Festival), un festival de cinéma et de musique, le JazzOnze+, festival de jazz fondé en 1986 et le Festival Balélec, un festival estudiantin se déroulant début mai sur le campus de l'EPFL.
Lausanne accueille aussi le Lunapark, fête foraine se déployant à Bellerive durant l'été, le Cirque Knie ainsi que la manifestation estivale Lausanne jardins. Elle a accueilli jusqu'en 2018 le Comptoir suisse, foire qui avait lieu chaque année au Palais de Beaulieu.

### Personnalités

#### Personnalités liées à la commune
Par ordre alphabétique du nom de famille :
- Timea Bacsinszky, joueuse de tennis née en 1989 à Lausanne.
- Maurice Béjart, danseur et chorégraphe né à Marseille en 1927 et mort à Lausanne en 2007.
- Cristina Cecchini ou Mère Sofia (1946-1996), moniale orthodoxe suisso-italienne, est morte à Lausanne en 1996.
- Maurice Chappaz (1916-2009), écrivain et poète né à Lausanne.
- André Charlet (1927-2014), chef de chœur et chef d'orchestre né à Lausanne.
- Georges-André Chevallaz, un homme politique qui est né et a vécu à Lausanne de 1915 à 2002. Il a été membre du gouvernement de la Confédération suisse ainsi que président de la Confédération. Il a été suivi par Jean-Pascal Delamuraz (1936 - 1998), également membre du gouvernement puis président.
- Benjamin Constant, écrivain et homme politique né à Lausanne en 1767 et décédé à Paris en 1830.
- Louis Durand (1817-1890), professeur de théologie et peintre mort à Lausanne.
- Jean-Luc Godard, cinéaste ayant réalisé le film « Lettre à Freddy Buache » commandé en 1981 par la Ville de Lausanne[207].
- Alexandre A. Herzen, physiologiste et universitaire d'origine russe né à Vladimir en 1839 et mort à Lausanne en 1906.
- Abraham Mazel (1677-1710) "prophète" et camisard qui se réfugie à Lausanne en 1705.
- Alfred Métraux (1902-1963), anthropologue né à Lausanne.
- Isabelle de Montolieu, écrivaine, qui est née et a vécu à Lausanne de 1751 à 1832.
- Christian Müller (1921-2013), psychiatre suisse.
- Maurice Muret (1870-1954), littérateur et journaliste.
- Vincent Perez, acteur né en 1964 à Lausanne.
- Charles-Ferdinand Ramuz (1878-1947), écrivain et poète qui est né, a grandi et mourut à Lausanne. Il fit de nombreux séjours par la suite dans cette ville durant sa carrière d'écrivain, puis vécut à Pully de 1930 à 1947[208].
- Henri Roorda, écrivain, humoriste et pédagogue libertaire né en 1870 a longtemps vécu à Lausanne où il est mort en 1925.
- Gabriel de Rumine, ingénieur, photographe et mécène né en 1841 à Lausanne, et décédé en 1871 à Bucarest, son héritage a été cédé à la ville de Lausanne pour construire le Palais de Rumine.
- Louis Secretan, avocat, homme politique et mycologue qui a vécu à Lausanne de 1758 à 1839.
- Georges Simenon, écrivain, auteur de nombreux romans, né à Liège, en Belgique en 1903 et décédé à Lausanne en 1989.
- Amanda Stassart (1923-2013), résistante belge.
- Pierre-Alain Tâche, poète né à Lausanne en 1940.
- Félix Vallotton, peintre et graveur sur bois né à Lausanne en 1865 et décédé à Paris en 1925.
- Charles Veillon (1900-1971), industriel, fondateur de prix littéraires et mécène, mort à Lausanne.
- Jean Villard, dit Gilles, a tenu un cabaret à Lausanne durant la Seconde Guerre mondiale, puis à nouveau à partir de 1955 jusqu’à ses adieux à la scène.
- Stanislas Wawrinka, joueur de tennis né en 1985 à Lausanne.
- Mary Widmer-Curtat, morte à Lausanne, créatrice du Comité central suisse de secours aux réfugiés belges dans cette ville.
- Thomas Wiesel, humoriste né en 1989 à Lausanne[209].

Le nom de certaines de ces personnalités a été utilisé comme nom de rue, comme Isabelle de Montolieu ou Maurice Béjart (station de M2).

#### Bourgeois d'honneur
Le conseil communal peut accorder la bourgeoisie d'honneur à une personne qui a rendu des services importants à la Suisse, au Canton de Vaud ou à la commune, ou qui s'est distinguée par des mérites exceptionnels. S'il s'agit d'un étranger, la commune doit, avant toute chose, obtenir l'assentiment du Conseil d'État. La bourgeoisie d'honneur est personnelle et intransmissible. Elle n'a pas les effets d'une naturalisation et n'est pas inscrite dans les registres de l'état civil. La bourgeoisie d'honneur ne confère pas le droit de cité vaudois.
Depuis 1816, date de sa création, 16 personnes, et les membres de leurs familles parfois, ont obtenu la bourgeoisie d'honneur de la ville de Lausanne : Ioánnis Kapodístrias en 1816, William Haldimand en 1843, Gabriel de Rumine et Catherine de Rumine, sa mère, en 1862, César Roux et sa famille en 1903, Marc Dufour et sa famille en 1903, Woodrow Wilson en 1919, Ignacy Paderewski et sa femme en 1933, Pierre de Coubertin en 1937, Charles Ferdinand Ramuz en 1945, Henri Guisan et sa femme en 1945, Alfred Cortot en 1958, Édouard-Marcel Sandoz et sa femme en 1962, Ernest Ansermet et sa femme en 1963, Pierre Graber en 1981, Georges-André Chevallaz en 1981, Maurice Béjart en 1982.

### Héraldique
| Blason de Lausanne | Blason  | De gueules au chef d'argent. Le rouge (gueules) couvre 2/3 et 1/3 pour le blanc (argent) Ornements extérieursDeux Lions supportent le blason, sont régulièrement utilisés en Ville (Stade, bouche d'égout, en-tête site internet,...) |
| Blason de Lausanne | Détails | Les couleurs (émaux) rappellent les armoiries de la maison de Savoie ou celles de l'évêché de Lausanne (mais ce dernier renvoie aux couleurs de la Ville les origines de ses armoiries). Une pierre datée de 1434, installée sur l'Hôtel de Ville, arbore déjà ce blason,. Les armoiries de la commune sont approuvées par le canton de Vaud. |

Entre 1999 et 2018, la ville utilise en parallèle un logo très différent du blason, composé de sept point rouges rappelant les sept services administratifs de la ville. Ce logo a été dessiné par les graphistes Flavia et Laurent Cocchi. Avant et après cette période, la ville utilise le blason accompagné des deux lions le supportant en tant que logotype officiel,.

Drapeau de la ville
Logo de la ville de 1999 à 2018.
Logo de la ville depuis 2018.